# 無綫電視節目列表
無綫電視節目列表是香港流行文化的重要一環。電視廣播有限公司，簡稱為無綫電視（TVB），是香港規模最大的電視台，由於慣性收視關係，故此他們的節目收視經常比其他香港電視台的節目高，從1967年11月19日開台以來所製作的節目對香港社會和文化的有深遠的影響。
本條目只列出香港無綫電視所有製作的電視節目。

註：節目名稱前的為該節目於無綫電視的首播日期及頻道，節目名稱後的為該節目的結束播放日期（如有）。

## 新聞節目
指出由無綫電視新聞及資訊部製作所有的電視節目

### 新聞
| 播出日期                                           | 電視頻道 | 名稱                                      | 備註 |
| 1967年11月19日-                                    | 翡翠台 新聞台 （2008年11月11日－ 2016年1月） 互動新聞台 （2008年11月11日－ 2014年7月20日） 高清翡翠台 （2009年6月15日－ 2015年4月25日）                                                                                           | 六點半新聞報道 英語：                     | 主播： 陳嘉欣、彭建樺、黃曉瑩、李卓謙、梁永祥、黎在山 |
| 1967年11月19日-                                    | 明珠台 | 七點半新聞報道 英語：                     | 主播： Daniel Rowell、Melissa Gecolea、林婷婷（Jacky Lin）、李天耀（Timothy Li） |
| 1967年11月19日-                                    | 翡翠台、明珠台 新聞台 （2008年11月11日起） 互動新聞台 （2008年11月11日－ 2014年7月20日） 高清翡翠台 （2009年2月2日－ 2016年2月21日）                                                                                              | 天氣報告                                  | 翡翠台主持： 王倩荷／黎在山／周可茵／廖淑怡/ 陳語翹/ 梁思齊 明珠台主持： 林婷婷（Jacky Lin）／葉芷樺（Sakura Ip）／黎在山 （Alpha Lai）／Mimosa Ngai |
| 1967年11月19日-                                    | 翡翠台、明珠台 新聞台、互動新聞台 （2008年11月11日－ 2015年1月4日） 高清翡翠台 （2009年2月2日－ 2016年2月21日） | 晚間新聞 英語：                           | 翡翠台主播（星期一至五）： 李卓謙／陳嘉欣 翡翠台主播（星期六、日）： 盤翠瑩／彭建樺／李卓謙／黃曉瑩／ 葉芷樺／翟睿敏 明珠台主播（星期一至五）： 林婷婷（Jacky Lin）、Daniel Rowell、李天耀（Timothy Li） 明珠台主播（星期六、日）： 林婷婷（Jacky Lin）、Daniel Rowell、李天耀（Timothy Li）、Matthew Bray |
| 1969年9月1日-                                      | 翡翠台 高清翡翠台 （2008年1月2日－ 2016年2月21日） 新聞台、互動新聞台 （2008年11月11日－ 2015年1月4日） | 午間新聞 英語：                           | 主播（星期一至五）： 盤翠瑩／陳嘉欣／黃曉瑩／葉芷樺／翟睿敏 主播（星期六、日）： 盤翠瑩／彭建樺／葉芷樺／廖天贊／翟睿敏 |
| 1970年6月1日-                                      | 翡翠台、明珠台 高清翡翠台 （2007年12月31日－ 2016年2月21日） | 新聞提要 英語：                           | |
| 1970年6月1日- 1993年5月14日                        | 翡翠台、明珠台 | 新聞簡報                                  | |
| 1976年4月19日- 1977年4月29日                       | 翡翠台 | 清晨新聞報道                              | 主播： 楊詩蒂、莊文清、梁碧玲、譚芳妮 |
| 1981年1月3日-                                      | 翡翠台 高清翡翠台 （2007年12月31日－ 2011年，2015年9月16日－2016年2月17日） 新聞台 （2012年6月17日－ 2016年1月2日） 無綫財經台／無綫財經·資訊台／財經體育資訊台 （2017年8月19日－ 2020年2月29日，2023年12月6日－ 2024年4月20日）  | 新聞透視 英語：                           | 主持： 陳嘉欣／李卓謙／黃曉瑩 |
| 1981年9月6日-                                      | 翡翠台 高清翡翠台 （2008年1月1日－ 2013年3月15日） 新聞台、無綫新聞台 （2008年11月11日起） | 香港早晨 英語：                           | 主播（星期一至六）： 周可茵、黎在山、廖淑怡、王倩荷、梁思齊 主播（星期日香港早晨）： 彭建樺、黎在山、周可茵 |
| 1982年- 1988年3月25日                              | 明珠台 | 焦點                                      | |
| 1981年12月30日-                                    | 翡翠台 明珠台 新聞台 （2013年1月1日起） 無綫財經台／無綫財經·資訊台／財經體育資訊台 （2017年12月31日-2023年12月31日） | 香港大事回顧 英語：                       | 含澳門大事 2024年翡翠台主持： 李卓謙、黃曉瑩 2024年明珠台主持： 林婷婷（Jacky Lin） |
| 1984年10月7日- 1987年3月1日                        | 翡翠台 | 一週動向                                  | 主持：蘇凌峰 節目製作：無綫電視新聞及公共事務部 |
| 1985年1月1日-                                      | 翡翠台 明珠台 新聞台 （2012年12月30日起） 無綫財經台／無綫財經·資訊台／財經體育資訊台 （2017年12月31日-2023年12月31日） | 財經大事回顧 英語：                       | 2024年翡翠台主持： 伍嘉文 2024年明珠台主持： 李天耀（Timothy Li） |
| 1987年3月10日-                                     | 翡翠台 高清翡翠台 （2007年12月31日－ 2011年，2015年9月18日－ 2016年2月19日） 新聞台 （2012年7日- 2016年1月5日） 無綫財經台／無綫財經·資訊台（2017年8月19日－ 2018年2月18日，2018年4月22日起）                                     | 星期日檔案 英語：                         | 節目名稱隨播出當日為星期幾而改變 旁述： 盤翠瑩 |
| 1987年12月26日-                                    | 翡翠台 明珠台 新聞台 （2012年12月23日起） 無綫財經台／無綫財經·資訊台／財經體育資訊台 （2017年12月24日-2023年12月30日） | 國際大事回顧 英語：                       | 2024年翡翠台主持： 黎在山 2024年明珠台主持： Melissa Gecolea |
| 1988年4月1日- 2018年6月25日                        | 明珠台 | 明珠檔案 英語：                           | 主持： 林達瑩（Diana Lin）／林國基（Chris Lincoln）／James Aitken |
| 1989年4月2日-                                      | 翡翠台、新聞台（2012年6月17日—2016年1月2日） 無綫財經台／無綫財經·資訊台／財經體育資訊台 （2017年8月20日-2024年4月21日） | 財經透視 英語：                           | 主持：李寶善 |
| 1993年3月1日-2021年4月6日                          | 明珠台 （1993年3月1日－ 2016年2月21日、2020年4月13日－ 2021年4月6日） J5／無綫財經台／無綫財經·資訊台 （2016年2月22日－ 2020年4月12日）                                                                                           | 普通話天氣報告 英語：                     | 主播（星期一至五）： 勞旭雯／張晉 主播（星期六、日）： 勞旭雯／張晉 |
| 1993年3月1日-                                      | 明珠台 （1993年3月1日－ 2016年2月21日、2020年4月13日－ ） J5／無綫財經台／無綫財經·資訊台 （2016年2月22日－ 2020年4月12日） | 普通話新聞／普通話新聞報道 英語：         | 主播（星期一至五）： 勞旭雯、儲子揚、齊東博、林凱鈴 主播（星期六、日）： 儲子揚、齊東博、勞旭雯、林凱鈴 |
| 1996年2月26日- 1997年9月17日                       | 翡翠台 | 九七透視                                  | 主持： 袁志偉 |
| 1996年12月27日-                                    | 翡翠台 新聞台 （2012年12月30日起） 無綫財經台／無綫財經·資訊台／財經體育資訊台 （2017年12月30日-2023年12月30日） | 兩岸大事回顧 英語：                       | 台灣海峽兩岸大事 2024年主持： 彭建樺 |
| 1997年9月24日- 2000年9月14日                       | 翡翠台 | 時局縱橫                                  | 回歸後自《九七透視》改編而成 主持： 魏綺珊 |
| 19__年__月__日-                                    | 明珠台 | 時事漫談                                  | |
| 2003年10月13日-2022年3月31日                       | 翡翠台、明珠台 高清翡翠台／J5／無綫財經台／無綫財經·資訊台／財經體育資訊台 （2007年12月31日起） 新聞台、無綫新聞台 （2008年11月11日起）                                                                                           | 瞬間看地球 英語：                         | |
| 2004年2月18日- 2008年11月11日 2012年-2016年3月20日 | 新聞台、互動新聞台 （2008年11月11日起） | 無綫早晨                                  | |
| 2005年5月1日- 2014年1月26日                        | 新聞台 互動新聞台 （2008年11月11日起） | 無綫八點新聞 英語：                       | |
| 2005年- 2008年11月10日                             | 新聞台 | 新聞多面睇                                | |
| 2006年7月3日- 2006年7月28日                        | 翡翠台 | 交通全速遞                                | |
| 2008年1月2日- 2009年1月30日                        | 高清翡翠台 新聞台、互動新聞台 （2008年11月11日起） | 11點財經及新聞報道 英語：                 | |
| 2009年3月30日- 2009年6月25日                       | 明珠台 | Hong Kong, Hong Kong                      | |
| 2009年8月17日- 2015年9月11日                       | 高清翡翠台 新聞台、互動新聞台 （2009年8月17日－ 2012年3月9日） | 七點新聞報道 英語：                       | |
| 2010年1月4日-                                      | 新聞台、無綫新聞台 翡翠台 （2011年2月28日起） 高清翡翠台 （2011年2月28日— 2016年2月19日） Window （2013年6月3日－ 2015年1月18日）                                                                                                 | 新聞檔案 英語：                           | 旁白： 彭超慈 |
| 2010年9月14日-                                     | 新聞台、互動新聞台／無綫新聞台 翡翠台 （2017年10月16日－2018年8月31日） 無綫財經·資訊台 （2018年4月7日起） | 時事百科／時事通識 英語：                 | 主播：彭建樺／王倩荷／關可為／周可茵／李澤浩／黎在山／陳語翹／廖淑怡／林可瑩／鄭禧年／王穎琪／容家耀／賀子欣 |
| 2012年6月30日- 2016年7月16日                       | 新聞台、互動新聞台 | 周末闖蕩 英語：                           | |
| 2012年6月30日- 2015年5月30日                       | 新聞台、互動新聞台 | 周末主播室 英語：                         | |
| 2012年6月30日- 2014年1月5日                        | 新聞台、互動新聞台 | 中國天氣預報 英語：                       | 主播：王倩荷／關可為／周可茵／黎在山／廖淑怡／林可瑩 |
| 2012年6月30日-                                     | 新聞台、互動新聞台／無綫新聞台 | 世界天氣預報 英語：                       | 主播：王倩荷／關可為／周可茵／黎在山／廖淑怡／林可瑩 |
| 2012年7月2日-2016年7月1日                          | 明珠台 （2012年7月2日－ 2016年2月19日） J5 （2016年2月22日－ 2016年7月1日） | 普通話新聞檔案 英語：                     | 旁白： 李凌／楊暢 |
| 2012年7月2日-                                      | 新聞台、無綫新聞台 無綫財經台／無綫財經·資訊台（2017年8月19日- 2020年2月29日） 翡翠台、高清翡翠台 （2012年7月2日－ 2012年9月21日） 高清翡翠台 （2015年1月5日- 2016年2月19日） 新聞2台／直播新聞台 （2012年7月2日- 2018年8月12日） | 時事多面睇／周末時事多面睇 英語：／英語： | 主播：彭建樺／王倩荷／關可為／周可茵／李澤浩／黎在山／陳語翹／廖淑怡／林可瑩／鄭禧年／王穎琪／容家耀／賀子欣 |
| 2012年7月7日-                                      | 新聞台、互動新聞台 （2012年7月7日- 2017年8月6日） 翡翠台 （2017年8月13日起） 無綫財經台／無綫財經·資訊台 （2017年8月20日起）、 新聞2台／直播新聞台 （2012年7月7日- 2018年8月12日）                                                | 講清講楚 英語：                           | 主持： 陳嘉欣／李卓謙 |
| 2013年3月2日-                                      | 新聞台、無綫新聞台 | 寰宇掠影 英語：                           | 主播：彭建樺／王倩荷／關可為／周可茵／李澤浩／黎在山／陳語翹／廖淑怡／林可瑩／鄭禧年／王穎琪／容家耀／賀子欣 |
| 2014年1月6日-                                      | 新聞台、無綫新聞台 Window （2014年1月6日－ 2015年4月3日） | 無綫7:30 一小時新聞 英語：                | 主持： 彭建樺／關可為／王倩荷／周可茵／廖淑怡／黎在山／容家耀／林婷婷 |
| 2014年10月6日-                                     | 新聞台、互動新聞台／無綫新聞台 翡翠台 （2015年1月5日起） 高清翡翠台 （2015年1月5日－ 2016年2月19日） | 環球新聞檔案 英語：                       | 旁白： 馮兆寧／李偉達 |
| 2015年3月3日-                                      | 明珠台 | 清心直說 英語：                           | 主持： 陳建強（Eugene Chan） |
| 2015年6月7日-                                      | 新聞台、無綫新聞台 | 探古尋源 英語：                           | 主播：彭建樺／王倩荷／關可為／周可茵／李澤浩／黎在山／陳語翹／廖淑怡／林可瑩／鄭禧年／王穎琪／容家耀／賀子欣 |
| 2015年12月6日- 2017年1月8日                        | 新聞台、無綫新聞台 翡翠台 （2020年3月9日起） | 世界觀 英語：                             | 主持： 馮兆寧／李偉達／方東昇／黃珊／陳嘉欣／黃曉瑩／李卓謙／黎在山 |
| 2017年8月15日- 2018年11月15日                      | 無綫財經台／無綫財經·資訊台 | 升學無疆界 英語：                         | 主持： 黃珊 |
| 2018年8月21日-                                     | 翡翠台 （2023年12月5日起） 無綫財經台／無綫財經·資訊台 （2018年8月21日－ 2024年4月16日） TVB Plus （2024年4月25日起） | 最強生命線 英語：                         | 主持： 羅鈺文／伍瑋瑋／黃靖婷／李德成／黃珊／周芷菱／劉皓容／曾曉婷 |
| 2018年7月2日-                                      | 明珠台 | 明珠雜誌 英語：                           | 主持：Melissa Gecolea |
| 2018年7月3日-                                      | 明珠台 | 手語新聞報道 英語：                       | 主播：彭建樺／王倩荷／關可為／周可茵／李澤浩／黎在山／陳語翹／廖淑怡／林可瑩／林婷婷／王穎琪／容家耀／鄭禧年／賀子欣 手語傳譯員：馬芬燕／黃惠蘭／胡凱欣／程冬瑤／高梓筠 |
| 2017年1月3日- 2023年4月4日                         | J5／無綫財經台／無綫財經·資訊台／財經體育資訊台 | 家居．築則 英語：                         | 主持：伍楚瑩／駱文捷／張凱程／曾曉婷／何詠恩／連綽瑤／劉皓容 |
| 2017年1月4日- 2023年7月20日                        | J5／無綫財經台／無綫財經·資訊台／財經體育資訊台 | 創科導航 英語：                           | 主持：李明娜／陳啟樂／張凱程／蕭梓恆／曾曉婷 |
| 2018年11月20日- 2023年8月2日                       | 翡翠台 （2020年1月4日-2023年7月29日） 無綫財經·資訊台／財經體育資訊台 | 無耆不有 英語：                           | 主持： 黃珊／蘇墁鈺／陳綺雯／林智偉 |
| 2019年5月3日- 2019年7月5日                         | 無綫財經·資訊台 | 留學指南針 英語：                         | 主持： 陳妍妍 |
| 2020年1月17日- 2020年2月21日                       | 無綫財經·資訊台 | 港式婚姻 英語：                           | 主持： 李曉欣 |
| 2020年4月16日- 2021年4月22日                       | 無綫財經·資訊台 | 看出個未來 英語：                         | 主持： 蕭梓恆、曾曉婷 |
| 2020年10月2日- 2020年11月20日                      | 無綫財經·資訊台 | 萬千寵愛 英語：                           | 主持： 黃靖婷 |
| 2021年1月8日- 2021年3月5日                         | 無綫財經·資訊台 | 升學無疆界 II 英語：                      | 主持： 蘇墁鈺 |
| 2021年3月12日- 2021年5月14日                       | 無綫財經·資訊台 | 養生有道 英語：                           | 主持： 王玉娟 |
| 2021年4月29日- 2023年12月1日                       | 無綫財經·資訊台／財經體育資訊台 | 大灣區解碼 英語：                         | 主持： 黃珊 |
| 2021年9月10日- 2021年10月29日                      | 無綫財經·資訊台 | 歲歲平安 英語：                           | 主持： 黃靖婷 |
| 2023年2月5日- 2023年4月23日                        | 翡翠台、財經體育資訊台 | 升學無疆界 III 英語：                     | 主持： 曾曉婷／黃珊 |

## 新聞節目製作及特輯系列
- 1992年11月8日翡翠台：繁華路上廿五載
- 2005年7月24日翡翠台：六十年忘不了（紀錄片乘二戰結束60年之際，嘗試為同為戰敗國的日本與德國作對比，並討論日本右翼主義抬頭、中日關係等）至2005年8月14日
- 新聞話事·人系列（共兩輯）
  - 2007年10月22日翡翠台：新聞話事·人（主持：伍晃榮，嘉賓身份及主持：毛孟靜、魏綺珊、葉雅媛、陳立志、袁志偉、蘇凌峰、趙應春、方東昇）（由美聯物業特約）至2007年11月12日（逢星期一播出）
  - 2008年4月20日翡翠台、高清翡翠台：新聞話事·人（兩小時難忘版）（為紀念的伍晃榮逝世之系列）
- 2008年11月2日翡翠台、高清翡翠台：變革三十年（旁白：阮小清）至2008年11月23日（逢星期日播出）
- 2009年7月11日翡翠台、高清翡翠台：澳門十年（澳門鉅記餅家呈獻，主持：吳璟儁）至2009年7月25日（逢星期六播出）
- 2009年9月6日翡翠台、高清翡翠台：六十年家國（華南城特約，旁白：阮小清）至2009年9月27日（逢星期日播出）
- 2011年9月4日翡翠台、高清翡翠台：辛亥百年（旁白：阮小清）至2011年9月18日（逢星期日播出）
- 2013年8月11日翡翠台：東亞三國志（旁白：阮小清）至2013年8月25日（逢星期日播出）
- 世界零距離系列（共三輯）
  - 2013年12月2日互動新聞台：世界零距離（主持：方東昇、陳沛珈、余凱婷，旁白：方東昇）至2014年5月30日（逢星期一至五首播）
  - 2014年7月28日翡翠台：世界零距離（半小時全紀錄，主持：方東昇、陳沛珈、余凱婷，旁白：方東昇）至2014年9月15日（逢星期一播出）
  - 2015年4月6日新聞台、互動新聞台：世界零距離 II（主持：方東昇、陳沛珈、黃曉瑩，旁白：方東昇）至2015年10月2日（逢星期一至五首播）
  - 2015年10月5日翡翠台、高清翡翠台：世界零距離 II（半小時全紀錄，主持：方東昇、陳沛珈、黃曉瑩，旁白：方東昇）至2015年10月16日（逢星期一至五播出）
  - 2016年5月30日新聞台、互動新聞台：世界零距離 III（主持：方東昇、陳沛珈、黃曉瑩，旁白：方東昇）至2016年9月16日（逢星期一至五首播）
  - 2017年1月9日翡翠台：世界零距離 III（半小時全紀錄，主持：方東昇、陳沛珈、黃曉瑩，旁白：方東昇）至2017年1月20日（逢星期一至五播出）
- 2017年5月8日新聞台、互動新聞台：新絲路‧一一帶路至2017年7月28日
- 2017年5月7日翡翠台：一帶一路（旁白：馮兆寧）至2017年7月9日（逢星期日播出）
- 一路走來半世紀系列
  - 2017年9月18日新聞台、無綫新聞台：一路走來半世紀至2017年12月22日（主持：李卓謙、陳沛珈）
  - 2018年1月13日翡翠台、無綫財經台／無綫財經·資訊台：一路走來半世紀至2018年3月1日（翡翠台逢星期六播出，無綫財經台／無綫財經·資訊台下星期四重播）（主持：李卓謙、陳沛珈）
- 2018年2月25日翡翠台：走進大灣區至2018年4月8日（逢星期日播出）（旁白：周少芳）
- 2020年5月4日無綫新聞台：睇新聞，講英文至2018年12月30日（主持：褚簡寧、陳嘉倩、梁凱寧、麥詩敏、賴君蕊）
- 癌症系列
  - 2016年10月31日新聞台、無綫新聞台：癌症系列至2016年12月9日（主持：伍瑋瑋、鄭萃雯、陳紹恆）
  - 2017年10月7日新聞台、無綫新聞台：癌症系列2至2017年12月31日（主持：黃德藍、何欣、陳紹恆）
  - 2018年10月6日新聞台、無綫新聞台：癌症系列III至2018年12月30日（主持：黃承暉、何敏瑜）
  - 2022年11月26日新聞台、無綫新聞台：癌症系列IV至（主持：賴君蕊、曾曉婷）
- 長命百二歲系列（共兩輯）
  - 2018年3月19日新聞台、無綫新聞台：長命百二歲（第一輯主持：方東昇、李德成、黃曉瑩、李曉欣）
  - 2018年7月2日翡翠台：長命百二歲（主持：方東昇、李德成、黃曉瑩、李曉欣）至2018年7月13日（逢星期一至五首播）
  - 2018年9月17日新聞台、無綫新聞台：長命百二歲II（第二輯主持：方東昇、黃曉瑩、李德成、李曉欣）至2018年12月7日
  - 2019年2月18日翡翠台：長命百二歲II（主持：方東昇、黃曉瑩、李曉欣、李德成）至2019年3月1日（逢星期一至五首播）
- 2018年9月30日翡翠台、無綫財經·資訊台：改革開放四十年（逢星期日播出）（旁白：潘蔚林）至2018年12月2日
- 2018年10月6日翡翠台：改革先驅（逢星期六播出）（旁白：黃珊）至2018年11月24日
- 武測天系列
  - 2018年12月4日新聞台、無綫新聞台：武測天至2021年6月3日（主持：梁榮武、李文欣、鄭伊善、袁沅玉）
  - 2022年11月15日新聞台、無綫新聞台：武測天II至2023年3月30日（主持：梁榮武、周可茵、廖淑怡、陳語翹）
- 2019年7月21日翡翠台、無綫財經·資訊台：建國七十年（逢星期日播出）（旁白：張家灝）至2019年9月8日
- 2019年8月23日無綫財經·資訊台：地球村民（主持：張凱程）至2019年10月11日
- 2019年10月18日無綫財經·資訊台：食知不盡（主持：黃珊）至2019年11月22日
- 這麼遠，那麼近系列
  - 2020年5月4日無綫新聞台：這麼遠，那麼近（主持：方東昇、黃曉瑩、李曉欣、黃靖婷）至2020年7月10日
  - 2020年8月31日翡翠台：這麼遠，那麼近（主持：方東昇、黃曉瑩、李曉欣、黃靖婷）至2020年9月11日（逢星期一至五首播）
- 2020年10月17日翡翠台：深圳特區40年至2020年10月24日（逢星期六播出）（旁白：周少芳）
- 行行有好景系列
  - 2020年12月10日無綫新聞台：行行有好景（主持：黎在山、袁思行、馬琛沂）至2021年5月1日
  - 2022年11月16日無綫新聞台：行行有好景II（主持：黎在山、麥詩敏、林可瑩）至2023年3月1日
  - 2023年9月9日無綫新聞台：行行有好景III（主持：黎在山、林可瑩、關可為、容家耀）
- 尋人記系列
  - 2021年4月5日翡翠台：尋人記（主持：方東昇、黃曉瑩、李曉欣、黃靖婷）（逢星期一至五首播）至2021年4月16日
  - 2022年5月19日翡翠台：尋人記II（主持：方東昇、黃曉瑩、李曉欣、黃靖婷）（逢星期四、五首播）至2022年6月17日
- 2021年6月12日無綫新聞台：有廊畔海行（主持：黎在山、袁思行、馬琛沂）至2021年8月7日
- 2021年8月3日無綫新聞台：唱歌講英文（主持：楊立門、黎在山、袁沅玉、袁思行、馬琛沂）至2021年12月16日
- 2023年5月25日翡翠台：好睡好起（主持：方東昇、黃曉瑩、李曉欣）（逢星期四、五首播）至2023年6月23日

## 財經節目
- 1981年1月2日翡翠台：今日財經至2015年1月2日
- 1981年1月2日明珠台：財經消息（英語：Financial Report，主持：林婷婷 (Jacky Lin)、Matthew Bray、Daniel Rowell、李天耀 (Timothy Li)）
- 1987年3月9日翡翠台、新聞台（2008.11.11－2011.12.30）、高清翡翠台（2009.08.17－2015.09.11）：財經新聞
- 2000年__月___日明珠台：財經速遞（英語：World Market Update）至2019年7月26日
- 2008年9月1日明珠台：環球金融速遞（英語：Market Place）至2019年7月26日
- 2019年12月16日：財經熱話
- 2019年9月30日明珠台：股市直擊（英語：Market Watch，主持：廖倬竩 (Ivy Liu)、丁子田 (Sara Ting)）
- 2020年4月14日明珠台：財經消息（英語：Financial Bulletin，主持：林婷婷 (Jacky Lin)、Daniel Rowell、Matthew Bray）
- 2020年9月28日明珠台：金錢面面觀（英語：Money Matters，主持：James Aitken、Melissa Gecolea）
- 1990年10月9日翡翠台：財源港俊
- 股市通（共兩輯）
  - 1992年10月26日翡翠台：股市通（第一輯）
  - 1993年10月25日翡翠台：股市通（第二輯）
- 1993年3月1日翡翠台：普通話財經消息至2007年9月14日
- 1993年3月1日明珠台（1993.03.01—2016.02.19）、J5（2016.02.22—2016.06.30）：普通話財經簡訊／普通話財經報道（英語：Financial Bulletin）
- 1995年6月6日明珠台：財經雜誌（英語：Money Magazine）至2018年6月29日（主持：Melissa Gecolea）
- 2001年2月19日明珠台：財經第一線至2006年2月3日
- 2005年新聞台、互動新聞台／無綫新聞台（2008.11.11起）：開市第一擊
- 2005年新聞台、互動新聞台（2008.11.11起）：港股評述至2011年12月30日
- 2005年新聞台、互動新聞台／無綫新聞台（2008.11.11起）：財經多國度
- 2006年2月6日翡翠台、明珠台（2007.09.17起）及高清翡翠台／J5／無綫財經台／無綫財經·資訊台／財經體育資訊台（2008.01.02-2024.04.19）、TVB Plus（2024.04.22起）：交易現場
- 2012年1月3日新聞台、互動新聞台：財經報道至2011年12月30日
- 2012年1月3日新聞台：港股點評至2014年11月14日
- 2014年3月3日翡翠台、新聞台、互動新聞台：財經檔案至2014年5月30日
- 2019年9月23日無綫新聞台：財經檔案五十年
- 滬港通及深港通系列
  - 2014年9月22日翡翠台、高清翡翠台：滬港通解密（星期一至五翡翠台07:55、13:18、19:58、高清翡翠台09:55（10月1日及2日改為10:55）、15:00、19:58、深夜01:15，中信銀行（國際）特約，主持：林小珍）至2014年10月17日
  - 2014年9月22日明珠台：滬港通通識（星期一至五10:55、14:03、18:18，主持：孫霏）至2014年10月17日
  - 2014年9月22日新聞台、互動新聞台：滬港通通識（星期一至五09:36（10月1日及2日改為09:43）、14:55、17:28、22:37，國泰君安國際控股有限公司特約，主持：陳曉蓉）至2014年10月17日
  - 2014年11月17日翡翠台：滬港互通（滬港通交易日09:30-09:45、14:40）至2016年12月2日
  - 2014年11月17日明珠台：滬港直通車（滬港通交易日11:00-11:15、15:00-15:10）至2016年12月2日
  - 2014年11月17日高清翡翠台：滬港直播室（滬港通交易日10:10、15:10）至2016年2月19日
  - 2014年11月17日新聞台、互動新聞台：滬港快訊（滬港通交易日10:00、15:30）至2015年12月31日
  - 2014年11月17日新聞台、互動新聞台：滬港一點通（滬港通交易日13:00-13:10）至2015年12月31日
  - 2014年11月17日新聞台：滬港點評至2015年12月30日
  - 2016年12月5日翡翠台：深港滬通（滬港通及深港通交易日09:30-09:45、14:40）
  - 2016年12月5日明珠台：深港滬直通車（滬港通及深港通交易日11:00-11:15、15:00-15:10）
- 2016年2月22日J5／無綫財經台／無綫財經·資訊台：環球財經消息至2022年9月2日
- 2016年2月22日J5／無綫財經台／無綫財經·資訊台／財經體育資訊台：智富360°至2023年12月1日
- 2016年2月22日J5：8點財經至2017年5月5日
- 2017年3月20日J5／無綫財經台／無綫財經·資訊台／財經體育資訊台（2017年3月20日-2024年4月19日）、TVB Plus（2024年4月22日起）：早市戰報
- 2017年3月20日J5／無綫財經台／無綫財經·資訊台／財經體育資訊台：午市進擊至2023年12月1日
- 2017年5月8日J5／無綫財經台／無綫財經·資訊台／財經體育資訊台：收市大檢閱 （主持：伍嘉文、李嘉惠、李寶善、李晞彤）至2023年12月1日
- 2017年5月8日J5／無綫財經台／無綫財經·資訊台／財經體育資訊台：智富錦囊至2023年12月1日
- 2017年5月8日J5／無綫財經台／無綫財經·資訊台／財經體育資訊台：十點無綫財經 （主持：伍嘉文、李寶善、李晞彤）至2023年12月1日
- 2017年5月22日J5／無綫財經台／無綫財經·資訊台／財經體育資訊台：無綫財經新聞 （主持：伍嘉文、李寶善、李晞彤）至2023年12月1日
- 2017年8月15日無綫財經台／無綫財經·資訊台／財經體育資訊台：財經焦點至2023年12月1日
- 2017年8月15日無綫財經台／無綫財經·資訊台／財經體育資訊台：日日有樓睇至2023年12月1日
- 2017年8月19日無綫財經台／無綫財經·資訊台／財經體育資訊台（2017年8月19日-2024年4月21日）、TVB Plus（2024年4月26日起）：樓計專家
- 2018年11月12日無綫財經·資訊台／財經體育資訊台：樓市速遞至2023年12月1日
- 2019年4月1日無綫財經·資訊台／財經體育資訊台：匯市焦點至2023年12月1日
- 2019年10月28日無綫財經·資訊台／財經體育資訊台：開市速報至2023年12月1日
- 2019年11月21日無綫財經·資訊台／財經體育資訊台：異動狙擊至2023年12月1日
- 2020年1月2日無綫財經·資訊台：大行情報至2021年7月2日
- 2020年3月2日無綫財經·資訊台／財經體育資訊台：無綫財經快訊至2023年12月1日
- 2022年9月5日財經體育資訊台：即市脈搏至2023年12月1日
- 2022年9月5日財經體育資訊台：數據尋寶至2023年12月1日
- 2023年8月7日財經體育資訊台：環金動向至2023年12月1日
- 2023年12月4日翡翠台、財經體育資訊台（2023年12月4日-2024年4月19日）、TVB Plus（2024年4月22日起）：今日有樓睇
- J5／無綫財經台／無綫財經·資訊台／財經體育資訊台財經專題節目
  - 2016年2月22日J5：樓市外望（主持：陳聞賢／駱文捷）至2016年12月26日
  - 2016年2月23日J5：財金導航（主持：蔡曉澄／李明娜）至2016年12月27日
  - 2016年2月24日J5：樓盤內望（主持：黃麗幗／梁凱寧／張文采／駱文捷）至2016年12月28日
  - 2016年2月25日J5：智富之道（主持：林小珍／黃珊／范巧茹／劉雅文／李嘉惠／曾熙雯）至2016年12月29日
  - 2016年2月26日J5：操盤群英（主持：陳正犖／李穎琳／范巧茹／潘禮瑤）至2016年12月30日
  - 2017年1月2日J5／無綫財經台／無綫財經·資訊台／財經體育資訊台：樓市點睇（主持：陳聞賢／潘禮瑤／麥詩敏／鞠穎怡／嚴俏婷／梁永祥／陳雅怡／伍楚瑩／史寒冰／袁沅玉）至2023年4月3日
  - 2017年1月5日J5／無綫財經台／無綫財經·資訊台：理財有道（主持：劉雅文／李嘉惠／李穎琳／曾熙雯／潘禮瑤／王瑩／鄭瑩／唐海汶／何慧琴／余琦琪／胡朗軒）至2021年10月7日
  - 2017年1月6日J5／無綫財經台／無綫財經·資訊台：職場制勝（主持：陳正犖／李穎琳／李文欣／丘紫薇／李慧怡／伍樂然／蕭梓恒）至2020年2月28日
  - 2017年8月18日無綫財經台／無綫財經·資訊台：「錢」進新世代（主持：陳國建／陳緼珈／鄭瑩）至2019年8月16日
  - 2018年6月15日無綫財經·資訊台：薪火商傳（主持：陳緼珈）至2018年9月7日
  - 2018年12月21日無綫財經·資訊台：住在大灣區（主持：伍楚瑩）至2019年3月1日
  - 2019年11月29日無綫財經·資訊台：薪火商傳II（主持：陳緼珈）至2020年1月10日
  - 2020年3月6日無綫財經·資訊台／財經體育資訊台（2020年3月6日-2024年4月18日），翡翠台（2023年12月7日起）：新聞掏寶（主持：黃珊）
  - 2020年11月27日無綫財經·資訊台：薪火商傳III（主持：陳緼珈）至2021年1月1日
  - 2021年7月2日無綫財經·資訊台／財經體育資訊台（2021年7月2日-2024年4月18日）、TVB Plus（2024年4月24日起）、明珠台：財經演義（主持：孫雪祺、張晉、齊東博（國語版））
  - 2021年10月14日無綫財經·資訊台／財經體育資訊台：有錢淘（主持：劉雅文／葉卓偉／李嘉惠／鄭瑩／唐海汶／余琦琪／胡朗軒）至2022年9月8日

## 新聞及資訊部後期製作外購節目
- 1987年3月__日翡翠台：神州大地（旁白：蘇凌峰）
- 2017年8月15日無綫財經台：超級工程II（旁白：彭超慈）至2017年9月5日
- 2017年8月16日無綫財經台：創業啟示錄（主持：張文采）至2017年9月6日
- 2017年8月20日無綫財經台：記住鄉愁（旁白：周芷菱）至2019年1月13日
- 2017年9月13日無綫財經台：瑜亮對談（主持：David Rubenstein，旁白：彭超慈）至2018年9月25日
- 2017年11月7日無綫財經台：超級亞洲（旁白：周少芳）至2017年12月12日
- 2017年11月8日無綫財經台：科技競賽（主持：Ashlee Vance，旁白：李偉達）至2018年1月10日
- 2017年11月29日無綫財經台：改寫歷史的一天（旁白：許方輝）至2017年12月27日
- 2017年12月19日無綫財經台：編織互聯網（主持：德雷克·穆勒（原版）；趙俊霆（配音））至2018年1月2日
- 2018年1月3日無綫財經台：俄國最後王朝（主持：Lucy Worsley，旁白：彭芷敏）至2018年1月17日
- 2018年1月4日無綫財經台／無綫財經·資訊台：共享新世紀（主持：亨利·高汀（原版）；梁皓堯（配音））至2018年4月11日
- 2018年1月17日無綫財經台／無綫財經·資訊台：企業急轉彎（旁白：張家灝）至2018年2月14日
- 2018年1月20日無綫財經·資訊台：中國通史（主持：潘蔚林，旁白：張家灝）至2019年4月8日
- 2018年1月24日無綫財經·資訊台：創意先行者至2018年1月28日
- 2018年2月21日無綫財經·資訊台：地球寶藏至2018年3月6日
- 2018年3月4日無綫財經·資訊台：在水一方 (III)（主持：Heidi Hollinger，旁白：胡若靈）至2018年5月27日
- 2018年3月4日無綫財經·資訊台：企業秘笈（主持：Emily Chang（英语：Emily Chang (journalist)）（原版）；，黃曉瑩（配音）；旁白：梁皓堯）至2018年4月15日
- 2018年3月7日無綫財經·資訊台：311系列海嘯深淵（旁白：曾婉嫻）至2018年3月7日
- 2018年3月8日無綫財經·資訊台：採訪最前線（旁白：趙俊霆）至2018年3月29日
- 2018年3月13日無綫財經·資訊台：不一樣的城市（主持：Mikael Colville-Andersen（原版）；李卓謙（配音））
- 2018年3月14日無綫財經·資訊台：311系列輻射遺害（旁白：曾婉嫻）至2018年3月14日
- 2018年3月21日無綫財經·資訊台：311系列福島重生（旁白：曾婉嫻）至2018年3月21日
- 2018年3月28日無綫財經·資訊台：羅馬無疆界（主持：Mary Beard（英语：Mary Beard (classicist)），旁白：彭芷敏）
- 2018年3月28日明珠台、無綫財經·資訊台：首富:李嘉誠的故事至2018年3月28日（明珠台星期三播出，無綫財經·資訊台星期日重播）（主持：Angie Lau，旁白：吳穎愉（廣東話版））
- 2018年4月18日無綫財經·資訊台：社長作戰室（主持：高井美紀（原版）；周芷菱（配音））至2018年7月11日
- 2018年4月24日無綫財經·資訊台：宇宙生與死（主持：吉姆·艾尔-哈利利，旁白：彭超慈）至2018年5月1日
- 2018年4月25日無綫財經·資訊台：再見舊英倫（主持：Alan Titchmarsh，旁白：李卓謙）至2018年5月30日
- 2018年6月6日無綫財經·資訊台：歷史的宿命（旁白：Helen Gras 、Eddie Crew Buday（原版）；陳加浚、黃德藍（配音））至2018年9月1日
- 2018年7月18日無綫財經·資訊台：經濟新思維（旁白：張璟瑩）至2018年8月22日
- 2018年7月22日無綫財經·資訊台：走出黑洞（旁白：李卓謙）至2018年7月22日
- 2018年8月2日無綫財經·資訊台：通途（旁白：黃德藍）至2018年9月6日
- 2018年8月21日無綫財經·資訊台：步行尼羅河（主持：Levison Wood，旁白：陳焜傑）至2018年9月11日
- 2018年8月29日無綫財經·資訊台：創業Get Set, Go! (IV)（主持：Gary Bredow（原版）；文宇軒（配音））至2018年11月21日
- 2018年9月13日無綫財經·資訊台：採訪最前線 (II)（旁白：陳宗澧、黃靖婷、趙嘉韻）至2019年7月25日
- 2018年9月18日無綫財經·資訊台：步行美洲（主持：Levison Wood，旁白：陳焜傑）至2018年10月9日
- 2018年9月23日無綫財經·資訊台：人類4.0（主持：Dennis Hong，旁白：潘一勉）至2018年10月7日
- 2018年9月29日無綫財經·資訊台：東盟十國新發展（旁白：黃義添、任羨芳）至2018年10月27日
- 2018年10月24日無綫財經·資訊台：挑戰工程 (III)（主持：Mike Bratton，旁白：潘一勉）small>至2019年1月5日
- 2018年10月30日無綫財經·資訊台：行走山河之北緯三十度（旁白：蕭梓恆）至2018年12月4日
- 2018年11月3日無綫財經·資訊台：揭秘阿拉伯（旁白：黃靖婷）至2018年12月9日
- 2018年11月18日無綫財經·資訊台：巾幗戰士（旁白：蔡千紅）至2018年12月8日
- 2018年11月28日無綫財經·資訊台：創業Get Set, Go! (V)（主持：Gary Bredow（原版）；文宇軒（配音））至2019年1月16日
- 2018年12月3日無綫財經·資訊台：健康醫道（主持：桑賈伊·古普塔（原版）；旁白：陳宗澧（配音））至2019年1月14日
- 2018年12月16日無綫財經·資訊台：秦始皇（旁白：李卓軒）至2018年12月23日
- 2018年12月20日無綫財經·資訊台：地球走一圈 (XVII)（旁白：羅潤輝）至2019年2月6日
- 2018年12月30日無綫財經·資訊台：羅馬奇蹟（主持：贝塔妮·休斯（原版）；蔡千紅（配音））至2019年2月17日
- 2019年1月15日無綫財經·資訊台：超級工程III（旁白：彭超慈）至2019年2月19日
- 2019年1月20日無綫財經·資訊台：感動藝術（主持：Ramon Gener（原版）；李卓軒（配音））至2019年7月14日
- 2019年1月23日無綫財經·資訊台：智創明天（旁白：蕭梓恆）至2019年3月13日
- 2019年1月23日無綫財經·資訊台：社長作戰室 (II)（主持：高井美紀（原版）；周芷菱（配音））至2019年3月6日
- 2019年2月14日無綫財經·資訊台：地球走一圈 (XVIII)（旁白：羅潤輝）至2019年4月11日
- 2019年2月24日無綫財經·資訊台：再見舊英倫II（主持：Alan Titchmarsh（原版）；楊梓揚（配音））至2019年5月12日
- 2019年2月26日無綫財經·資訊台：北極，北極！（旁白：梁永祥）至2019年4月16日
- 2019年3月13日無綫財經·資訊台：互聯網惹的禍（旁白：曾曉婷、陳焜傑、蔡千紅）至2019年4月17日
- 2019年3月20日無綫財經·資訊台：非常科學 (XVIII)（旁白：張家灝、梁綽殷）至2019年6月12日
- 2019年4月14日無綫財經·資訊台：發現．愛神（主持：贝塔妮·休斯，旁白：張璟瑩）至2019年4月14日
- 2019年4月18日無綫財經·資訊台：Hello! 京都（旁白：劉偉軒）至2019年5月20日
- 2019年4月18日無綫財經·資訊台：美瑛絕色（旁白：李澄欣）至2019年4月25日
- 2019年4月21日無綫財經·資訊台：發現．酒神（主持：贝塔妮·休斯，旁白：張璟瑩）至2019年4月21日
- 2019年4月23日無綫財經·資訊台：航拍中國（旁白：李卓謙）
- 2019年4月24日無綫財經·資訊台：遇見CEO（主持：Farnoosh Torabi（原版）；楊嘉莉（配音））至2019年5月29日
- 2019年5月2日無綫財經·資訊台：型遊24小時（主持：James Williams，旁白：關子澄）至2019年6月6日
- 不詳為食台、2019年5月17日無綫財經·資訊台：有何貴食（主持：楊君偉、謝韻儀、林有懿（原版）；陳宗澧、張凱程（配音））至2019年7月12日
- 2019年5月19日無綫財經·資訊台：愛爾蘭和平之路（旁白：彭建樺、吳淽瀠）至2019年5月26日
- 2019年6月2日無綫財經·資訊台：二戰到冷戰（旁白：周少芳）至2019年6月9日
- 2019年6月4日無綫財經·資訊台：創新中國（旁白：潘一勉）至2019年7月9日
- 2019年6月5日無綫財經·資訊台：顯赫接班人 (II)（主持：Karen Tso、Martin Soong（原版）；殷澆明、陳加浚（配音））至2019年6月26日
- 2019年6月8日無綫財經·資訊台：啟動天才腦（主持：Peter Davis（原版）；許健星（配音））至2019年6月22日
- 2019年6月16日無綫財經·資訊台：凱撒大帝（主持：瑪麗 比爾德（原版）；周少芳（配音））至2019年6月16日
- 2019年6月27日聚焦全世界（主持：舒夢蘭（原版）；梁凱寧（配音））至2019年8月8日
- 2019年7月3日品牌陷阱（旁白：彭芷敏）
- 2019年7月16日無綫財經·資訊台：深潛（旁白：文宇軒）至2019年6月30日
- 2019年7月21日無綫財經·資訊台：記住鄉愁 第五季（旁白：陳穎儀）至2020年2月9日
- 2019年8月1日無綫財經·資訊台：衝上雲端 (II)（旁白：馬敏玉）至2019年8月5日
- 2019年8月6日無綫財經·資訊台：穿越海上絲綢之路（旁白：鄧以楷）至2019年9月24日
- 2019年8月7日無綫財經·資訊台：共享新「錢」途（旁白：陳焜傑）
- 2019年8月29日無綫財經·資訊台：秘境‧不思溢4（主持：廖科溢（原版）；陳加浚（配音））至2019年12月9日
- 2019年9月12日無綫財經·資訊台：未來搞邊<科>（旁白：許健星、趙嘉韻）
- 2019年9月30日無綫財經·資訊台：我們走在大路上（旁白：李卓謙）至2019年10月18日
- 2019年10月22日無綫財經·資訊台：孔子（旁白：彭超慈）至2019年10月29日
- 2019年10月24日無綫財經·資訊台：採訪最前線 (III)（旁白：楊嘉莉）至2019年12月9日
- 2019年11月6日無綫財經·資訊台：社長作戰室 (III)（主持：高井美紀（原版）；李曉欣（配音））
- 2019年11月11日無綫財經·資訊台：科研妙想（旁白：劉偉軒）至2020年1月13日
- 2019年12月3日無綫財經·資訊台：傳承 第二季（旁白：梁永祥）至2020年1月14日
- 2020年1月8日無綫財經·資訊台：歷史的拐點（旁白：彭超慈）至2020年5月22日
- 2020年1月21日無綫財經·資訊台：航拍中國 第二季（旁白：李卓謙）至2020年3月8日
- 2020年1月27日無綫財經·資訊台：遇見-橘子紅了（主持：田樹、曹楚楓 （原版）；李卓軒（配音））至2020年4月10日
- 2020年2月21日無綫財經·資訊台：老廣的味道(第三季)（旁白：馬琛沂）至2020年3月28日
- 2020年3月6日無綫財經·資訊台：四十年四十個第一（旁白：陳焜傑）至2020年7月17日
- 2020年3月8日無綫財經·資訊台：開創者 X : 絲路崛起（旁白：陳加浚、李曉欣）至2020年3月8日
- 2020年3月15日無綫財經·資訊台：彩虹草原內蒙古（旁白：陳加浚、李曉欣、關學琛）至2020年3月22日
- 2020年3月29日無綫財經·資訊台：黑色海嘯（旁白：鄧詩穎）至2020年3月29日
- 2020年3月29日無綫財經·資訊台：錦繡紀（旁白：梁綽殷）至2020年4月12日
- 2020年4月1日無綫財經·資訊台：溢遊未盡（主持：廖科溢（原版）；陳加浚（配音））至2020年6月17日
- 2020年4月5日無綫財經·資訊台：城市的風采（旁白：劉偉軒）至2020年5月3日
- 2020年4月19日無綫財經·資訊台、明珠台：意大利戰「疫」（主持：Stuart Ramsay，旁白：陳加浚）至2020年4月22日（無綫財經·資訊台星期日播出，明珠台星期三重播）（旁白：陳加浚（廣東話版）
- 2020年4月26日無綫財經·資訊台：追尋宋金時代的別樣生活（旁白：潘一勉）至2020年5月3日
- 2020年4月27日翡翠台、無綫財經·資訊台：金山（旁白：彭超慈）至2020年5月12日
- 2020年4月29日翡翠台、無綫財經·資訊台：味道-中國豐味（主持：孫迅、吳迪、杜雨陽，旁白：馬琛沂、羅潤輝）至2020年6月10日
- 2020年5月2日翡翠台、無綫財經·資訊台：醫道無界（旁白：潘一勉）至2020年5月24日
- 2020年5月18日翡翠台、無綫財經·資訊台：百心百匠至2020年7月21日
- 2020年6月2日無綫財經·資訊台：世界島嶼之最（旁白：文宇軒）至2020年7月7日
- 2020年6月11日翡翠台、無綫財經·資訊台：我是中國的孩子至2020年6月26日
- 2020年6月12日無綫財經·資訊台：華麗菜市場 III（旁白：胡若靈）至2020年7月10日
- 2020年6月14日無綫財經·資訊台：記住鄉愁 第六季（旁白：馬慧珊）至2020年10月25日
- 2020年7月1日翡翠台、無綫財經·資訊台：味道-記憶中的年味（主持：孫迅，旁白：馬琛沂）至2020年7月3日
- 2020年7月8日翡翠台、無綫財經·資訊台：水果傳至2020年7月17日
- 2020年7月11日翡翠台、無綫財經·資訊台：中國之新（旁白：關學琛）至2020年7月26日
- 2020年7月22日翡翠台、無綫財經·資訊台：老廣的味道II至2020年8月20日
- 2020年7月24日無綫財經·資訊台：名廚海之選（旁白：黃子謙）至2020年7月24日
- 2020年7月27日翡翠台、無綫財經·資訊台：記住鄉愁 國際版（主持：吳宇衛、原和玉，旁白：文宇軒）至2020年8月4日
- 2020年8月2日無綫財經·資訊台：農村的遠見（旁白：關銳恒）至2020年8月30日
- 2020年8月10日翡翠台、無綫財經·資訊台：四季中國（主持：江森海，旁白：陳加浚）至2020年10月27日
- 2020年8月12日無綫財經·資訊台：芝士掌門人至2020年8月12日
- 2020年8月21日翡翠台、無綫財經·資訊台：豆腐味道至2020年8月27日
- 2020年9月2日翡翠台、無綫財經·資訊台：大國重器 第二季（旁白：李偉達）至2020年10月7日
- 2020年9月6日無綫財經·資訊台：日本．要人（旁白：鄔卓然）至2020年9月6日
- 2020年9月10日無綫財經·資訊台：極境之旅（主持：葛凡、林明倫、謝韻儀，旁白：鄔卓然）至2020年12月3日
- 2020年9月14日無綫財經·資訊台：同心戰"疫"至2020年9月18日
- 2020年9月20日翡翠台、無綫財經·資訊台：航拍中國 第三季（旁白：李卓謙）至2020年11月28日
- 2020年9月26日無綫財經·資訊台、明珠台：美國人的選擇：特朗普與拜登至2020年9月26日（無綫財經·資訊台星期六播出，明珠台星期日重播）（旁白：陳加浚（廣東話版））
- 2020年10月3日無綫財經·資訊台、明珠台：逆行者特朗普至2020年10月3日（無綫財經·資訊台星期六播出，明珠台星期日重播）（旁白：彭芷敏（廣東話版））
- 2020年10月8日翡翠台、無綫財經·資訊台：中國高鐵（旁白：彭超慈）至2020年10月21日
- 2020年10月16日無綫財經·資訊台：致富經（旁白：陳焜傑、陳加浚）至2022年9月9日
- 2020年10月22日翡翠台、無綫財經·資訊台：飛向月球（旁白：潘一勉）至2020年10月30日
- 2020年11月2日翡翠台、無綫財經·資訊台：中國創造-深圳智能大廈（旁白：鄧文瀚）至2020年11月3日
- 2020年11月4日翡翠台、無綫財經·資訊台：港珠澳大橋（旁白：陳加浚）至2020年11月6日
- 2020年11月11日翡翠台、無綫財經·資訊台：餐桌上的節日（旁白：馬琛沂）至2020年11月20日
- 2020年11月23日翡翠台、無綫財經·資訊台：抗美援朝保家衛國（旁白：彭超慈）至2020年12月18日
- 2020年11月29日翡翠台、無綫財經·資訊台：舌尖上的中國3（旁白：黃曉瑩）
- 2020年12月13日無綫財經·資訊台：各國有「建」地（旁白：鄧文瀚）至2020年12月20日
- 2020年12月21日翡翠台、無綫財經·資訊台：從長安到羅馬（主持：蒙曼、何茂春、李山，旁白：彭芷敏、文宇軒）
- 2020年12月23日無綫財經·資訊台：朱古力掌門人（旁白：葉穎欣）至2020年12月23日
- 2020年12月23日翡翠台、無綫財經·資訊台：二寶來了（旁白：梁綽殷）至2020年12月25日
- 2020年12月30日翡翠台、無綫財經·資訊台：昆蟲的盛宴（旁白：李卓軒）至2021年2月14日
- 2021年1月3日無綫財經·資訊台：不一樣的城市II（旁白：主持：Mikael Colville-Andersen（原版）；鄧文瀚（配音））至2021年2月7日
- 2021年1月15日翡翠台、無綫財經·資訊台：我們的動物鄰居（旁白：楊家穎）至2021年2月3日
- 2021年1月25日翡翠台、無綫財經·資訊台：傳承 第三季（旁白：林仲蔚）至2021年2月23日
- 2021年2月4日翡翠台、無綫財經·資訊台：花開中國（旁白：周芷菱）至2021年2月25日
- 2021年2月14日翡翠台、無綫財經·資訊台：家鄉至味（旁白：馬慧珊）至2021年3月14日
- 2021年2月15日翡翠台、無綫財經·資訊台：智造美好生活（旁白：蕭梓恒）至2021年3月23日
- 2021年2月26日翡翠台、無綫財經·資訊台：超級裝備（旁白：陳加浚）至2021年3月12日
- 2021年3月17日翡翠台、無綫財經·資訊台：城市24小時（旁白：梁泳儀）至2021年4月7日
- 2021年3月20日翡翠台、無綫財經·資訊台：千城百味（旁白：胡若靈）至2021年4月18日
- 2021年3月29日翡翠台、無綫財經·資訊台：無畏的旅行（旁白：文宇軒）至2021年4月27日
- 2021年4月8日翡翠台、無綫財經·資訊台：蔚藍之境（旁白：李嘉莉）至2021年5月5日
- 2021年4月16日無綫財經·資訊台、明珠台：菲臘親王的皇室歲月至2021年4月16日（無綫財經·資訊台星期六播出，明珠台星期日重播）（旁白：（廣東話版））
- 2021年4月24日翡翠台、無綫財經·資訊台：食不厭精（旁白：李卓謙）至2021年6月20日
- 2021年5月3日翡翠台、無綫財經·資訊台：從長安到羅馬 第二季（主持：蒙曼、何茂春、李山，旁白：文宇軒、容家耀、彭芷敏）至2021年6月1日
- 2021年5月6日翡翠台、無綫財經·資訊台：大使的任務（旁白：葉穎欣）至2021年5月19日
- 2021年5月20日翡翠台、無綫財經·資訊台：中國手作．木作（旁白：李德成）至2021年5月27日
- 2021年5月28日翡翠台、無綫財經·資訊台：晴雨梅天（旁白：梁綽殷）至2021年6月18日
- 2021年6月7日翡翠台、無綫財經·資訊台：熱的雪（旁白：彭超慈）至2021年7月13日
- 2021年6月23日翡翠台、無綫財經·資訊台：你好陌生人（旁白：林可瑩）至2021年7月14日
- 2021年7月31日無綫財經·資訊台：卓越的恩格斯至2021年8月7日
- 2021年8月9日翡翠台、無綫財經·資訊台：生命之鹽（旁白：潘一勉）至2021年9月14日
- 2021年8月11日翡翠台、無綫財經·資訊台：科學的力量（旁白：周芷菱）至2021年8月26日
- 2021年8月14日翡翠台、無綫財經·資訊台：行走的餐桌至2021年9月12日
- 2021年8月27日翡翠台、無綫財經·資訊台：中國的寶藏（主持：阿拉斯泰爾·蘇克（原版）；鍾卓熹 （配音））至2021年9月9日
- 2021年9月10日翡翠台、無綫財經·資訊台：新青年（旁白：袁沅玉）至2021年10月1日
- 2021年9月18日翡翠台、無綫財經·資訊台：行走的餐桌 II至2021年10月17日
- 2021年10月6日翡翠台、無綫財經·資訊台：零點之後（旁白：李進禮）至2021年10月8日
- 2021年10月11日翡翠台、無綫財經·資訊台：中國建設者（旁白：陳加浚）至2021年10月19日
- 2021年10月13日翡翠台、無綫財經·資訊台：深潛（旁白：文宇軒）至2021年10月22日
- 2021年10月25日翡翠台、無綫財經·資訊台：大國建造（旁白：陳加浚）至2021年11月30日
- 2021年10月27日翡翠台、無綫財經·資訊台：顛簸貨運路（旁白：李偉達）至2021年11月4日
- 2021年11月5日翡翠台、無綫財經·資訊台：生生不息（旁白：陳焜傑）至2021年11月17日
- 2021年11月5日無綫財經·資訊台：採訪最前線 (IV)（旁白：文宇軒、楊家穎、馬琛沂）至2021年11月26日
- 2021年11月18日翡翠台、無綫財經·資訊台：書簡閱中國（旁白：林智偉）至2021年12月15日
- 2021年12月6日翡翠台、無綫財經·資訊台：大湖．青海（旁白：梁家正）至2021年12月21日
- 2021年12月16日翡翠台、無綫財經·資訊台：古書復活記（旁白：鍾卓熹）至2021年12月29日
- 2021年12月27日翡翠台、無綫財經·資訊台：雪耀中國（旁白：文宇軒）至2022年1月11日
- 2022年1月13日翡翠台、無綫財經·資訊台：楹聯裡的中國（旁白：周芷菱）至2022年2月4日
- 2022年1月17日翡翠台、無綫財經·資訊台：璀璨薪火）至2022年2月4日
- 2022年2月9日翡翠台、無綫財經·資訊台：雪板的盡頭（旁白：陳焜傑）至2022年3月2日
- 2022年2月19日翡翠台、無綫財經·資訊台：鰻魚的故事至2022年2月26日
- 2022年2月27日翡翠台、無綫財經·資訊台：廣東廿一味至2022年3月13日
- 2022年3月3日翡翠台、無綫財經·資訊台：Hi 新職業（旁白：楊家穎）至2022年3月4日
- 2022年3月19日翡翠台、無綫財經·資訊台：搵啖食至2022年4月2日
- 2022年3月31日無綫財經·資訊台／財經體育資訊台：美食中國（旁白：梁綽殷）至2022年9月15日
- 2022年4月3日翡翠台、無綫財經·資訊台：搵啖食 (II)至2022年5月31日
- 2022年4月22日翡翠台、無綫財經·資訊台：創新的力量（旁白：潘一勉）至2022年5月11日
- 2022年4月25日翡翠台、無綫財經·資訊台：美麗西江至2022年5月31日
- 2022年5月12日翡翠台、無綫財經·資訊台：十三行至2022年6月10日
- 2022年5月14日翡翠台、無綫財經·資訊台：秘境神草 第三季至2022年7月17日
- 2022年5月16日無綫財經·資訊台：遊遊島跳跳舞（主持：比塞爾（原版）；陳綺雯（配音））至2022年6月6日
- 2022年6月6日翡翠台、無綫財經·資訊台：我們的家園至2022年6月14日
- 2022年6月15日翡翠台、無綫財經·資訊台：行走的圖騰（旁白：林仲蔚）至2022年6月17日
- 2022年6月28日無綫財經·資訊台：美食排行大洗牌（主持：萊恩、安斯利（原版））至2022年8月30日
- 2022年6月29日翡翠台、無綫財經·資訊台：童唱嶺南至2022年7月8日
- 2022年7月20日翡翠台、無綫財經·資訊台：魅力佛山至2022年7月28日
- 2022年7月23日翡翠台、無綫財經·資訊台：偉大的一餐至2022年8月7日
- 2022年8月11日翡翠台、無綫財經·資訊台：珠江紀事至2022年8月12日
- 2022年8月13日翡翠台、無綫財經·資訊台：有麪有朋友（旁白：嚴熹曼）至2022年8月27日
- 2022年8月17日翡翠台、無綫財經·資訊台：飛向火星（旁白：廖天贊）至2022年8月26日
- 2022年8月28日翡翠台、無綫財經·資訊台／財經體育資訊台：採集部落（旁白：劉皓容）至2022年9月11日
- 2022年8月31日翡翠台、無綫財經·資訊台：飛向月球 第二季（旁白：潘一勉）至2022年9月2日
- 2022年9月12日翡翠台、財經體育資訊台：馭電過江（旁白：李偉達）至2022年9月13日
- 2022年9月12日財經體育資訊台、明珠台：英女王伊利沙伯二世（旁白：（廣東話版））至2022年9月12日
- 2022年9月17日翡翠台、財經體育資訊台：傲椒的湘菜至2022年10月22日
- 2022年9月19日翡翠台、財經體育資訊台：雪龍2至2022年9月27日
- 2022年10月10日翡翠台、財經體育資訊台：解碼十年至2022年10月11日
- 2022年10月23日翡翠台、財經體育資訊台：本草中華第二季至2022年11月13日
- 2022年11月2日翡翠台、財經體育資訊台：四季中國２至2022年11月4日
- 2022年11月19日翡翠台、財經體育資訊台：辣椒的征途至2022年12月4日
- 2022年11月21日翡翠台、財經體育資訊台：「大貓」回家至2022年11月22日
- 2022年11月23日翡翠台、財經體育資訊台：追眠記至2022年11月30日
- 2022年11月26日財經體育資訊台：記住鄉愁 第七季至2023年6月17日
- 2022年12月10日翡翠台、財經體育資訊台：尋味貴辣至2022年12月11日
- 2022年12月15日翡翠台、財經體育資訊台：茉莉花開至2022年12月23日
- 2022年12月17日翡翠台、財經體育資訊台：澳門之味至2023年1月15日
- 2022年12月19日翡翠台、財經體育資訊台：最美公路至2023年1月3日
- 2022年12月28日翡翠台、財經體育資訊台：生活在別處至2022年12月30日

## 常規特備新聞節目
- 八號或以上熱帶氣旋信號生效期間翡翠台、明珠台：風暴消息
- 施政報告系列
  - 施政報告記者會
  - 施政論壇
- 港督/行政長官答問會
- 財政預算案系列
  - 財政預算案記者會
  - 財政預算案論壇
  - 1976年2月25日翡翠台：財政預算特備節目（主持：施祖賢）
  - 1976年2月25日明珠台：財政預算特備節目（主持：羅素·史珮爾）
  - 2005年2月19日翡翠台：問財爺怎預算
  - 2006年1月14日翡翠台：與財爺談預算
  - 2007年1月27日翡翠台：問財爺怎預算
  - 2008年1月19日翡翠台：預算案聽你講（主持：許方輝）
  - 2009年2月7日翡翠台：問財爺怎預算（主持：許方輝，嘉賓：曾俊華）
  - 2013年2月27日新聞台、互動新聞台：預算案多面睇（主持：吳璟儁）
- 邵逸夫獎系列（旁白：阮小清）
  - 2004年8月21日翡翠台：邵逸夫獎：數學大師陳省身
  - 2004年8月28日翡翠台：邵逸夫獎：基因探索者
  - 2005年8月21日、8月28日翡翠台：邵逸夫獎2005
  - 2006年8月22日、8月29日翡翠台：邵逸夫獎2006
  - 2007年9月9日、9月16日翡翠台：邵逸夫獎2007
  - 2008年8月26日、9月2日翡翠台、高清翡翠台：邵逸夫獎2008
  - 2009年9月29日、10月6日翡翠台：邵逸夫獎2009
  - 2010年9月21日、9月28日翡翠台：邵逸夫獎2010
  - 2011年9月20日、9月27日翡翠台：邵逸夫獎2011
  - 2012年8月28日、9月4日翡翠台：邵逸夫獎2012
  - 2013年9月15日、9月17日翡翠台：邵逸夫獎2013
  - 2014年9月9日、9月16日翡翠台：邵逸夫獎2014
  - 2015年9月6日、9月13日翡翠台：邵逸夫獎2015
  - 2016年9月18日、9月25日翡翠台：邵逸夫獎2016
  - 2017年9月17日、9月24日翡翠台、無綫財經台：邵逸夫獎2017
  - 2018年9月16日、9月23日翡翠台、無綫財經·資訊台：邵逸夫獎2018
  - 2019年9月15日、9月22日翡翠台、無綫財經·資訊台：邵逸夫獎2019
- 長洲搶包山
  - 2009年5月2日翡翠台：長洲搶包山（主持：彭國柱）
  - 2010年5月21日翡翠台：長洲搶包山（主持：方東昇）
  - 2011年5月11日翡翠台：長洲搶包山（主持：彭國柱）
  - 2012年4月28日翡翠台：長洲搶包山（主持：鄭詩亭）
  - 2013年5月17日翡翠台：長洲搶包山（主持：劉晉安、陳嘉欣）
  - 2014年5月6日翡翠台：長洲搶包山（主持：劉晉安、陳嘉欣）
  - 2016年5月14日翡翠台：長洲搶包山（主持：劉晉安、陳嘉欣）
  - 2017年5月3日翡翠台：長洲搶包山（主持：陳亮均、黃曉瑩）
  - 2018年5月22日翡翠台：長洲搶包山（主持：陳焜傑、詹前穎）
  - 2019年5月12日翡翠台：長洲搶包山（主持：陳焜傑、趙嘉韻）
- 全國人大開幕

## 選舉系列及相關電視節目

#### 香港選舉其他制度及相關電視節目系列
- 香港市政局／區域市政局選舉系列
  - 1983年3月8日翡翠台：市政局選舉（主持：蘇凌峰、何潔貞）
  - 1986年2月3日翡翠台：'86區域議局及市政局選舉特輯
  - 1986年2月5日翡翠台：區政透視
  - 1989年3月9日翡翠台：市政局選舉89
  - 1991年5月5日翡翠台：市政局選舉91
  - 1995年3月5日翡翠台：市政局選舉1995
- 香港區議會選舉系列
  - 1982年9月23日翡翠台：市區區議會大選（主持：蘇凌峰）
  - 1985年3月7日翡翠台：85區議會選舉
  - 1988年2月21日翡翠台：區議會選舉前奏
  - 1991年3月3日翡翠台：91區議會選舉
  - 1994年9月6日翡翠台：區選前奏
  - 1999年11月28日翡翠台：區議會選舉1999
  - 2003年11月23日及24日翡翠台：區議會選舉2003（23日07:25、08:00、09:00、10:00、11:55、17:50及24日00:25-02:20，主持：李燦榮）
  - 2007年11月18日翡翠台：區議會選舉2007（08:00、10:00、17:00，主持：劉銘欣）
  - 2011年11月7日翡翠台：區議會選舉2011（02:00、04:00，主持：盤翠瑩）
  - 2015年11月22日及23日翡翠台、明珠台、高清翡翠台：區選快訊
    - 11月22日翡翠台：07:30、09:00、11:00、15:05、17:00、22:30（與高清翡翠台聯播，主持：陳嘉欣／吳璟儁）
    - 11月22日明珠台：13:00、15:09、17:06、22:30（主持：Diane To／Evelina Leung）
    - 11月23日翡翠台：01:30-02:35播出有相關新聞的特備節目（主持：吳璟儁，嘉賓：馬嶽、程介南[2]）

  - 2019年11月24日翡翠台、明珠台：區選快訊
    - 11月24日翡翠台：07:30、11:30、15:30、22:30（主持：張文采／蕭梓恆）
    - 11月24日明珠台：16:30、22:30及11月25日02:37、03:40、05:00（主持：Keina Chiu／Sharon Tang）
- 立法局及立法會選舉、補選系列
  - 1985年9月26日翡翠台：1985立法局選舉
  - 1988年9月22日翡翠台：1988立法局選舉
  - 1991年9月15日翡翠台：九一立法局選舉
  - 1995年9月17日翡翠台：95立法局選舉
  - 1998年5月24日翡翠台：選舉縱橫
  - 2000年9月10日翡翠台：選舉縱橫2000
  - 2004年9月12日及13日翡翠台：9.12立法會選舉及912選舉：點票直擊（12日07:25、07:55、09:00、09:55、11:55及13日00:25-06:00，主持：邱文華／李燦榮）
  - 2007年11月25日翡翠台：直選擂台 港島區補選（香港八大電子傳媒聯合製作）
  - 2007年12月2日及3日翡翠台：立法會港島區補選（2日08:00、10:00、11:55、17:00及3日00:30、01:00、01:30、02:00、02:30，主持：周嘉儀／方健儀／吳璟儁）
  - 2008年9月7日翡翠台：2008立法會選舉：投票（07:30、09:00、10:00、11:00、12:00、16:00、17:00，主持：郭詠琴）
  - 2008年9月7日翡翠台：2008立法會選舉：票站調查（22:25-22:35，主持：方健儀）
  - 2008年9月8日翡翠台：2008立法會選舉：點票直擊
  - 2010年5月16日翡翠台：立法會五區補選（主持：方健儀）
  - 2012立法會選舉論壇（主持：許方輝、周嘉儀）
    - 2012年8月17日翡翠台、高清翡翠台、新聞台、互動新聞台：2012立法會選舉論壇 區議會（第二）
    - 2012年8月18日新聞台、互動新聞台、翡翠台：2012立法會選舉論壇 九龍東
    - 2012年8月19日新聞台、互動新聞台、翡翠台：2012立法會選舉論壇 九龍西
    - 2012年8月25日新聞台、互動新聞台、翡翠台：2012立法會選舉論壇 新界西
    - 2012年8月26日新聞台、互動新聞台、翡翠台：2012立法會選舉論壇 新界東
    - 2012年9月1日新聞台、互動新聞台、翡翠台：2012立法會選舉論壇 香港島

  - 2012年9月9日及10日翡翠台：2012立法會選舉（9日07:30、09:30、16:30、22:30及10日05:55、06:17、09:45、10:30、11:30，主持：盤翠瑩／鄭萃雯／周嘉儀）
  - 2016年2月25日J5、互動新聞台：新界東補選論壇（主持：許方輝）
  - 2016年2月28日翡翠台：補選快訊（09:55、17:00、22:30，主持：陳嘉倩／黃麗幗）
  - 2016年立法會選舉論壇（主持：吳璟儁）
    - 2016年8月13日J5：立法會選舉論壇 - 新界東
    - 2016年8月14日J5：立法會選舉論壇 - 九龍東
    - 2016年8月20日J5：立法會選舉論壇 - 新界西
    - 2016年8月21日J5：立法會選舉論壇 - 九龍西
    - 2016年8月27日J5：立法會選舉論壇 - 香港島
    - 2016年8月28日J5：立法會選舉論壇 - 區議會（二）

  - 2016年9月4日及5日翡翠台、明珠台：立法會選舉快訊
    - 翡翠台9月4日07:30、11:00、17:00、22:30及5日09:45-13:00，主持：梁凱寧／陳嘉倩
    - 明珠台主持：Diane To

  - 2018年3月11日翡翠台：立法會補選快訊（07:30、11:00、15:00、17:00、22:25，主持：金盈／張文采）
  - 2018年11月25日翡翠台、明珠台：立法會九龍西補選快訊（翡翠台07:30、11:30、15:30、22:30播出；明珠台22:30播出，主持：金盈／張文采／龍惠榆）
  - 2021年立法會選舉論壇（主持：陳嘉欣、李卓謙、蕭梓恒）
    - 2021年11月28日翡翠台：立法會選舉論壇 - 會計界
    - 2021年12月4日無綫財經·資訊台：立法會選舉論壇 - 香港島東
    - 2021年12月4日無綫財經·資訊台：立法會選舉論壇 - 香港島西
    - 2021年12月5日翡翠台：立法會選舉論壇 - 醫療衞生界
    - 2021年12月5日無綫財經·資訊台：立法會選舉論壇 - 新界東南
    - 2021年12月5日無綫財經·資訊台：立法會選舉論壇 - 新界北
    - 2021年12月11日無綫財經·資訊台：立法會選舉論壇 - 新界西北
    - 2021年12月11日無綫財經·資訊台：立法會選舉論壇 - 新界西南
    - 2021年12月12日翡翠台：立法會選舉論壇 - 教育界
    - 2021年12月12日無綫財經·資訊台：立法會選舉論壇 - 新界東北
    - 2021年12月12日無綫財經·資訊台：立法會選舉論壇 - 九龍東
    - 2021年12月18日無綫財經·資訊台：立法會選舉論壇 - 九龍西
    - 2021年12月18日無綫財經·資訊台：立法會選舉論壇 - 九龍中

  - 2021年12月19及20日：立法會選舉快訊
- 香港行政長官選舉系列
  - 1996年11月15日翡翠台：推委會首次會議（15:35-17:15播出，主持：廖忠平）
  - 2001年12月17日翡翠台：董建華競選連任專訪（旁白：區家麟，記者：區家麟、譚衛兒，嘉賓：董建華）
  - 2002年1月31日翡翠台：董建華諮詢大會（主持：李燦榮）
  - 2002年2月28日翡翠台：董建華連任（主持：李燦榮）
  - 2007年3月1日翡翠台：行政長官候選人答問大會
  - 2007年3月15日翡翠台：2007行政長官選舉辯論（香港八大電子傳媒聯合製作）
  - 2007年3月25日翡翠台：行政長官選舉投票（主持：李臻）
  - 2007年3月25日翡翠台：行政長官選舉特輯：曾蔭權連任（主持：區家麟）
  - 2012年3月1日及2日翡翠台：特首選戰（2012年香港特別行政區行政長官選舉特備節目，主持：吳璟儁）
  - 2012年3月16日翡翠台、高清翡翠台：2012年行政長官選舉辯論（主持：TVB許方輝、港台謝志峰）
  - 2012年3月19日翡翠台、高清翡翠台：2012年行政長官候選人答問大會（主持：吳璟儁）
  - 2012年3月25日翡翠台：2012年特首選舉（主持：方東昇、周嘉儀）
  - 2012年3月25日翡翠台、高清翡翠台：新特首（主持：吳璟儁，嘉賓：葉劉淑儀、葉健民）
  - 2016年12月9日翡翠台：特別新聞報道：特首梁振英宣布不競逐連任（15:30-15:40以插播形式播出，主持：潘蔚林）
  - 2016年12月9日翡翠台、明珠台：梁振英：不參選（主持：吳璟儁／褚簡寧，嘉賓：劉兆佳、湯家驊）
  - 2016年12月12日明珠台：特別新聞報道：曾俊華見記者（18:35-18:42以插播形式播出）
  - 2016年12月15日翡翠台、明珠台：特別新聞報道：葉劉淑儀宣佈參選行政長官（15:13-16:20以插播形式播出）
  - 2017年1月12日翡翠台、明珠台：特別新聞報道：林鄭月娥辭任政務司司長（17:02-17:06以插播形式播出，主持：陳嘉倩）
  - 2017年1月16日翡翠台、明珠台：特別新聞報道：林鄭月娥宣佈參選行政長官（翡翠台17:03-17:22、明珠台17:03-17:32以插播形式播出，主持：吳璟儁／Diane To）
  - 2017年1月19日翡翠台、明珠台：特別新聞報道：曾俊華宣佈參選行政長官（翡翠台15:29-15:46、明珠台15:29-15:58以插播形式播出，主持：張文采）
  - 2017年3月14日翡翠台：2017行政長官選舉辯論（主持：TVB吳璟儁、有線王春媚）
  - 2017年3月26日翡翠台、明珠台：2017行政長官選舉快訊（翡翠台08:25、09:00、09:30、10:05、10:35、明珠台08:25、08:55、10:00、10:45，主持：張文采／Anne-Marie Sim）
  - 2017年3月26日翡翠台、明珠台：2017行政長官選舉（主持：吳璟儁／Anne-Marie Sim）
  - 2017年3月26日翡翠台、明珠台：新特首（翡翠台主持：吳璟儁，嘉賓：葉劉淑儀、葉健民、涂謹申；明珠台主持：Diana Lin，嘉賓：湯家驊、宋立功、涂謹申）
  - 第六屆行政長官選舉
    - 2022年4月4日翡翠台：行政長官記者會（林鄭月娥宣布不尋求連任行政長官，11:00-11:21以插播形式播出，主持：彭建樺）
    - 2022年4月6、8日翡翠台：李家超見記者（以插播形式播出）
      - 4月6日17:30-17:35（李家超宣布辭任政務司司長，準備參選行政長官，主持：蕭梓恒）
      - 4月8日14:24-14:30（李家超回應國務院批准辭職，主持：周可茵）

    - 2022年4月9日翡翠台：李家超記者會（李家超宣布參選特首記者會，14:33-15:20以插播形式播出，主持：蕭梓恒）
    - 2022年4月29日翡翠台：李家超公布政綱（李家超政綱簡介會，10:59-11:37以插播形式播出，主持：黃曉瑩）
    - 2022年4月30日翡翠台：2022行政長官選舉答問會（20:30-21:30，主持：商台潘志謙、無綫陳嘉欣，手語傳譯：龍耳馬芬燕）
    - 2022年5月6日翡翠台：我和我們同開新篇（李家超見面會，16:00-16:53以插播形式播出，主持：彭建樺）
    - 2022年5月8日翡翠台、明珠台：2022行政長官選舉快訊（翡翠台09:47、10:45，主持：何曼筠；明珠台主持：Sharon Tang）
    - 2022年5月8日翡翠台、明珠台：2022行政長官選舉（以插播形式播出，翡翠台11:47-12:54，主持：蕭梓恒；明珠台12:28-12:35，主持：Sharon Tang）
    - 2022年5月8日翡翠台、無綫財經·資訊台：第六任行政長官李家超（主持：李卓謙，嘉賓：葉劉淑儀、梁美芬）

#### 台灣選舉
- 2004年3月20日翡翠台：台灣選戰（11:00、12:00、15:00、16:00、17:05、17:35-18:30，主持：李燦榮）
- 2008年3月19日翡翠台：台灣選戰至2008年3月21日
- 2008年3月22日翡翠台：台灣選戰直擊（17:55-18:30、20:35-21:50）
- 2012年1月14日翡翠台：台灣選戰（約20:10-20:25以插播形式播出，直播馬英九的勝利宣言，主持：周嘉儀）
- 2012年1月14日翡翠台：台灣大選（2012年中華民國總統選舉特備節目，主持：吳璟儁）
- 2016年1月16日翡翠台、高清翡翠台、明珠台：台灣大選（翡翠台11:30、15:00、16:32-16:34、19:00-19:06、翡翠台、高清翡翠台20:31-20:40、明珠台16:20-16:25、19:00-19:10、20:31-20:40播出，主持：陳嘉欣／黃麗幗／Diane To）
- 2016年1月16日翡翠台、高清翡翠台：台灣選戰（2016年中華民國總統選舉特備節目，主持：吳璟儁，嘉賓：馬家輝）

#### 美國選舉
- 2008年11月5日翡翠台：美國總統選舉（10:20至10:30，主持：周潔儀）
- 2008年11月5日明珠台：美國總統選舉（08:00至13:00，主持：林楚芹）
- 2012年11月7日翡翠台、高清翡翠台：美國總統大選（主持：吳璟儁）
- 2016年11月9日翡翠台：美國總統大選：特朗普發表勝利演說（約15:35-16:10以插播形式播出）
- 2016年11月9日翡翠台、明珠台：特朗普時代（主持：陳嘉欣／林達瑩，嘉賓：翁以登、張少威）
- 2020年美國總統大選系列
  - 翡翠台：美國大選（以插播形式播出）
    - 11月4日13:41-13:45，直播拜登講話（主持：王俊彥）
    - 11月4日15:20-15:31，直播特朗普講話（主持：王俊彥，《新聞提要》內播出）
    - 11月7日11:50-11:57，直播拜登講話（主持：李文欣）
    - 11月8日09:27-09:57，直播賀錦麗及拜登講話（主持：麥詩敏）

  - 2020年11月8日翡翠台：美國總統拜登（19:00-19:30，主持：潘蔚林）
  - 2021年1月21日翡翠台：美國總統就職典禮（00:00-01:40，主持：潘蔚林，嘉賓：楊立門、許楨）

## 新聞特輯節目系列
- 1972年4月21日翡翠台：英女皇壽辰閱兵儀式
- 1972年6月18日翡翠台：微波直播觀塘秀茂坪新區塌坡救災（主持：李大為、何守信）
- 1974年5月24日至25日翡翠台：微波直播旺角上海街寶生銀行劫案（主持：何鉅華、Charles Snyder）
- 1976年8月25日翡翠台：電子直播秀茂坪邨山泥傾瀉第九座塌坡救災實況（為亞洲首間電視台使用電子新聞設備）
- 1976年9月9日翡翠台：毛澤東特輯（主持：劉家傑）
- 1980年1月5日翡翠台：戒（探討毒品問題）
- 四人幫審訊
  - 1980年11月20日翡翠台：林江集團案（人造衛星轉播四人幫審訊開庭，主持：陳立志）
  - 1980年12月12日翡翠台：林江集團案（轉播廖沫沙指證江青等人，主持：趙應春）
  - 1980年12月24日翡翠台：林江集團案（轉播法庭辯論，主持：趙應春）
  - 1980年12月29日翡翠台：林江集團案（轉播法庭辯論，主持：趙應春）
  - 1981年1月25日翡翠台：林江集團案（轉播四人幫判決，主持：趙應春）
  - 1981年1月25日翡翠台：林江集團案特輯（主持：梁家榮，嘉賓：李怡、岑逸飛、陸人龍）
- 1982年4月28日翡翠台：永遠的港督-麥理浩十年（主持：梁家榮）
- 1984年9月26日翡翠台：中英聯合聲明特輯（實地衛星轉播北京草簽現場，主持：梁家榮 (香港)、袁志偉 (北京)）
- 1984年9月26日翡翠台：草簽中英聯合聲明論壇（主持：梁家榮，嘉賓：司徒華、何世柱、梁振英、譚耀宗、鄭宇碩）
- 1984年12月19日翡翠台：微波直播中英聯合聲明北京簽署現場（主持：蘇凌峰）
- 1986年10月21日翡翠台：微波直播英女皇伊利沙白二世訪港（主持：蘇凌峰、許友明）
- 1986年12月5日翡翠台：香港總督尤德逝世紀念特輯（主持：許友明）
- 1988年11月20日翡翠台：蛻變中的蘇聯
- 六四事件系列
  - 1989年5月22日翡翠台：戒嚴第＿天至1989年5月30日
  - 1989年6月__日翡翠台：特别新聞報告：六四事件至1989年6月4日
  - 1989年6月5日翡翠台：血洗京城（主持：梁家榮、李汶靜）
  - 1989年6月6日翡翠台：內戰邊緣（主持：梁家榮、李汶靜，嘉賓：李怡、盧子健）
  - 1989年6月6日翡翠台：屠城見證（主持：李汶靜）
  - 1989年6月7日翡翠台：支援 香港往何處去（主持：李汶靜，嘉賓：李永達、王敏剛、程介明[3]、劉佩琼）
  - 1989年6月10日翡翠台：柴玲錄音訪問（主持：梁家榮）
- 1991年11月19日翡翠台：話當年
- 1991年12月15日翡翠台：三年零八個月
- 1991年8月21日翡翠台：蘇聯巨變（23:00-23:30播出，主持：馮德雄，嘉賓：孫述憲、程翔、黎樹棠）
- 1991年9月1日翡翠台：中國總理專訪（主持：袁志偉）
- 1993年12月5日翡翠台：唐寧街歲月
- 1995年7月27日翡翠台：「終戰」五十年（為紀念第二次世界大戰結束五十週年而製作）
- 1997年1月15日翡翠台：特別新聞報道：立法會「調查梁銘彥先生離職事件及有關事宜專責委員會」會議（09:10-09:20、約10:35-10:40以插播形式播出，主持：潘錫欽／黃慶州）
- 1997年2月20日翡翠台、明珠台：特別新聞報道：鄧小平逝世（主持：袁志偉／Deborah Kan）
- 1997年2月25日翡翠台：鄧小平追悼會
- 香港回歸系列
  - 1997年6月30日翡翠台、明珠台：特區成立倒數
  - 1997年6月30日翡翠台、明珠台：告別殖民地（直播英方告別儀式，翡翠台15:55-17:30、18:00-18:30播出）
  - 1997年6月30日翡翠台、明珠台：香港交接儀式（23:30-02:30播出，主持：袁志偉、周潔儀／林楚芹、林達瑩）
  - 1997年7月1日翡翠台、明珠台：香港特區成立（主持：袁志偉、周潔儀／林楚芹、林達瑩）
  - 1997年7月1日翡翠台：特區成立日（主持：袁志偉、周潔儀）
  - 1997年7月1日翡翠台：特區成立慶典（主持：袁志偉、周潔儀）
  - 1997年7月1日翡翠台：特區成立酒會（主持：袁志偉、周潔儀）
- 1997年9月6日翡翠台、明珠台：送別戴安娜（主持：魏綺珊／林楚芹）
- 1998年7月2日翡翠台：克林頓訪港（主持：魏綺珊）
- 1998年7月6日翡翠台：特別新聞報道：直播啟德機場跑道關燈儀式（主持：徐忠明）
- 1999年8月22日翡翠台：特別新聞報道：華航空難（主持：周潔儀）
- 1999年8月23日翡翠台：華航翻機事件（22:35-23:00播出，主持：袁志偉）
- 1999年10月1日翡翠台：建國五十年閱兵
- 2001年8月__日翡翠台：西部大開發
- 九一一恐怖襲擊系列
  - 2001年9月11日翡翠台、明珠台：特別新聞報道：九一一恐怖襲擊（主持：周潔儀／Jameson Wong）
  - 2001年9月12日翡翠台：恐怖大襲擊（19:30-20:30，主持：區家麟，嘉賓：馬鼎盛、馬嶽）
  - 2001年9月17日翡翠台：災後復市（23:15-23:45，直撃九一一後美股復市情況，主持：徐蕙儀，嘉賓：林家亨、馮孝忠）
  - 2002年9月12日翡翠台：9/11周年悼念特輯（20:40-21:15，主持：周潔儀）
- 2001年10月7日翡翠台：特別新聞報道：中國隊晉身世界盃決賽周（主持：伍晃榮）
- 2002年2月21日翡翠台：中美聯合記者會（直播中國國家主席江澤民及美國總統喬治布殊聯合記者會，主持：周潔儀，嘉賓：翁以登）
- 2002年2月22日翡翠台：喬治布殊清華演講（直播喬治布殊在清華大學演講，主持：周潔儀，嘉賓：劉兆佳）
- 2002年6月24日翡翠台：特區新班子（主持：李燦榮，嘉賓：宋立功、鄭宇碩）
- 細價股調查報告系列
  - 2002年7月31日翡翠台：立法會財經事務委員會特別會議（討論港交所公布的除牌機制建議，主持：李燦榮，嘉賓：蔡子強）
  - 2002年9月10日翡翠台：細價股調查報告（主持：邱文華，嘉賓：張仁良）
  - 2002年9月16日翡翠台：細價股報告 立法會特別會議（主持：徐蕙儀）
- 2002年9月26日翡翠台：基本法第23條 立法會特別會議（主持：李燦榮）
- 2002年11月8日翡翠台：中共十六大開幕儀式（主持：廖忠平，嘉賓：李鵬飛）
- 伊拉克戰爭系列
  - 2003年3月20日翡翠台：大戰序幕（09:00-10:05，主持：周潔儀，嘉賓：曾瑞麟）
  - 2003年3月20日及21日翡翠台：攻打伊拉克
    - 3月20日約10:30-13:00，主持：周潔儀、邱文華，嘉賓：馬鼎盛、曾瑞麟
    - 3月20日13:30-約15:50，主持：周潔儀、邱文華，嘉賓：劉銳紹
    - 3月21日約01:35-06:30，主持：李燦榮、趙麗如，嘉賓：劉銳紹、鄭宇碩

  - 2003年3月20日翡翠台：伊拉克戰報（主持：邱文華／鄭麗矜／李燦榮）至2003年3月22日
  - 2003年3月20日翡翠台：伊拉克之戰（23:15-23:45，主持：區家麟，嘉賓：陳家洛）
- 2003年4月4日翡翠台：停課安排記者會（約15:40-約15:55，主持：邱文華）
- 2003年4月23日翡翠台：特別新聞報道：遮打清場（主持：李燦榮）
- 2003年6月23日翡翠台：特別新聞報道：世衛宣布香港疫區除名（主持：李燦榮）
- 2003年7月10日翡翠台：特別新聞報道：屯門公路雙層巴士墮坡事故（主持：李燦榮）
- 2003年10月15日翡翠台：中國人上太空（08:45-09:55，主持：周潔儀、區家麟，嘉賓：黃耀華）
- 2003年10月15日翡翠台：深化穩定樓市措施（主持：鄭麗矜）
- 2003年12月20日翡翠台：西鐵通車（主持：李燦榮）
- 2004年8月23日翡翠台：奧運健兒榮歸（主持：伍晃榮、邱文華）
- 2005年1月17日翡翠台：趙紫陽逝世
- 2005年3月10日翡翠台：董建華請辭（主持：區家麟，嘉賓：湯家驊、劉銳紹、邵善波）
- 2005年12月12日及13日翡翠台：世貿在香港
  - 12日23:10-23:35「嚴陣以待」，主持：許方輝，嘉賓：涂謹申、何安達
  - 13日19:05-19:30「場內場外」，主持：許方輝，嘉賓：黃英琦、陸德泉
- 2005年12月13日翡翠台：世貿會議開幕典禮（主持：周潔儀）
- 2005年12月17日翡翠台：特別新聞報道：反世貿示威（15:00-18:30以插播形式播出，主持：周潔儀）
- 2005年12月21日翡翠台：特別新聞報道：立法會表決政改方案（主持：周嘉儀）
- 2006年6月15日明珠台、新聞2台：「宇宙的起源」講座（Hawking's Universe）直播英國劍橋大學盧卡斯數學教授史蒂芬·霍金於香港科技大學舉行的講座。TVB安排在明珠台及新聞2台播出，並由蕾蒙威特約，英文版節目主持為林達瑩及香港科技大學教授Bradley Foreman。）
- 2006年9月20日翡翠台：泰國兵變（講述2006年泰國軍事政變）
- 2006年12月4日翡翠台：2006世界電信展（ITU Telecom World 2006）（SAMSUNG Anycall特約）
- 2007年6月9日翡翠台：董建華的特首歲月（主持：區家麟）
- 2007年6月23日翡翠台：特別新聞報道：新班子名單公布（現場直播曾蔭權公布其班子名單）
- 2007年10月15日翡翠台：中共十七大開幕，胡錦濤總書記發表工作報告
- 2007年10月22日翡翠台：中共新班子就職 （主持：方東昇）
- 2007年10月24日翡翠台：嫦娥奔月（直播嫦娥一號升空過程，由方東昇及香港科技大學物理學教授王國彝主持）
- 2008年5月12日翡翠台：特別新聞報道：汶川大地震（約15:00以插播形式播出，主持：盤翠瑩）
- 2008年5月13日翡翠台：四川大地震（講述2008年5月12日發生之四川大地震，主持：盤翠瑩）
- 2008年9月25日翡翠台、高清翡翠台：神七零距離（主持：許方輝）至2008年9月28日
- 2008年9月25日翡翠台、高清翡翠台：神七升空（主持：許方輝）
- 2009年5月1日翡翠台：特別新聞報道：本港確診首宗甲型H1N1流感個案（主持：方健儀）
- 2009年5月1日翡翠台、明珠台：特別新聞報道：政府跨部門記者會交代最新疫情（主持：方健儀）
- 2009年7月26日翡翠台：第三屆澳門行政長官選舉（主持：方東昇）
- 2009年9月11日翡翠台：特別新聞報道：陳水扁被判無期徒刑（主持：吳宜婷）
- 2009年9月11日翡翠台、高清翡翠台：世紀弊案（講述前總統陳水扁的貪污案，主持：吳璟儁）
- 2009年10月1日翡翠台：建國六十年閱兵
- 2009年12月20日翡翠台：澳門特區第三屆政府就職典禮
- 2010年8月23日翡翠台、高清翡翠台：特別新聞報道：馬尼拉人質事件（16:30至16:40直播康泰旅行社記者會、19:25至21:20現場直播馬尼拉人質事件，主持：方健儀）
- 2010年8月25日翡翠台、高清翡翠台：特別新聞報道：馬尼拉人質事件（19:53至21:15，現場直播接載遺體及傷者的包機抵港，主持：周嘉儀）
- 2011年3月11日、15日、18日及21至25日翡翠台：日本大地震（講述2011年3月11日發生之2011年日本本州島海域地震，主持：吳璟儁）
- 2011年5月2日翡翠台：特別新聞報道：奧巴馬記者會（直播奧巴馬公佈拉登死訊，主持：盤翠瑩）
- 2011年5月2日翡翠台、高清翡翠台：拉登之死（主持：吳璟儁，嘉賓：沈旭暉、莊曉陽）
- 2011年8月13日新聞台、互動新聞台：2011世界大學生運動會至2011年8月23日
- 2011年8月18日翡翠台：李克強訪港：港大百周年校慶（主持：周嘉儀）
- 2011年8月18日翡翠台：李克強訪港：添馬艦新政府總部落成典禮（主持：方健儀）
- 2011年12月19日翡翠台、高清翡翠台：金正日逝世（主持：吳璟儁，嘉賓：沈旭暉、鍾樂偉）
- 2012年3月11日翡翠台、高清翡翠台：震後一年（13:40-13:55，直播2011年日本本州島海域地震一週年紀念儀式，主播：黃紫盈）
- 2012年3月11日明珠台：震後一年（直播2011年日本本州島海域地震一週年紀念儀式）
- 2012年6月28日翡翠台：特別新聞報道：新班子名單公佈（現場直播梁振英公佈其班子名單，主持：盤翠瑩）
- 2012年6月29日翡翠台：特別新聞報道：胡錦濤抵港（主持：盤翠瑩）
- 2012年6月29日翡翠台：特別新聞報道：胡錦濤檢閱駐港解放軍（直播胡錦濤檢閱駐港解放軍，主持：盤翠瑩）
- 2012年7月1日翡翠台：回歸15周年升旗儀式（主持：周嘉儀）
- 2012年7月1日明珠台：回歸15周年升旗儀式
- 2012年7月1日翡翠台：第四屆特區政府宣誓就職（主持：周嘉儀）
- 2012年7月1日明珠台：第四屆特區政府宣誓就職
- 2012年10月2日翡翠台：撞船意外 政府記者會（16:35-17:15以插播形式播出，主持：周嘉儀）
- 2012年10月4日翡翠台：海難哀悼日（12:00-12:05以插播形式播出，主持：盤翠瑩）
- 2012年10月17日翡翠台：行政長官立法會發言（主持：吳璟儁）
- 2012年11月15日翡翠台、高清翡翠台：中共第五代領導人（主持：吳璟儁）
- 2013年6月11日翡翠台：神舟十號升空（17:35-18:00，主持：潘蔚林）
- 2014年1月7日翡翠台：邵逸夫爵士逝世特輯（旁白：阮小清）
- 2016/17政改、佔領中環及雨傘運動系列
  - 2013年12月4日翡翠台：政改諮詢記者會
  - 2014年7月15日翡翠台：公布政改諮詢報告（主持：周嘉儀）
  - 2014年7月15日翡翠台、明珠台：政改記者會（主持：周嘉儀／Diane To）
  - 2014年8月31日翡翠台、明珠台：特別新聞報道：港區人大交代人大常委會政改決定（翡翠台15:37-15:42以插播形式播出，主持：周嘉儀／Diane To）
  - 2014年8月31日翡翠台、明珠台：人大常委會記者會（直播人大常委會解釋政改決定的記者會，翡翠台16:01-16:25以插播形式播出，主持：周嘉儀／Diane To）
  - 2014年8月31日翡翠台、明珠台：行政長官記者會（直播梁振英對於人大常委會有關香港政改決定的記者會，約17:34-17:55以插播形式播出，主持：周嘉儀／Diane To）
  - 2014年9月1日翡翠台、明珠台：香港政制發展簡介會（10:00-12:30播出，主持：周嘉儀／Diane To）
  - 2014年9月1日翡翠台、明珠台：李飛記者會（約17:00-18:05以插播形式播出，主持：周嘉儀／？）
  - 2014年9月28日翡翠台、明珠台、高清翡翠台（與翡翠台同步時段）：特別新聞報道：佔領中環及雨傘運動（報道佔領中環及雨傘運動最新情況及消息）至2014年10月8日、16日、17日、11月26日、30日、12月1日及11日
    - 翡翠台主持：陳嘉欣／姚雋彥／高芳婷／周嘉儀／蔡雪瑩／羅鈺文／張文采／陳嘉倩／葉昇瓚／黃麗幗
    - 明珠台主持：Diane To／Sonya Artero／Joao Da Silva／Stephanie Tsui／Evelina Leung／James Aitken

  - 2014年9月28日翡翠台：特別新聞報道：戴耀廷宣佈啟動佔中（播放戴耀廷宣佈啟動佔領中環片段，01:52-01:53以插播形式播出，主持：陳嘉欣）
  - 2014年9月28日翡翠台、明珠台：特別新聞報道：政府記者會（直播梁振英召開記者會回應佔領中環，15:40-16:36以插播形式播出，主持：劉晉安／Diane To）
  - 2014年9月28日翡翠台：特別新聞報道：直播警方金鐘夏愨道施放催淚彈（翡翠台17:59-18:30以插播形式播出，主持：姚雋彥）
  - 2014年9月28日翡翠台、高清翡翠台：佔中（22:30-23:00播出，主持：吳璟儁，嘉賓：涂謹申、葉國謙）
  - 2014年9月29日翡翠台、明珠台：特別新聞報道：警方講述處理示威行動（翡翠台16:10-16:21、明珠台16:10-16:56以插播形式播出，主持：周嘉儀／Diane To）
  - 2014年9月29日翡翠台、明珠台：特別新聞報道：林鄭月娥黎棟國見記者（17:45-18:03以插播形式播出，主持：周嘉儀／Diane To）
  - 2014年9月30日翡翠台、明珠台：特別新聞報道：警方及消防處就示威活動見記者（以插播形式播出）至2014年11月7日、14日、19日、26日、28日及12月1日

- -     -       - 09月30日16:16-16:59、10月16日16:02-16:31，主持：姚雋彥／Diane To
      - 10月1日16:05-16:40、10月2日16:05-16:56，主持：周嘉儀／Diane To
      - 10月3日16:09-16:49、10月10日16:01-16:31，主持：高芳婷／Diane To
      - 10月4日16:06-16:58，主持：張文采／Diane To
      - 10月5日翡翠台16:03-16:44、明珠台16:03-16:43，主持：高芳婷／Diane To
      - 10月6日翡翠台16:01-16:40、明珠台16:02-16:39，主持：周嘉儀／Diane To
      - 10月7日16:05-16:48、10月15日16:03-16:41，主持：葉昇瓚／Diane To
      - 10月11日翡翠台16:03-16:32、明珠台16:03-16:31，主持：葉昇瓚／Diane To
      - 10月12日16:01-16:30，主持：葉昇瓚／？
      - 10月13日16:04-16:26，主持：高芳婷／Diane To
      - 10月14日翡翠台16:03-16:39、明珠台16:03-16:37，主持：周嘉儀／Diane To
      - 10月17日翡翠台16:08-16:45、明珠台16:15-16:44，主持：姚雋彥／Diane To
      - 10月18日翡翠台16:07-16:36、明珠台16:19-16:36，主持：姚雋彥／Diane To
      - 10月19日翡翠台16:05-16:31、明珠台16:13-16:31，主持：姚雋彥／Diane To
      - 10月20日翡翠台16:02-16:28、明珠台16:11-16:27，主持：高芳婷／Diane To
      - 10月21日翡翠台16:00-16:24、明珠台16:08-16:24，主持：姚雋彥／Diane To
      - 10月22日翡翠台16:06-16:33、明珠台16:16-16:33，主持：葉昇瓚／Diane To
      - 10月23日翡翠台16:02-16:25、明珠台16:11-16:25，主持：葉昇瓚／Diane To
      - 10月24日翡翠台16:02-16:23、明珠台16:09-16:23，主持：姚雋彥／Diane To
      - 10月25日翡翠台16:02-16:27、明珠台16:11-16:26，主持：姚雋彥／Diane To
      - 10月26日翡翠台16:06-16:41、明珠台16:15-16:32，主持：姚雋彥／Diane To
      - 10月27日翡翠台16:00-16:11、明珠台16:11-16:21，主持：張文采／Diane To
      - 10月28日翡翠台16:01-16:12、明珠台16:11-16:20，主持：葉昇瓚／Diane To
      - 10月29日翡翠台15:59-16:09、明珠台16:08-16:16，主持：葉昇瓚／Diane To
      - 10月30日翡翠台16:01-16:09、明珠台16:08-16:14，主持：姚雋彥／Diane To
      - 10月31日翡翠台16:01-16:13、明珠台16:13-16:23，主持：姚雋彥／Diane To
      - 11月1日翡翠台16:01-16:12、明珠台16:11-16:__，主持：姚雋彥／Diane To
      - 11月2日翡翠台16:01-16:12、明珠台16:11-16:21，主持：葉昇瓚／Diane To
      - 11月3日翡翠台16:02-16:11、明珠台16:11-16:17，主持：張文采／Diane To
      - 11月4日翡翠台16:01-16:11、明珠台16:11-16:19，主持：葉昇瓚／Diane To
      - 11月5日翡翠台16:04-16:13、明珠台16:13-16:21，主持：姚雋彥／Diane To
      - 11月6日翡翠台16:04-16:16、明珠台16:16-16:26，主持：姚雋彥／Diane To
      - 11月7日翡翠台16:03-16:13、明珠台16:13-16:22，主持：姚雋彥／Diane To
      - 11月14日翡翠台16:36-17:02、明珠台16:4_-16:5_，主持：吳璟儁／Diane To
      - 11月19日翡翠台17:18-17:3_、明珠台17:2_-17:3_，主持：吳璟儁／Diane To
      - 11月26日翡翠台16:04-16:53、明珠台16:14-16:21，主持：姚雋彥／Diane To
      - 11月28日翡翠台17:14-17:28、明珠台17:27-17:39，主持：羅鈺文／Diane To
      - 12月1日翡翠台16:35-16:48、明珠台16:47-16:59，主持：羅鈺文／Evelina Leung

- - 2014年10月2日翡翠台、明珠台：特別新聞報道：政府跨部門記者會（以插播形式播出）至2014年10月17日

- -     -       - 10月2日翡翠台17:30-18:11、明珠台17:31-18:10，主持：周嘉儀／Diane To
      - 10月3日翡翠台17:30-18:05、明珠台17:33-18:12，主持：高芳婷／Diane To
      - 10月4日翡翠台17:30-18:07、明珠台17:30-18:06，主持：張文采／Diane To
      - 10月5日翡翠台17:29-17:57、明珠台17:27-17:57，主持：高芳婷／Diane To
      - 10月6日翡翠台17:42-18:09、明珠台17:42-18:16，主持：高芳婷／Diane To
      - 10月7日17:31-17:58、10月9日17:31-17:54、10月17日17:30-17:40，主持：張文采／Diane To
      - 10月8日翡翠台17:31-17:57、明珠台17:31-17:58，主持：高芳婷／Diane To
      - 10月10日翡翠台17:33-17:53、明珠台17:33-17:52，主持：高芳婷／Diane To
      - 10月11日翡翠台17:33-17:48、明珠台17:30-17:53，主持：蔡雪瑩／Diane To
      - 10月12日翡翠台17:33-17:47、明珠台17:33-17:48，主持：周嘉儀／？
      - 10月13日17:32-17:49，主持：高芳婷／？
      - 10月14日17:30-17:42，主持：周嘉儀／？
      - 10月15日17:30-17:43，主持：蔡雪瑩／Evelina Leung
      - 10月16日17:30-17:42，主持：高芳婷／Diane To

- - 2014年10月3日翡翠台、明珠台：特別新聞報道：財政司司長曾俊華見記者（16:50-17:10以插播形式播出，主持：高芳婷／Diane To）
  - 2014年10月3日翡翠台、明珠台：特別新聞報道：警方見記者（以插播形式播出）至2014年10月4日
    - 10月3日翡翠台22:35-23:02、明珠台22:35-22:46，主持：劉晉安／Diane To）
    - 10月4日翡翠台04:25-04:41、明珠台04:25-04:39，主持：羅鈺文／Evelina Leung）

  - 2014年10月4日翡翠台、明珠台：特別新聞報道：保安局局長黎棟國見記者（12:35-12:48以插播形式播出，主持：張文采／Diane To）
  - 2014年10月16日翡翠台、明珠台：特別新聞報道：梁振英及政改官員見傳媒（14:21-15:00以插播形式播出，主持：高芳婷／Diane To）
  - 2014年10月21日翡翠台、明珠台：政府、學聯對話（翡翠台17:59-18:30、18:59-20:05、明珠台17:59-19:30、19:55-20:05播出，主持：吳璟儁／Diane To）
  - 2014年11月19日翡翠台、明珠台：特別新聞報道：立法會大樓外示威者及警方對峙（以插播形式播出）
    - 翡翠台02:18-02:21、02:49-02:59、04:01-04:06、04:32-04:50、明珠台04:17-04:19，主持：姚雋彥／Diane To

  - 2014年11月25日翡翠台、明珠台：特別新聞報道：直播警方執行亞皆老街禁制令（以插播形式播出）
    - 翡翠台10:34-10:59、14:45-14:48、15:08-15:24，主持：周嘉儀／姚雋彥
    - 明珠台10:15-10:40、15:14-15:25，主持：Diane To

  - 2014年11月26日翡翠台、明珠台：特別新聞報道：直播警方執行彌敦道禁制令（翡翠台09:55-09:59、明珠台10:18-10:24以插播形式播出，主持：周嘉儀／Evelina Leung）
  - 2014年11月29日翡翠台、明珠台：特別新聞報道：示威者旺角聚集（報道示威者旺角聚集情況，翡翠台00:35-00:37、02:09-02:12、04:06-04:11、明珠台02:33-02:35以插播形式播出，主持：張文采／Evelina Leung）
  - 2014年11月30日翡翠台、明珠台：特別新聞報道：警方就非法佔領活動見記者（以插播形式播出）至2014年12月1日、11日、13日及15日
    - 11月30日翡翠台16:31-16:50、明珠台16:31-16:44，主持：羅鈺文／Diane To
    - 12月1日翡翠台10:01-10:14、明珠台10:01-10:12，主持：周嘉儀／Evelina Leung
    - 12月11日翡翠台13:25-13:33、明珠台13:25-13:34，主持：黃曉瑩／Diane To
    - 12月13日翡翠台17:05-17:16、明珠台17:15-17:25，主持：彭國柱／Diane To
    - 12月15日翡翠台17:01-17:47、明珠台17:12-17:27，主持：葉昇瓚／Evelina Leung

  - 2014年12月1日翡翠台、明珠台：特別新聞報道：示威者包圍政府總部（報道示威者包圍政府總部情況，翡翠台01:30-01:31、03:29-03:32、04:30-04:33以插播形式播出，主持：黃麗幗／？）
  - 2014年12月1日翡翠台、明珠台：特別新聞報道：警方就金鐘非法集結見記者（翡翠台04:16-04:25、明珠台04:1_-04:2_以插播形式播出，主持：黃麗幗／？）
  - 2014年12月1日翡翠台、明珠台：特別新聞報道：黎棟國見記者（翡翠台10:59-11:10、明珠台10:59-11:09以插播形式播出，主持：羅鈺文／Evelina Leung）
  - 2014年12月11日翡翠台、明珠台：特別新聞報道：執達主任執行臨時禁制令、禁制令代理人執行臨時禁制令（翡翠台10:29-10:42、明珠台10:29-10:41以插播形式播出，主持：周嘉儀／Diane To）
  - 2014年12月11日翡翠台、明珠台：特別新聞報道：直播警方清除金鐘佔領區障礙物（翡翠台14:23-14:36、明珠台14:23-14:56以插播形式播出，主持：葉昇瓚／Diane To）
  - 2014年12月11日翡翠台、明珠台：特別新聞報道：警方拘捕多名佔領人士（翡翠台16:21-17:11、明珠台16:2_-16:5_以插播形式播出，主持：葉昇瓚／Diane To）
  - 2014年12月15日翡翠台、明珠台：特別新聞報道：警方清除佔領區障礙物（直播警方清除銅鑼灣佔領區障礙物，翡翠台10:21-10:27、明珠台10:20-10:29以插播形式播出，主持：周嘉儀／Diane To）
  - 2014年12月15日翡翠台、明珠台：特別新聞報道：警方拘捕留在佔領區內人士（翡翠台12:17-12:29、明珠台12:18-12:41以插播形式播出，主持：周嘉儀／Diane To）
  - 2015年1月7日翡翠台、明珠台：政改諮詢（直播林鄭月娥在立法會宣讀聲明）（翡翠台13:21-13:45、明珠台13:23-13:45以插播形式播出，主持：周嘉儀／Diane To）
  - 2015年4月22日翡翠台、明珠台：政改方案（直播林鄭月娥公佈政改方案）（翡翠台11:00-11:42、明珠台11:00-11:41以插播形式播出，主持：吳璟儁／Diane To）
  - 2015年4月22日翡翠台、明珠台：政改記者會（直播政改三人組記者會）（翡翠台15:32-16:43、明珠台15:32-16:42以插播形式播出，主持：張文采／Diane To）
  - 2015年6月17日及18日翡翠台、明珠台：政改表決（直播立法會辯論及表決政改方案）
    - 06月17日翡翠台13:21-14:04、明珠台13:21-17:56以插播形式播出，主持：胡燕泳／Sonya Artero
    - 06月18日翡翠台12:02-12:41、明珠台09:00-12:42以插播形式播出，主持：劉晉安／Diana To

  - 2015年6月18日翡翠台、明珠台：特別新聞報道：行政長官見記者（翡翠台16:17-16:31、明珠台16:17-16:34以插播形式播出，主持：吳璟儁／Diana To）
- 2014年11月11日翡翠台：習近平記者會（16:10-16:44播出，主持：張文采）
- 2015年3月23日翡翠台、高清翡翠台：李光耀逝世（主持：吳璟儁）
- 2015年3月29日明珠台：李光耀葬禮（主持：Diane To）
- 2015年4月1日明珠台：特別新聞報道：香港特區政府時任商務及經濟發展局局長蘇錦樑就現有亞洲電視的免費電視牌照不獲續期申請見記者（主持：Diane To）
- 2015年9月3日翡翠台：抗戰勝利70周年閱兵（09:45-11:45直播，主持：方東昇，嘉賓：黃東、阮紀宏）
- 2015年11月7日翡翠台、明珠台、高清翡翠台：習馬會
  - 11月7日翡翠台14:59-15:16、明珠台14:59-15:14以插播形式播出，直播習近平、馬英九會談前二人握手與致詞，主持：方東昇／Diana To
  - 11月7日翡翠台、高清翡翠台，22:30-23:00播出相關新聞特備節目，主持：吳璟儁，嘉賓：鄭漢良、劉銳紹
- 2015年11月7日翡翠台、明珠台：習馬會記者會（16:10-16:35、16:50-17:25以插播形式播出，主持：方東昇／Diana To）
- 2016年旺角騷亂
  - 2016年2月9日翡翠台：特別新聞報道：旺角騷亂（03:11-03:18以插播形式播出，主持：吳璟儁）
  - 2016年2月9日翡翠台、高清翡翠台：特別新聞報道：行政長官梁振英回應旺角騷亂（10:23-10:31以插播形式播出，主持：張文采）
  - 2016年2月9日翡翠台：特別新聞報道：警方回應旺角「暴亂」（15:11-15:31以插播形式播出，主持：黃麗幗）
- 2016年5月17日翡翠台、明珠台：張德江訪港（11:55-12:03以插播形式播出，主持：吳璟儁／劉晉安）
- 2016年5月19日翡翠台、明珠台：張德江離港（翡翠台12:10-12:18、明珠台12:10-12:15以插播形式播出，主持：吳璟儁）
- 2016年6月24日翡翠台：英國脫歐（主持：吳璟儁，嘉賓：許楨、黃元山）
- 2016年10月16日翡翠台：神舟十一號航天員記者會（10:15-11:10以插播形式播出，主持：潘蔚林）
- 2016年11月7日翡翠台：特別新聞報道：全國人大常委會新聞發布會（10:15-10:40以插播形式播出，主持：潘蔚林）
- 2016年11月7日翡翠台：特別新聞報道：特區政府官員見記者（約12:05-12:45以插播形式播出，主持：潘蔚林）
- 2016年11月18日翡翠台：神舟十一號飛船返回地球（約13:50-14:30以插播形式播出）
- 2017年6月21日翡翠台、明珠台：特區政府新班子（約14:30-15:15以插播形式播出，主持：張文采／Anne-Marie Sim）
- 回歸20周年系列
  - 2017年6月29日翡翠台、明珠台：回歸20周年 領導人抵港（翡翠台約12:00-12:20／明珠台約12:00-12:30以插播形式播出，主持：駱文捷／Adam Xu）
  - 2017年6月29日翡翠台、明珠台：特別新聞報道：習近平接見梁振英（翡翠台約14:07-14:12／明珠台約14:08-14:11以插播形式播出，主持：羅鈺文／Adam Xu）
  - 2017年6月30日翡翠台、明珠台：回歸20周年 習近平閱兵（約09:15-09:45以插播形式播出，主持：梁凱寧／Adam Xu）
  - 2017年6月30日明珠台：特別新聞報道：習近平與青年對話（約13:16-13:18以插播形式播出，主持：Adam Xu）
  - 2017年6月30日翡翠台、明珠台：特別新聞報道：習近平會見社會各界人士（翡翠台約17:40-17:55／明珠台約18:10-18:20以插播形式播出，主持：駱文捷／Adam Xu）
  - 2017年7月1日明珠台：回歸20周年 升旗儀式（07:55-08:10播出，主持：Adam Xu）
  - 2017年7月1日翡翠台、明珠台：回歸20周年 新一屆特區政府宣誓儀式（翡翠台08:50-10:05、明珠台08:44-10:06播出，主持：羅鈺文／Adam Xu）
  - 2017年7月1日翡翠台、明珠台：特別新聞報道：習近平接見特首林鄭月娥（約11:45-11:50以插播形式播出，主持：羅鈺文／Adam Xu）
  - 2017年7月1日翡翠台、明珠台：回歸20周年 領導人離港（翡翠台約12:55-13:04／明珠台約12:50-13:35以插播形式播出，主持：羅鈺文／Adam Xu）
- 2017年10月18日翡翠台：中共十九大開幕式（08:55-12:00，主持：梁凱寧）
- 2017年10月25日翡翠台：中共十九大：新領導班子（11:55-13:25以插播形式直播中共總書記習近平帶領新一屆政治局常委見記者，主持：羅鈺文；19:00-19:30播出相關特備新聞節目，主持：潘蔚林，嘉賓：阮紀宏、趙雨樂）
- 2018年2月10日翡翠台：特別新聞報道：大埔公路車禍（19:50-19:54以插播形式播出，主持：張文采）
- 2018年3月16日翡翠台、3月17日無綫財經·資訊台：李嘉誠退休（主持：張文采）
- 2018年3月20日翡翠台：習近平人大閉幕講話（09:24-10:05以插播形式播出，主持：羅鈺文）
- 2018年3月20日翡翠台：李克強總理記者會（10:48-13:00以插播形式播出，主持：羅鈺文）
- 2018年6月12日明珠台：特金會（09:00-09:12以插播形式播出，主持：Tony Sabine）
- 2018年9月22日翡翠台、明珠台：縱橫兩萬里：廣深港高鐵香港段開通儀式（翡翠台約09:58-10:46／明珠台約10:00-10:43以插播形式播出，主持：張文采／龍惠榆）
- 2018年9月22日翡翠台：縱橫兩萬里：直播廣深港高鐵香港段首班車開出（11:21-11:29以插播形式播出，主持：張文采）
- 2018年10月23日翡翠台、明珠台：港珠澳大橋通車儀式（08:53-10:05，主持：梁凱寧／龍惠榆）
- 2019年3月15日翡翠台：李克強總理記者會（10:29-13:00以插播形式播出，主持：張文采）
- 2019年逃犯條例修訂風波系列
  - 2019年6月12日至13日早上明珠台：特別新聞報道：反對逃犯條例修訂草案佔領行動（部分由Tony Sabine主持）
  - 2019年6月15日明珠台：特別新聞報道：直播行政長官林鄭月娥宣布「暫緩」修訂逃犯條例（15:11-16:27以插播形式播出，主持：龍惠榆）
  - 2019年6月18日翡翠台、明珠台：特別新聞報道：直播行政長官林鄭月娥向市民道歉（16:00-16:50以插播形式播出，無主持）
  - 2019年7月1日明珠台：特別新聞報道：直播金鐘反修例示威、主權移交22周年升旗禮及衝擊立法會現場（05:05-05:10、06:00-06:03、06:59-07:02、07:59-08:03、08:59-09:02、10:00-10:02、13:33-15:25，主持：James Aitken、龍惠榆）
  - 2019年7月2日明珠台：特別新聞報道：直播警方發射催淚彈驅趕佔領立法會的示威者（00:23-00:26，主持：Jeff Tang）
  - 2019年7月22日翡翠台：特別新聞報道：行政長官及官員見傳媒回應上環開槍清場和元朗恐襲事件。（15:02-15:19以插播形式播出）
  - 2019年7月29日翡翠台、明珠台：特別新聞報道：港澳辦記者會（15:00-15:42以插播形式播出，主持：金盈／趙慧奈）
  - 2019年8月5日翡翠台：特別新聞報道：行政長官及官員見傳媒回應三罷行動（10:05-10:43以插播形式播出，主持：張文采）
  - 2019年8月5日翡翠台：警方記者會（以插播形式播出）至2020年1月2日

- -     - 2019年：
      - 8月5日16:07-17:16，主持：賴君蕊
      - 8月6日16:05-16:48，主持：王俊彥
      - 8月7日16:10-16:55，主持：麥詩敏
      - 8月8日16:03-16:26，主持：蕭梓恒
      - 8月9日16:00-16:22，主持：彭建樺
      - 8月12日15:47-16:37，主持：王俊彥（以特別新聞報道播出）
      - 8月13日16:04-16:28，主持：彭建樺
      - 8月14日16:05-16:42，主持：蕭梓恒
      - 8月15日16:02-16:35，主持：王俊彥
      - 8月16日16:00-16:33，主持：王俊彥
      - 8月19日16:03-16:36，主持：彭建樺
      - 8月20日16:04-16:39，主持：王俊彥
      - 8月21日16:03-16:33，主持：蕭梓恒
      - 8月22日16:02-16:47，主持：彭建樺
      - 8月23日16:02-16:31，主持：賴君蕊
      - 8月26日16:02-16:45，主持：彭建樺
      - 8月27日16:02-16:34，主持：王俊彥
      - 8月28日16:03-16:39，主持：蕭梓恒
      - 8月29日16:01-16:39，主持：王俊彥
      - 8月30日16:00-16:33，主持：蕭梓恒
      - 9月2日16:03-16:50，主持：彭建樺
      - 9月3日16:02-16:39，主持：李文欣
      - 9月4日16:01-16:21，主持：蕭梓恒
      - 9月5日16:03-16:44，主持：王俊彥
      - 9月6日16:00-16:27，主持：王俊彥
      - 9月9日16:03-16:48，主持：彭建樺
      - 9月10日16:01-16:27，主持：王俊彥
      - 9月12日16:01-16:31，主持：王俊彥
      - 9月16日16:02-16:45，主持：王俊彥
      - 9月20日16:03-16:44，主持：王俊彥
      - 9月23日16:02-16:45，主持：蕭梓恒
      - 9月27日16:01-16:44，主持：李文欣
      - 9月30日16:02-16:41，主持：王俊彥
      - 10月2日16:05-16:14、16:17-17:09，主持：蕭梓恒
      - 10月8日16:07-16:59，主持：彭建樺
      - 10月11日16:00-16:29，主持：蕭梓恒
      - 10月14日16:00-16:41，主持：蕭梓恒
      - 10月18日16:02-16:31，主持：李文欣
      - 10月21日16:01-16:44，主持：王俊彥
      - 10月28日16:00-16:26，主持：蕭梓恒
      - 11月1日16:00-16:47，主持：王俊彥
      - 11月4日16:01-16:02，主持：王俊彥
      - 11月11日16:01-16:40，主持：蕭梓恒
      - 11月12日16:03-16:44，主持：彭建樺
      - 11月13日16:06-16:58，主持：蕭梓恒
      - 11月14日16:02-16:36，主持：彭建樺
      - 11月15日16:02-16:40，主持：麥詩敏
      - 11月18日16:01-16:49，主持：麥詩敏
      - 11月19日16:00-16:35，主持：麥詩敏
      - 11月29日16:00-16:39，主持：彭建樺
      - 12月2日16:00-16:30，主持：王俊彥
      - 12月6日16:00-16:37，主持：王俊彥
      - 12月9日16:00-16:28，主持：王俊彥
      - 12月16日16:00-16:33，主持：蕭梓恒
      - 12月23日16:00-16:29，主持：王俊彥
      - 12月27日16:00-16:29，主持：蕭梓恒
      - 12月30日16:00-16:31，主持：蕭梓恒

2020年：
      - 1月2日16:00-16:35，主持：王俊彥

- - 2019年8月6日翡翠台：特別新聞報道：港澳辦記者會（14:38-15:21以插播形式播出，主持：李文欣）
  - 2019年8月9日翡翠台：特別新聞報道：行政長官及官員見記者（17:21-17:30以插播形式播出，主持：彭建樺）
  - 2019年9月3日翡翠台：特別新聞報道：港澳辦記者會（15:00-15:57以插播形式播出，主持：李文欣）
  - 2019年9月4日翡翠台：行政長官講話（17:49-17:57，無主持）
  - 2019年9月5日翡翠台：特別新聞報道：行政長官見記者（交代「撤回」逃犯條例修訂，11:17-11:57以插播形式播出，主持：張文采）
  - 2019年10月4日翡翠台：特別新聞報道：直播行政長官林鄭月娥宣布引用緊急法訂立《反蒙面法》（15:04-16:30以插播形式播出，主持：蕭梓恒）
  - 2019年10月5日翡翠台：特別新聞報道：行政長官電視講話（14:11-14:16以插播形式播出，無主持）
  - 2019年11月11日翡翠台：特別新聞報道：行政長官見記者（直播行政長官林鄭月娥回應「黎明行動」大三罷，18:02-18:27以插播形式播出，主持：王俊彥）
- 2019年10月1日翡翠台、明珠台：國慶70周年慶典（翡翠台09:30-12:43／明珠台09:55-12:41播出，翡翠台主持：潘蔚林，嘉賓：阮紀宏、黃東；明珠台主持：Tony Sabine）
- 2019年10月1日翡翠台：國慶70周年聯歡活動（翡翠台21:30-23:00播出，主持：潘蔚林、李文欣）
- 澳門回歸20周年系列
  - 2019年12月18日翡翠台：澳門回歸20周年 習近平訪澳：國家主席習近平抵達澳門（16:17-16:27以插播形式播出，主持：蕭梓恒）
  - 2019年12月19日翡翠台：澳門回歸20周年 習近平訪澳：國家主席習近平接見政府官員和各界人士（17:04-17:16以插播形式播出，主持：蕭梓恒）
  - 2019年12月20日翡翠台：澳門回歸20周年 第五屆政府就職典禮（09:59-10:50以插播形式播出，主持：李文欣）
  - 2019年12月20日翡翠台：澳門回歸20周年 習近平訪澳：國家主席習近平結束澳門行程（16:15-16:34以插播形式播出，主持：李文欣）
  - 2019年12月22日無綫財經·資訊台：慶祝澳門回歸二十周年：澳珠煙花匯演（20:55-21:30，主持：陳焜傑、賴君蕊）
- 新型冠狀病毒系列
  - 2020年1月31日翡翠台：政府防疫記者會（以插播形式播出）
    - 2020年
      - 1月31日16:46-17:33，主持：彭建樺
      - 2月3日17:04-17:30，主持：王俊彥
      - 2月5日16:40-17:18，主持：彭建樺
      - 2月7日17:33-17:55，主持：蕭梓恒
      - 2月14日18:03-18:28，主持：蕭梓恒
      - 3月21日18:06-18:29，主持：蕭梓恒
      - 3月23日15:37-16:22，主持：蕭梓恒
      - 4月8日18:03-18:30，主持：王俊彥
      - 4月14日18:00-18:30，主持：蕭梓恒
      - 5月5日15:00-16:20，主持：李文欣
      - 7月19日16:04-17:04，主持：蕭梓恒
      - 8月7日15:00-16:10，主持：王俊彥
      - 8月21日15:07-16:57，主持：王俊彥
      - 9月15日15:34-16:56，主持：蕭梓恒

    - 2021年
      - 1月23日09:04-09:46，主持：周可茵

    - 2022年
      - 1月14日18:04-18:30，主持：蕭梓恒
      - 1月22日16:30-17:05、18:05-18:30，主持：馬琛沂
      - 1月27日17:33-18:30，主持：蕭梓恒
      - 2月8日15:30-16:23，主持：彭建樺

  - 2020年2月8日翡翠台：特別新聞報道：行政長官見記者（18:11-18:26以插播形式播出，主持：賴君蕊）
  - 2020年4月4日翡翠台：全國哀悼日（10:00-10:04以插播形式播出，直播因新型冠狀病毒中國疫情舉行的全國哀悼活動，主持：蕭梓恒）
  - 2020年7月31日翡翠台：特別新聞報道：行政長官記者會（宣布押後立法會選舉，18:00-18:29以插播形式播出）
  - 2020年8月1日翡翠台、無綫財經·資訊台：行政長官專訪（翡翠台18:00-18:30／無綫財經·資訊台23:00-23:30，主持：李卓謙）
  - 2022年2月4日翡翠台：行政長官記者會（以插播形式播出）
    - 2月4日17:32-18:30，主持：賴君蕊
    - 3月9日11:03-12:15，主持：麥詩敏
    - 3月21日11:00-12:25，主持：不詳

  - 2022年2月12日翡翠台：政務司司長記者會（21:10-21:35以插播形式播出，主持：黃曉瑩）
- 港區國安法系列
  - 2020年5月21日明珠台：特別新聞報道：香港《國安法》納入人大議程（主持：趙慧奈）
  - 2020年5月22日翡翠台、明珠台：特別新聞報道：全國人大副委員長王晨公布港區國安法詳情（翡翠台主持：李文欣；明珠台無主持）
  - 2020年5月22日翡翠台：港區維護國家安全法（介紹港區國安法，23:30-00:00，主持：李卓謙）
  - 2020年5月24日翡翠台、明珠台：外交部長王毅記者會（15:00-16:40以插播形式播出，翡翠台主持：蕭梓恒）
  - 2020年5月28日翡翠台、明珠台：人大將表決《港區維護國家安全法》（15:08-15:10以插播形式播出，主持：李文欣／鄧詩穎）
  - 2020年5月28日翡翠台、明珠台：李克強總理記者會（16:05-17:56以插播形式播出，翡翠台主持：李文欣）
  - 2020年6月30日至7月1日明珠台：特別新聞報道：港區國安法刊憲並即時生效（主持：林婷婷）
  - 2020年7月1日翡翠台、明珠台：國務院記者會：港區維護國家安全法（10:00-12:17以插播形式播出，主持：李文欣／鄧詩穎）
  - 2020年7月1日翡翠台、明珠台：特別新聞報道：政府官員見記者（交代港區國安法立法細節，14:03-15:29以插播形式播出，主持：蕭梓恒／鄧詩穎）
  - 2020年7月1日翡翠台：港區維護國家安全法（介紹港區國安法，23:30-00:00，主持：李卓謙，嘉賓：涂謹申、湯家驊）
- 2020年5月26日無綫財經·資訊台：何鴻燊（19:30-20:30，旁白：阮小清）
- 2020年8月11日翡翠台：特別新聞報道：人大常委會全票通過《第六屆立法會繼續運作議案》（17:03-17:04播出，主持：彭建樺）
- 2020年10月14日翡翠台：深圳特區成立40周年（10:28-11:56以插播形式播出，主持：李文欣）
- 2021年3月30日翡翠台：行政長官記者會（交代人大常委會通過修改香港選舉制度，16:01-17:31，主持：蕭梓恒）
- 2021年6月25日翡翠台：政府高層人士變動（11:32-12:08以插播形式播出，主持：李文欣）
- 2021年7月1日翡翠台：中共建黨100周年（07:55-09:35，直播香港特區成立24周年升旗儀式及中共建黨100周年慶典，主持：蕭梓恒）
- 2021年12月15日翡翠台：特別新聞報道：銅鑼灣世貿中心三級火警（15:00-15:02以插播形式播出）
- 2022年1月31日翡翠台：行政長官記者會（交代官員出席生日宴會內部調查結果，15:03-15:58以插播形式播出，主持：蕭梓恒）
- 2022年4月16日翡翠台：神舟十三號着陸（以插播形式播出，主持：潘蔚林）
- 2022年6月5日翡翠台：神舟十四號載人飛船升空（10:36-11:02以插播形式播出，主持：蕭梓恒）
- 2022年6月19日翡翠台：李家超新班子（14:31-17:11以插播形式播出，主持：蕭梓恒）
- 2022年6月30日翡翠台、明珠台：國家主席習近平來港（15:14-15:38以插播形式播出，主持：蕭梓恒／林婷婷）
- 2022年7月1日翡翠台、明珠台：慶回歸二十五周年大會暨第六屆政府就職典禮（09:55-11:21，主持：蕭梓恒／Sharon Tang）
- 2022年7月1日翡翠台、明珠台：國家主席習近平離港（12:49-13:02以插播形式播出，主持：蕭梓恒／Sharon Tang）
- 2022年8月2日翡翠台、明珠台：特別新聞報道：佩洛西專機晚上抵台北（22:43-22:57以插播形式播出，主持：潘蔚林／Jacky Lin）
- 2023年8月31日翡翠台：政府應對颱風記者會（16:30-17:__以插播形式播出）
- 2023年9月8日翡翠台：政府應對暴雨記者會（14:30-15:30以插播形式播出）
- 2024年11月8日翡翠台：特朗普重掌白宮
- 2025年4月24日翡翠台：神舟二十號 載人飛船升空（17:15-17:36以插播形式播出，主持：容家耀）

## 綜藝節目

### 綜合電視及資訊節目系列
- 1967年11月20日翡翠台：歡樂今宵至1994年10月7日,1997至2002年（主持：沈殿霞、汪明荃、鄭裕玲、何守信等）
  - 2007年10月22日翡翠台：再會歡樂今宵至2007年11月16日（主持：鄭裕玲、汪明荃、崔建邦）
  - 2007年11月10日翡翠台：歡樂今宵團圓夜
- 1968年8月23日翡翠台：樂聲姻緣（歷任主持：胡章釗、黃文慧、林燕妮等）
- 1968年11月4日翡翠台：報曉雅集（歷任主持：許冠文、陳鳳蓮、何鉅華等）
- 19__年__月__日翡翠台：本姑娘
- 19__年__月__日翡翠台：唔出奇呀（主持：黃霑）
- 1975年__月__日翡翠台：奇趣錄（主持：蕭亮、盧遠）
- 1978年11月__日翡翠台：奇趣錄精選
- 香港賽馬會及六合彩攪珠系列
  - 1967年__月__日翡翠台：賽馬直擊（附屬由於香港賽馬會賽馬電視節目；1967年的聯合製作，分別當曾改由麗的電視播映(後易名為亞洲電視本港台)以及1997年至1998年間（包括日間、夜間等賽馬會節目，1999-2001）一系列之開始並轉為無綫電視翡翠台負責製作於而播放至其再次改在亞洲電視本港台或國際台播出、2015年7月12日，亞洲電視最後一次主持人負責任的馬會及六合彩攪珠；同年由2015年9月7日起，曾改於無綫電視J2台播映播放（myTV SUPER同步直播）2022年9月3日，無綫電視J2最後一次直播香港馬會賽事賽馬會節目及六合彩；2022年9月5日起，改於無綫電視財經體育資訊台播放。）
  - 1976年7月13日翡翠台：六合彩（附屬由於香港賽馬會賽馬電視節目，1976年的聯合製作，分別當曾改由麗的電視播映(後易名為亞洲電視本港台)以及1997年7月開始並轉為無綫電視翡翠台負責製作於而播放至2001年再次在亞洲電視本港台播出，2015年7月30日，亞洲電視本港台今晚最後一次直播的六合彩；同年8月1日起改由香港賽馬會負責製作於無綫電視J2播放（myTV SUPER同步直播）2022年9月3日，無綫電視J2最後一次直播六合彩；2022年9月5日起，改於無綫電視財經體育資訊台播放。）
- 花花世界（共兩輯）
  - 1982年__月__日翡翠台：花花世界
  - 1983年__月__日翡翠台：花花世界
- 奇人怪錄（共兩輯）
  - 1983年10月__日翡翠台：奇人怪錄
  - 1987年8月__日翡翠台：奇人怪錄
- 魔法幻影（共三輯）
  - 1984年__月__日翡翠台：魔法幻影
  - 1985年__月__日翡翠台：魔法幻影
  - 1987年__月__日翡翠台：魔法幻影
- 1985年8月__日翡翠台：健康新領域
- 1987年__月__日翡翠台：星光四射星期夜
- 1988年__月__日明珠台：放眼香港（英語：Eye on Hong Kong）
- 1989年7月__日翡翠台：妙論講場（主持：白韻琴、楊瑞麟）
- 1989年10月__日翡翠台：六百萬人的故事（主持：林子祥）
- 1989年10月8日翡翠台：閒情生活篇（主持：張堅庭）
- 1990年__月__日翡翠台：香港豪情（主持：盧大偉、李嘉欣）
- 1990年__月__日翡翠台：超感官世界（主持：吳剛）
- 1990年__月__日翡翠台：香港生態速寫
- 1990年10月9日翡翠台：財源港俊（主持：何守信、龔嘉玲）
- 1991年__月__日翡翠台：猛料差館（主持：曾江、朱慧珊）
- 1991年__月__日翡翠台：橫衝直撞風雲城
- 1991年__月__日翡翠台：玩命威龍
- 1991年__月__日翡翠台：全日本大胃王香港爭霸戰
- 1991年4月2日翡翠台：鬥戲群星會（主持：鄭丹瑞、羅慧娟）
- 1991年9月__日翡翠台：群星千萬FUN（主持：魏綺清）
- 1991年9月__日翡翠台：60分鐘偶像大追蹤（演出歌星：黎明、草蜢、溫兆倫、甄楚倩）
- 1991年10月__日翡翠台：一番大和想
- 1992年1月7日翡翠台：摩登小男人（英語：Big Little Man）（主持：鄭丹瑞）
- 1992年2月__日翡翠台：摔角奇兵顯神威（主持：何守信、林穎嫻）
- 1992年2月5日翡翠台、高清翡翠台（只於2008年1月1日播出，即由自2016年2月22日起分途廣播名為J5並不再聯播）：都市閒情[4]（主持：鄺佐輝、余文詩、曾近榮、楊瑞麟、盧念國、趙學而、朱維德、安德尊、黃宇詩、劉彩玉、宋芝齡、羅貫峰、章志文、張景淳、譚小環、林淑敏、姚嘉妮、蘇晉霆、朱敏瀚、彭慧中、李琳琳、劉文娟、陳寶儀、譚淑梅、鄭瑞芬、溫裕紅、鍾沛枝、羅敏莊、劉錦玲、江芷妮、鍾淑慧、張慧儀、黃子恆、黃桂林、傅劍虹，廚師：黃婉瑩、陳國賓、黃亞保、蕭秀香、李錦聯、紀曉華、李曾鵬展）至2018年9月28日
- 1992年__月__日翡翠台：霹靂無敵大隻騷
- 1992年6月__日翡翠台：Nina Ricci 巴黎彩艷（主持：翁杏蘭、郭藹明）
- 1992年8月__日翡翠台：奇案直銷講場（主持：陳欣健）
- 1992年10月15日翡翠台：感官大觸覺（主持：盧大偉）
- 1993年10月__日翡翠台：花弗新世界（主持：黃霑、陳淑蘭、葉玉卿、黎彼得、曾華倩）節目主要環節：
  - 風騷自由講（1993－1994）
  - 自由搏擊（1994）
  - 全能明星指數（1994）
  - 最佳情人指數（1994-1995）
  - 大平反（1995）
  - 唱雙黃（1995）（嘉賓主持：黃毓民）
  - 愛情大贏家（1995）
- 鎮金女人週記 （英語：Just Gold Modern Woman）（共兩輯）
  - 1993年11月25日翡翠台：鎮金女人週記 （英語：Just Gold Modern Woman）（主持：莫可欣）
  - 1994年10月18日翡翠台：鎮金女人週記II （英語：Just Gold Modern Woman II）（主持：郭藹明）
- 1994年__月__日翡翠台：現代審死官（主持：鄭丹瑞、區海倫、劉彩玉）
- 1994年__月__日翡翠台：愛情公開學院（主持：孫耀威、吳家樂、王賢誌、劉倩怡、張玉珊）
- 男人大丈夫（1994）（主持：鄭丹瑞）
- 1994年__月__日翡翠台：周五紅人館
- 1995年3月15日翡翠台：周三紅Friend區
- 1995年2月__日翡翠台：奇趣任縱橫（主持：任達華、朱慧珊、雷宇揚、劉倩怡）
- 1995年7月__日翡翠台：我愛鬥一番（TVチャンピオン，東京電視台製作）（主持：梁榮忠、苑瓊丹、梁思浩、吳家樂）至1998年__月__日
- 1995年__月__日翡翠台：聲色犬馬奇趣錄（主持：麥家琪、莫家堯、吳剛、雷宇揚、陳珮珊）
- 1995年__月__日明珠台：城市魅力
- 最緊要健康（共六輯）
  - 1995年__月__日翡翠台：最緊要健康（主持：陳敏兒、洪朝豐）
  - 2000年__月__日翡翠台：最緊要健康（主持：鄧梓峰、黃德如）
  - 2003年__月__日翡翠台：最緊要健康（主持：黃德如）
  - 2006年5月19日翡翠台：最緊要健康（主持：姚嘉妮、唐詩詠、莫樹錦）
  - 2007年3月25日翡翠台：最緊要健康（主持：姚嘉妮、唐詩詠、莫樹錦）
  - 2007年9月26日翡翠台：最緊要健康中醫篇（主持：黃德如、陳智燊）至2007年12月26日
- 1995年__月__日翡翠台：劉德華香港情未了
- 1996年__月__日翡翠台：發發發，發到飛起（主持：黃毓民、區海倫、張玉珊、魯文傑）
- 1997年__月__日翡翠台：奇瀛怪技大追蹤
- 1998年__月__日翡翠台：勇闖紀錄真人SHOW
- 愛心行動暖香江（共兩輯）
  - 1999年__月__日翡翠台：愛心行動暖香江 (第1輯)（演出：駱達華、吳毅將、李麗麗、陳曼娜、馮素波、譚倩紅、方駿釗）
  - 2000年__月__日翡翠台：愛心行動暖香江II (第2輯)（演出：黃美棋、陳僖儀、呂頌賢、駱達華、吳毅將、王綺琴、歐瑞偉、曾守明）
- 1999年__月__日翡翠台：光輝紀元
- 1999年__月__日翡翠台：潮流源來多面睇
- 1999年__月__日翡翠台：戀愛婚FUN紛（主持：林曉峰、施念慈、徐濠縈、歐倩怡）
- 1999年__月__日翡翠台：香港新警象
- 1999年__月__日翡翠台：事業創一番
- 宜室宜居系列（共三輯）
  - 1999年__月__日翡翠台：宜室宜居
  - 2000年__月__日翡翠台：宜室宜居由你創
  - 2001年__月__日翡翠台：宜室宜居有辦法
- 2000年__月__日翡翠台：HI-TECH 全攻略
- 2001年__月__日翡翠台：知法有辦法
- 2001年__月__日翡翠台：誰主你命運
- 2001年1月__日翡翠台：靚花緣
- 2001年6月__日翡翠台：求其一個夢（主持：黃偉文、梅小惠）
- 2001年__月__日翡翠台：超級發燒友
- 2001年__月__日翡翠台：陸陸無窮論股金
- 2002年__月__日翡翠台：少小回鄉情
- 2002年__月__日翡翠台：中西醫療坊
- 2002年__月__日翡翠台：繽紛生活在順德
- 2002年__月__日翡翠台：順德創業新里程
- 2002年__月__日翡翠台：香港做得到
- 2002年10月4日翡翠台：週五放輕鬆
- 2003年__月__日翡翠台：一切因健康而喜
- 2003年__月__日翡翠台：我愛ICHI爸
- 2003年__月__日翡翠台：行行出佳人
- 2003年__月__日翡翠台：輕鬆自在人心
- 2003年__月__日翡翠台：讀闖成功路
- 2003年__月__日翡翠台：香土人情
- 2003年__月__日翡翠台：香港名牌系列
- 2003年__月__日翡翠台：話你知全面睇系列
- 2003年__月__日翡翠台：精明有計
- 2003年__月__日翡翠台：實踐職安方程式
- 2003年__月__日翡翠台：香港熱鬧
- 2003年__月__日翡翠台：新丁實務科
- 2004年__月__日翡翠台：香港龍脈
- 2004年__月__日翡翠台：趣眼看人生
- 2004年__月__日翡翠台：開心俱樂部
- 2004年__月__日翡翠台：週五綜藝館系列
- 天賜良源（英語：Natural Heritage；共九輯）
  - 2004年5月4日翡翠台：天賜良源（主持：羅慧娟）至2004年6月29日
  - 2005年8月5日翡翠台：天賜良源（主持：羅慧娟、黃宇詩）至2005年8月26日
  - 2006年6月14日翡翠台：天賜良源（主持：羅慧娟、陳芷菁）至2006年7月12日
  - 2006年9月13日翡翠台：天賜良源（主持：蘇玉華）至2006年10月4日（由盞記西藏蟲草特約）
  - 2007年2月5日翡翠台：天賜良源（主持：陳芷菁、蘇玉華）至2007年3月5日（由盞記樹熊牌海參特約）
  - 2007年4月23日翡翠台：天賜良源（主持：朱凱婷）至2007年5月7日
  - 2007年7月28日翡翠台：天賜良源（主持：陳芷菁）至2007年8月4日
  - 2008年8月29日翡翠台、高清翡翠台：天賜良源（主持：安德尊、宋熙年）（由盞記粵香園頭抽特約）至2008年9月5日
  - 2008年9月12日翡翠台、高清翡翠台：天賜良源（主持：宋熙年）（由盞記水澄珍珠特約）
- 筋肉擂台（共八輯）
  - 2005年2月21日翡翠台：筋肉擂台（主持：胡諾言）
  - 2005年11月27日翡翠台：筋肉擂台星級版（主持：胡諾言）至2005年12月4日
  - 2006年7月29日翡翠台：筋肉擂台（主持：彭冠期、胡諾言）
  - 2007年4月3日翡翠台：筋肉擂台（主持：胡諾言、高志超、李綺雯）
  - 2007年5月28日翡翠台：筋肉擂台（主持：胡諾言、李綺雯）
  - 2008年8月25日翡翠台：筋肉擂台（主持：I Love U Boyz）
  - 2009年1月5日翡翠台：筋肉擂台（主持：I Love U Boyz）
  - 2009年3月28日翡翠台：筋肉擂台（主持：I Love U Boyz）
- 2005年__月__日翡翠台：娓娓道韓風
- 2005年5月__日翡翠台：母親節獻禮：美味大競菜
- 2005年12月20日翡翠台：路上零意外（以劇集帶出形式安全道路網絡資訊，香港交通安全隊聯合製作）（演員：羅莽、戴夢夢、葉文輝、王浩信、譚小環、黃智賢、馮素波、黎宣、何詠深、秦沛、姜大偉、劉兆銘、郭鋒、白彪、羅樂林、梁健平等）
- 2006年__月__日翡翠台：勝在有心人（主持：丘凱敏）
- 2006年__月__日翡翠台：流行人型（主持：李浩林）（介紹香港時裝潮流）
  - 2006年3月2日明珠台：港生活‧港享受（英語：Dolce Vita）節目網頁（页面存档备份，存于）
  - 2009年2月7日高清翡翠台至2016年2月20日、2016年2月27日J5至2017年8月12日、2017年8月20日無綫財經台至2018年1月13日、2018年1月20日無綫財經·資訊台：明珠生活→港生活‧港享受
- 2006年3月4日翡翠台：全日偽裝之王（主持：胡諾言、張美妮）
- 2006年3月11日翡翠台：雪雪聲動物凍運會（主持：林敏聰、周麗淇）
- 2006年9月2日翡翠台：無所遁形（介紹攝影技術，主持：陳芷菁）
- 2006年9月30日翡翠台：愛牙天使護齒好開始
- 2006年9月30日翡翠台：開心家庭鬥多Fun（由美國雅培特約）
- 2006年10月7日翡翠台：積極樂觀展人生 節目網頁（页面存档备份，存于）
- 2006年10月21日翡翠台：舞動全城序幕
- 2006年10月28日翡翠台：舞動全城
- 2006年10月31日翡翠台：全心做好職安健（以遊戲方式帶出職業安全訊息）
- 2006年12月2日翡翠台：國際共融藝術節（開幕典禮）
- 2007年1月15日生活台：日日有運行
- 2007年1月28日翡翠台：咁樣認第一（主持：梁榮忠、吳家樂、湯盈盈）至2007年3月18日
  - 2007年1月28日翡翠台：咁樣認第一之絕密檔案（主持：王貽興、麥雅緻）
- 2007年2月3日翡翠台：新春豬事町（主持：吳日言、陸詩韻、米雪、吳家樂、利嘉兒、胡楓、鄧兆尊）至2007年2月24日
- 2007年2月12日生活台：傳情達意508822
- 2007年3月17日翡翠台：一網打盡（主持：王貽興、梁慧思）
- 2007年3月17日翡翠台：周身法寶（主持：米雪、陸詩韻、游茛維）
- 謎（共兩輯）
  - 2007年5月14日翡翠台：謎（主持：鄭少秋、王貽興、呂慧儀）
  - 2009年5月15日翡翠台、高清翡翠台：謎（主持：鄭少秋、呂慧儀、羅蘭）
- 2007年5月17日生活台：全民開講
- 2007年6月9日翡翠台：為生活喝采（主持：楊思琦）（由屈臣氏蒸餾水特約）
- 流行東京（共兩輯）
  - 2007年8月25日生活台：流行東京（主持：杜如風）至2008年1月6日
  - 2008年10月4日生活台、J2：流行東京（主持：杜如風）（由星晨旅遊特約）至2009年1月3日
- 舞動奇迹（共兩輯）
  - 2007年9月28日翡翠台：舞動奇迹（主持：魏哲浩、鄭裕玲、何炅、鄭丹瑞、陳芷菁、張可頤、陳百祥）（由念慈菴潤贊助）（與湖南衛視聯合製作）至2007年11月30日
  - 2008年5月5日翡翠台：舞動奇迹（與湖南衛視聯合製作）
- 2007年11月26日翡翠台、高清翡翠台：事必關己（主持：梁榮忠、崔建邦、鄧明儀、陳敏之、葉翠翠）至2008年4月18日
- 2007年12月9日翡翠台：阿Sa真人Show（主持：蔡卓妍、張致恆、卓韻芝）
- 2008年1月2日高清翡翠台：創富坊（主持：朱凱婷、蔡康年、陳慧儀、鄧一君、林莉、呂慧儀、朱慧敏）
  - 2008年1月1日翡翠台、高清翡翠台：創富新紀元 (創富坊節目內容簡介)
  - 2008年6月9日高清翡翠台：創富英雄會 (由亨達集團特約)
- 2008年2月26日翡翠台：師父駕到（主持：陳展鵬、陳穎妍）
- 2008年4月21日翡翠台、高清翡翠台：了解．關懷 一百萬人的故事
  - 2008年4月28日翡翠台、高清翡翠台：了解．關懷 一百萬人的故事全民開講
- 2008年4月28日翡翠台、高清翡翠台：情牽小小世界（主持：薛家燕、李綺雯、王貽興）（由香港迪士尼樂園呈獻）
- 2008年8月9日J2台：首都闖蕩（主持：黃宇詩、黃瑩、王君馨、陳智燊）
- 2008年9月13日翡翠台、高清翡翠台：探索ZAIA的夢想世界 （太陽劇團特約）（主持：楊思琦、宋熙年）
- 香港力量系列
  - 2009年2月2日翡翠台、高清翡翠台：香港力量
  - 2009年5月4日翡翠台、高清翡翠台：眾志齊心
- 2010年12月5日J2：安樂蝸（主持：何依婷、伍樂怡、吳沚默、林穎彤、狄易達、鍾晴、馬俊傑、林正峰、杜穎珊、曾展望、黃凱儀、鄭雋熹、李君妍、張秀文、曾建怡、余應彤、劉佩玥、容天佑、楊斯雅、王卓淇、林泳淘、林希靈、譚永浩、林凱恩、劉穎鏇、黃碧蓮、李寶君、李寶珊、單文柔、李嘉晉）
- 2012年4月30日翡翠台、高清翡翠台：澳門足跡（主持：林溥來、劉思希）
- 2012年9月30日翡翠台、高清翡翠台：一手造成（主持：宋熙年、梁嘉琪、崔建邦）
- 2014年4月16日翡翠台、高清翡翠台：活得好Easy（主持：陳煒、姚嘉妮、張美妮）
- 2014年5月4日翡翠台、高清翡翠台：快樂聯盟（主持：蔡一傑、蔡一智、蘇志威、謝安琪、錢嘉樂、林盛斌、黃翠如、羅鈞滿、何佩珉）
- 學是學非系列（共七輯）
  - 2013年4月20日翡翠台：學是學非（第一輯主持：李佳芯、梁嘉琪、黃心穎、麥美恩）
    - 2014年7月19日翡翠台、高清翡翠台：學是學非放暑假（主持：李佳芯、梁嘉琪、黃心穎、麥美恩、森美）

  - 2014年11月15日翡翠台：學是學非（第二輯主持：李佳芯、梁嘉琪、黃心穎、麥美恩、湯洛雯、張秀文、森美）
  - 2015年8月30日翡翠台、高清翡翠台：學是學非（第三輯主持：李佳芯、梁嘉琪、黃心穎、麥美恩、湯洛雯[5]、張秀文、森美）
  - 2016年1月3日翡翠台、高清翡翠台（2月22日起分途廣播）：學是學非（第四輯主持：梁嘉琪、黃心穎、李佳芯、麥美恩、湯洛雯、張秀文、森美）
  - 2017年5月14日翡翠台：學是學非（第五輯主持：梁嘉琪、麥美恩、湯洛雯、馮盈盈、劉穎鏇[6]、張寶兒、鄺潔楹、黃心穎、張秀文、森美）
  - 2018年6月24日翡翠台：學是學非（第六輯主持：梁嘉琪、麥美恩、張秀文、湯洛雯、馮盈盈、張寶兒、劉穎鏇、鄺潔楹、何依婷）
  - 2019年12月14日翡翠台：學是學非（第七輯主持：麥美恩、馮盈盈、張寶兒、劉穎鏇、鄺潔楹、何依婷、何泳芍、陳詩欣、戴祖儀、陳欣茵）
- 學是疫學非（共兩輯，主持：馮盈盈、張寶兒、劉穎鏇、何依婷、陳詩欣、戴祖儀、陳欣茵、何沛珈）
  - 2020年2月24日翡翠台：學是疫學非
  - 2022年3月3日翡翠台：學是疫學非
- 街頭魔法王系列（共五輯）
  - 2013年11月9日翡翠台、高清翡翠台：街頭魔法王（第一輯主持、演出及節目嘉賓：林盛斌、翟凱泰、甄澤權、李行齊、林盛斌、泰臣、方力申、萬綺雯）
  - 2014年7月19日翡翠台、高清翡翠台：街頭魔法王2（第二輯主持、演出及節目嘉賓：林盛斌、許亦妮、陳嘉寶、梁烈唯、Miki、甄澤權、李澤邦、李行齊、吳家瑋、Holly、Carson、John Fung、Gary Charm、黃翠如、陳敏之、楊詩敏、李詩韻、林欣彤、鄧麗欣、苟芸慧、胡定欣、黃智雯、甄澤權、李澤邦、李行齊、吳家瑋）
  - 2015年3月30日翡翠台、高清翡翠台：至尊街頭魔法王（第三輯主持、嘉賓：林盛斌、吳若希、甄澤權、苗僑偉、蘇志威、黃山怡、敖嘉年、狄易達、梁烈唯、鄭俊弘、洪卓立、敖嘉年、陳奐仁、麥長青）
  - 2016年7月18日翡翠台：街頭魔法王之魔王之王（第四輯主持、嘉賓：甄澤權、林盛斌、吳若希、陳凱琳、翟威廉、薛家燕、王浩信、蕭正楠、黃翠如、黃心穎、陳日昇）
  - 2017年10月16日翡翠台：終極街頭魔法王（第五輯主持、嘉賓：甄澤權、林盛斌、翟威廉、陸浩明、何雁詩、林穎彤、龔嘉欣、蔣家旻、邵珮詩、張振朗、鄭世豪、張致恆、沈卓盈、蘇韻姿、阮政峰、胡鴻鈞、張秀文、譚玉瑛、王卓淇、衛志豪、譚嘉儀、陳凱琳[7][8]、許家傑、招浩明、葉翠翠、張曦雯、劉穎鏇、梁嘉琪、袁文傑、鄧佩儀、吳幸美、麥玲玲、黃耀英、高海寧、吳若希、譚凱琪、謝芷倫、簡淑兒、陳瀅、湯洛雯、陳偉琪）
- 2014年8月4日翡翠台、高清翡翠台：沒女大翻身（主持：鄭裕玲）
- 2014年11月29日翡翠台、高清翡翠台：譚詠麟笑唱人生40年 （主持：鄭裕玲）
- 2015年2月16日翡翠台、高清翡翠台：家家有喜事（主持：曾華倩、糖妹、呂慧儀、張美妮）
- 2015年7月11日翡翠台：難得有心人（嘉賓主持：王祖藍、杜平、張嘉兒、倫永亮、張潤衡、喬寶寶、李浩林、郭秀雲，旁白：蘇裕邦）
- 2016年5月30日翡翠台：有種品味叫米蘭（主持：張曦雯、梁彥宗、陳貝兒）
- 真係咁都得（共兩輯）
  - 2017年8月27日翡翠台：真係咁都得（第一輯主持：林伊麗、林韋辰、黃庭鋒及譚永浩）
  - 2018年9月29日翡翠台：真係咁都得2（第二輯主持：區永權、劉穎鏇、利穎怡與鄧嘉傑）
- 2018年1月27日翡翠台：生活100錯（主持：陸浩明、余德丞、黃美棋、李旻芳、何遠東、何浩文、黃建東、林穎彤）
- 《大灣區 活好D》系列（共兩輯）
  - 2018年9月25日翡翠台：大灣區 活好D（第一輯主持：陸浩明、黃美棋、胡諾言、肥　媽、林泳淘、林伊麗、張美妮、蔣家旻、林子博、游茛維）
  - 2019年3月3日翡翠台：大灣區 活好D（第二輯主持：陸浩明、黃美棋、胡諾言、衛志豪、區永權、陳詩欣、魏芝、鄧以婷、謝芷倫、鄭衍峰）
- 2018年10月1日翡翠台：流行都市（主持：安德尊、焦浩軒、吳天佑、譚永浩、胡諾言、宋芝齡、姚嘉妮、劉彩玉、彭慧中、張美妮、陳詩欣、黃嘉雯、蔡嘉欣、謝芷倫、林秀怡、林凱恩、朱智賢、陳國賓、黃婉瑩[9][10]、黃亞保、蕭秀香、傅季馨、張錦祥、陳婉衡、曾淑雅、伍富橋、廖慧儀、關曜儁、簡思恩、杜穎珊、蘇晉霆、李寶君、林淑敏、黃美棋[9][11]、張名雅、岑杏賢、章志文、吳沚默等。）
- 2019年3月18日翡翠台：快樂中年（主持：鄭丹瑞、丁子朗、張寶兒、吳沚默、譚永浩等）
- 2019年6月17日翡翠台：8個香港（主持：譚玉瑛、杜如風、吳若希、馮盈盈、鄺潔楹、陳詩欣、戴祖儀和陳約臨）
- 2019年9月9日翡翠台：跨跨跨世代（演出嘉賓：丁子朗、李家鼎、黃美棋、孔德賢、Joe Junior、胡楓、羅天宇、蔣家旻、曾展望、游嘉欣、謝雪心、湯洛雯、劉佩玥、周筠浩、黎諾懿、黃凱儀、徐文浩、楊詩敏及鄧佩儀合作）
- 2020年9月28日翡翠台：大灣區的11種魅力（主持：袁潔儀、吳啟華）
- 姊妹淘系列（共四輯）
  - 2011年4月9日J2：姊妹淘（第一輯主持：莊思敏、羽翹）
  - 2011年10月15日J2：姊妹淘（第二輯主持：莊思敏、羽翹、楊秀惠、張名雅、葉翠翠、吳若希、王子涵[12]）
  - 2019年9月9日J2：姊妹淘（第三輯主持：莊思敏、吳若希、王子涵、張寶兒、陳詩欣、蔡嘉欣、李君妍、孫慧雪、傅嘉莉、曾淑雅）
  - 2020年7月20日翡翠台：姊妹淘（第四輯主持：莊思敏、張寶兒、陳詩欣、蔡嘉欣、李君妍、孫慧雪、傅嘉莉、曾淑雅、謝芷倫、阮嘉敏、吳紫韻）
- 星級健康系列（共三輯）
  - 2014年10月25日翡翠台：星級健康（主持：陳展鵬、陳敏之、胡定欣、陳智燊、姚子羚、黃智雯、梁烈唯、袁偉豪）
  - 2015年12月22日翡翠台：星級打工時代（主持：陳敏之、袁偉豪、姚子羚、陳展鵬、梁烈唯、胡定欣、羅仲謙、敖嘉年、唐詩詠）
  - 2017年1月7日翡翠台：星級超常任務（主持：袁偉豪、李施嬅、王君馨、張振朗、唐詩詠、楊明、岑麗香、翟威廉、陳敏之、黃子恆、鄧佩儀、黎諾懿、姚子羚、龔嘉欣、何君誠、劉佩玥、朱晨麗，旁白：張頌欣）
- 日日媽媽聲（系列）合共二輯
  - 2021年4月10日翡翠台：日日媽媽聲（主持：余安安、羅敏莊、陳凱琳，第一輯主演：林秀怡、林景程）
  - 2022年5月16日翡翠台：日日媽媽聲（主持：余安安、羅敏莊、陳凱琳，第二輯主演：陳欣茵、施焯日、鄧智堅、黃頌明、關曜儁）
- 《超級綜藝隆重登場》系列
  - 2021年4月11日翡翠台：開心大綜藝（主持：阮兆祥、林盛斌、森美、伍詠薇、農夫、陸浩明、馮盈盈、麥美恩、方力申、江美儀、吳若希、鄭丹瑞、賴慰玲、胡蓓蔚，演出：張秀文、郭子豪、何遠東、鄧智堅、泰臣、張翼東、李頊珩、吳佩隆、黃頌明、吳嘉儀、黃建東、方紹聰、林穎彤、蔡嘉欣、陳詩欣、何依婷、游嘉欣、鄧卓殷、曾淑雅、陳欣茵、黃凱儀、王祖藍、姜麗文、李梓謙、陳銳峰、黎文傑、簡家麟、李紹堅、蕭麗芠）
- 你健康嗎?系列
  - 食得好健康
  - 你健康嗎？
  - 食得健康嗎？
  - 活得健康嗎？
  - 長命不老
  - 歎得好健康
  - 2019年9月16日翡翠台：長命不老（主持：黎諾懿、麥美恩、鄧佩儀、戴祖儀、黃庭鋒、許文軒，主演：陳苑澄、黃浩霆）
- 2022年12月29日翡翠台：回家
- 2023年2月2日翡翠台：魔法伽俐略（主持：甄澤權、馮盈盈、何依婷）
- 2023年3月27日翡翠台：成人教科書（主持：洪永城）
- 2023年4月6日翡翠台：Law霸女神（主持：森美、戴祖儀、賴彥妤、魏韵芝、王嘉慧）

### 娛樂新聞相關節目
- 1976年8月12日翡翠台：影視快訊（主持：狄波拉；編導：李志中）
- 1977年1月22日翡翠台：K-100至2005年9月17日（歷年主持：何守信、韓馬利、陳復生、廖安麗、常玉霞、湯鎮業、黃淑儀、陳秀珠、林漪娸、呂靜紅、羅偉平、葉特生、符鈺晶、狄寶娜摩亞、李司棋、汪明荃、藍潔瑛、鄺佐輝、陳婉珍、鍾子綸、鮑寶齡、麥劍秋、劉淑華、鮑翠薇、杜德偉、林志美、崔嘉寶[13]、梁淑貞、黃子揚、鍾淑慧、周國麟、白茵、羅嘉良、張郁蕾、丘國良、杜麗莎、許志安、潘芳芳、王愛珊、潘宗明、王維德、梁小冰、黎芷珊、陳國邦、劉美娟、鄭敬基、翁杏蘭、周嘉玲、宣萱、鍾漢良、陳啟泰、車婉婉、陳法蓉、莫可欣、陳芷菁、鄧梓峰、梁榮忠、陳彥行、林曉峰、張錦程、吳家樂、王賢誌、黃紀瑩、歐子欣、陳鍵鋒、羅敏莊、江芷妮、張熙傑、阮德鏘、李天翔、水明琪、劉綽琪、崔建邦、唐詩詠）
  - 1977年__月__日翡翠台：K-100通訊站至1992年__月__日
  - 1993年__月__日翡翠台：K-100 93 Q版（主持：潘宗明、劉美娟、鄭敬基、宣萱）
- 198_年__月__日明珠台：明珠K-100（歷任主持：葉麗儀、狄寶娜摩亞、米蘇沙等）
- 198_年__月__日翡翠台：明珠轉播站
- 1989年4月3日翡翠台：娛樂新聞眼（主持：陳家碧、黃一山、何寶生）
- 1989年4月7日翡翠台：八通藝能界
- 1990年9月1日翡翠台：娛樂專門店（英語：Show Biz Centre）（主持：廖偉雄、陳淑蘭）
- 1991年10月__日翡翠台：銀禧通訊站
- 1992年4月__日翡翠台：週末任你點（主持：樊奕敏、何寶生）
- 1993年__月__日翡翠台：電視城分類快訊
- 1993年__月__日翡翠台：翡翠明珠直銷站
- 1993年4月__日翡翠台：娛樂俾面派對
- 1996年3月__日翡翠台：威PHONE八面娛樂圈（主持：廖偉雄、苑瓊丹）
- 1999年8月11日翡翠台：八通天地線
- 1999年__月__日翡翠台：週末快速搜畫
- 1999年10月5日翡翠台：娛樂串燒三姊妹
- 2000年__月__日翡翠台：互動娛樂圈
- 2002年6月3日翡翠台：娛樂大搜查至2005年4月22日
- 2004年1月__日翡翠台：TVB一站通（旁白：谷祖琳）
- 2004年1月__日翡翠台：翡翠明珠每晚速遞（旁白：林夏薇）
- 2005年3月__日翡翠台：K-100頭條至2005年9月18日
- 2005年9月19日翡翠台：娛樂快訊
- 2005年9月19日翡翠台：娛樂直播至2009年1月30日
- 娛樂頭條（共兩輯）
  - 2005年9月19日翡翠台：娛樂頭條
  - 2009年3月30日翡翠台：娛樂頭條
- 2005年9月23日翡翠台：娛樂七日鮮
- 2005年9月24日翡翠台：周末人氣Guide
- 年度娛樂回顧系列
  - 1990年12月29日翡翠台：論盡90娛樂圈
  - 1991年12月29日翡翠台：91娛樂新聞大派對
  - 1993年12月26日翡翠台：百變93娛樂圈
  - 2006年12月31日翡翠台：06娛樂大件事（主持：森美、阮小儀）
  - 2007年12月22日翡翠台：東張西望冬至娛樂大檢閱
  - 2008年12月27日翡翠台、高清翡翠台：東張西望08娛樂頭條
  - 2009年12月26日翡翠台、高清翡翠台：娛樂十大奇案2009（主持：崔建邦、宋熙年、龔嘉欣）
- 2008年2月1日翡翠台、高清翡翠台：數碼人氣Guide
- 2015年10月5日翡翠台、高清翡翠台：一綫娛樂（主持：周奕瑋、衛志豪、謝文欣、梁麗翹、黃煦齡、譚永浩、陳浚霆）

### 娛樂性時事節目
- 1991年__月__日翡翠台：靈通天地線（主持：吳剛）
- 1994年10月10日翡翠台：城市追擊至1999年4月9日
- 1995年__月__日明珠台：City Focus（主持：陳慧珊）（明珠台版《城市追擊》）
- 1999年4月12日翡翠台：天地最前線
- 1999年10月4日翡翠台：全線大搜查至2002年5月31日
- 2004年11月22日翡翠台：香港直播至2005年9月16日
- 2005年6月6日翡翠台：東張西望
  - 2008年2月19日翡翠台、高清翡翠台：東張西望之永恆的開心果—肥姐
  - 2008年7月25日翡翠台、高清翡翠台：東張西望香港先生前哨戰（主持：湯盈盈、王君馨）
  - 2008年9月19日翡翠台、高清翡翠台：東張西望之家好月圓夜

### 飲食節目
- 1968年9月1日翡翠台：珍饈百味（主持：譚國梅）
- 1970年__月__日翡翠台：飲食世界（主持：譚炳文[14]、丁羽）
- 美食午夜場（1989）（主持：彭健新、陳淑蘭）
- 為食開心果（共兩輯）
  - 為食開心果（英語：A Matter of Taste；1990）（主持：沈殿霞、陳嘉輝）
  - 為食開心果II（英語：A Matter of Taste II；1998）（主持：沈殿霞、魯文傑、劉曉彤）
- 勁辣IchiBan（1992）
- 食神駕到（1992）（主持：梁家仁、梁佩瑚、阮兆祥、朱咪咪）
- 為食到飛起（1994-1995）（主持：楚原、陳淑蘭、李綺虹、江欣燕、區海倫）
- 入得廚房出得SHOW（1994）（主持：安德尊、區海倫）
- 東瀛味霸大挑戰（1995）（主持：區海倫、李錦聯、楊婉儀）
- 為食到廣東（1995）（主持：李家聲、張延、陳霽平、羅霖、劉小慧、楊羚）
- 為食到日本（1996）（主持：江欣燕、歐陽震華、李家聲、樊少皇、梁榮忠、梁思浩）
- 為食到泰國（1996）（主持：錢嘉樂、黃紀瑩）
- 為食到新加坡（1996）（主持：梁思浩、劉錦玲）
- 為食到關島（1996）（主持：陳浩民、何超儀、麥家琪）
- 為食到維省（1996）（主持：陳浩民、湯寶如、趙學而）
- 為食到荷蘭（1996）（主持：李子雄、彭子晴）
- 為食到瑞士（1996）（主持：李子雄、彭子晴）
- 為食到英國（1997）（主持：陳啟泰、區海倫）
- 為食到丹麥（1997）（主持：陳啟泰、區海倫）
- 為食到台灣（1997）（主持：林保怡、鄭瑞芬、林家棟、陳彥行）
- 為食到中國（1998）（主持：陳啟泰、呂頌賢）
- 為食到澳門（1998）（主持：陳啟泰、呂頌賢）
- 為食到亞洲（1998）（主持：陳啟泰、呂頌賢）
- 為食到海外（1998）（主持：陳啟泰、呂頌賢）
- 為食到國家（1998）（主持：陳啟泰、呂頌賢）
- 為食到香港（1998）（主持：陳啟泰、呂頌賢）
- Q嘜小煮人（1998）
- 瀛珍大作戰之食樂番尋味（1999）
- 港玩港食講著數（1999）（主持：黃霑、劉曉彤、魯文傑、陳伶俐）
- 食出個味來（1999）（旁白：李彩樺）
- 吞吞吞拿魚（共兩輯）
  - 吞吞吞拿魚（1999）（旁白：蔣雅文）
  - 吞吞吞拿魚II（2000）（旁白：徐若瑄）
- 和味煮食會社（2000）（主持：陳山蔥、黃淑儀）
- 為食大贏家（2000-2001）（主持：沈殿霞、任港秀、[15]洪天明）
- 夏日煮食好拍檔（2000）（主持：吳美珩、郭耀明）
- 名人蒲點食名菜（2001-2002）（主持：李純恩）
- 名人飯局（2002）（主持：陳任）
- 日日有食神（共五輯）
  - 2002年7月31日翡翠台：日日有食神（主持：梁文韜）
  - 2003年5月9日翡翠台：日日有食神（主持：梁文韜）
  - 2004年5月6日翡翠台：日日有食神（主持：梁文韜、韓君婷、姚嘉妮、張美妮、蔡潔雯）
  - 2005年11月20日翡翠台：日日有食神（2005-2006）（主持：梁文韜）
  - 2009年3月1日翡翠台、高清翡翠台：日日有食神（主持：梁文韜、王君馨、張美妮、官恩娜、宋熙年）
- 世界滋補（2003）
- 2003年6月23日翡翠台：中西食療坊
- 2003年8月18日翡翠台：總廚有請（主持：蔡子健、袁彩雲、李彩寧）
- 2003年11月24日翡翠台：食通香港地（主持：林曉峰、袁彩雲、黃紀瑩）
- 2004年2月5日翡翠台：睇餸食飯（主持：谷德眧、楊洛婷）（李錦記特約）至2004年4月29日
- 2004年9月2日翡翠台：美味齋Talking（主持：楊思琦、楊洛婷、文頌嫻）至2004年10月7日
- 近廚得食（共三輯）
  - 2005年1月30日翡翠台：近廚得食（主持：黃德如、余健志）至2005年4月17日 TVB網頁
  - 2006年4月2日翡翠台：近廚得食（主持：余健志、周汶錡）（永安旅遊特約）至2006年7月9日 TVB網頁（页面存档备份，存于）
  - 2007年10月7日翡翠台：近廚得食（主持：余健志）至2008年1月20日 TVB網頁（页面存档备份，存于）
- 吾湯吾水（共三輯）
  - 2005年5月18日翡翠台：吾湯吾水（主持：黃淑儀）至2005年7月6日
  - 2005年9月19日翡翠台：吾湯吾水．秋冬篇（主持：黃淑儀）至2005年12月12日
  - 2007年7月8日翡翠台：吾湯吾水．嚐鮮篇（主持：黃淑儀）至2007年9月30日 TVB網頁（页面存档备份，存于）
- 2005年7月31日翡翠台：回味無窮（主持：歐陽應霽、周汶錡）至2005年11月
- 2006年2月13日翡翠台：為食救兵（主持：謝寧、謝天華）
- 2006年5月15日翡翠台：區區食樂好路線（主持：李雨陽、林莉）（九巴特約）
- 2006年6月1日無綫生活台、星級廚房（主持：周中師傅）（德國寶特約）
- 和味無窮（共二輯）
  - 2006年7月16日翡翠台：和味無窮（主持：李純恩、官恩娜、鄭威濤）（味千拉麵特約）至2006年10月1日
  - 2008年2月3日翡翠台、高清翡翠台：和味無窮（主持：徐淑敏、鄭威濤）（板長壽司呈獻）
- 2006年10月14日翡翠台：請君入席（主持：谷德昭、韓君婷）（澳門鉅記餅家特約）
- 2006年10月15日翡翠台：食盡東西（主持：袁彩雲、陳嘉容）
- 2006年11月4日翡翠台：學廚出餐（主持：周中、毛舜筠）
- 2007年1月7日翡翠台：原裝入口（主持：周汶錡、陳志健）至2007年3月18日
- 蔡瀾飲食系列（共兩輯）
  - 2007年4月22日翡翠台：蔡瀾逛菜欄（主持：蔡瀾、楊崢、張美曦、鄧璐、涓子）（澳門鉅記餅家十周年呈獻）（與深圳衛視聯合製作）至2007年7月29日
  - 2008年5月25日翡翠台：蔡瀾歎名菜（主持：蔡瀾、蘇玉華、黃宇詩、Amanda S.）（加德士特配Techron R汽油特約）
- 2007年5月12日翡翠台：食出香港情（香港高飛母親節呈獻）
- 2007年9月24日翡翠台：開心聊齋（主持：關菊英、游茛維；嘉賓主持：陳志雲）（功德林呈獻）至2007年12月3日
- 2008年1月7日翡翠台、高清翡翠台：食到篤、問到篤（主持：鄧健泓；嘉賓主持：周麗淇、楊崢、姚嘉妮、徐淑敏、吳日言、葉翠翠、楊思琦、陳茵媺）
- 2008年4月1日生活台、覓食天下（主持：盧覓雪）
- 2008年5月4日翡翠台、高清翡翠台：媽媽真的愛您（主持：陳敏之）
- 2008年7月19日翡翠台：我的衛食女友
- 蘇good系列（共七輯）（主持：蘇施黃）
  - 2008年9月22日翡翠台、高清翡翠台：蘇good
  - 2008年11月24日翡翠台、高清翡翠台：蘇good
  - 2009年1月19日翡翠台、高清翡翠台：So Far蘇good過牛年
  - 2009年8月24日翡翠台、高清翡翠台：蘇good
  - 2010年2月22日翡翠台、高清翡翠台：蘇good
  - 2011年10月9日翡翠台、高清翡翠台：京都蘇good
  - 2015年2月21日翡翠台、高清翡翠台：So Far蘇good過新年
- 2008年11月9日翡翠台、高清翡翠台：名人飯堂
- 2009年1月4日翡翠台、高清翡翠台：品味咖啡（主持：陳豪）（捷榮咖啡呈獻）
- 2009年4月26日翡翠台、高清翡翠台：天使甜品Go Go Goal（喜力特約）
- 2009年6月21日翡翠台、高清翡翠台：咁至識食（主持：周汶錡、徐淑敏、馬賽、莫樹錦）
- 2009年9月27日翡翠台、高清翡翠台：蔡瀾品味（主持：蔡瀾、郭羨妮、林莉）
- 2010年6月27日翡翠台、高清翡翠台：名人廚房
- 2010年11月15日翡翠台、高清翡翠台：為食一條街（主持：林澄光、高海寧、陳敏之）
- 「街坊廚神」系列（主持：金剛、阮小儀）
  - 2011年5月3日翡翠台、高清翡翠台：街坊廚神
  - 2012年11月18日翡翠台、高清翡翠台：街坊廚神食四方
  - 2015年4月26日翡翠台、高清翡翠台：街坊廚神舌戰新台韓
  - 2016年1月30日翡翠台、高清翡翠台：街坊廚神舌戰愛情食物鏈
  - 2016年10月30日翡翠台：街坊廚神舌戰東京
  - 2017年1月29日翡翠台：街坊廚神番外篇の開年舌戰
  - 2018年9月3日翡翠台：街坊廚神重出江湖
- 2011年9月13日翡翠台、高清翡翠台：怒食街頭（主持：林子善、滕麗名）
- 2011年10月15日翡翠台、高清翡翠台：香港美食100強（主持：歐陽靖、林穎彤、張莉莎、朱希敏）
- 2013年1月14日翡翠台、高清翡翠台：搵食（主持：肥媽）
- 2014年3月31日J2：搵食飯團（主持：趙希洛、彭慧中、鄧伊婷 (鄧以婷/鄧議婷)、周志康、孫慧雪、王子涵、丘梓謙、蔚雨芯、羅鈞滿、李佳芯、鄧佩儀、陳凱琳、陳國峰、溫家偉、吳業坤、文雅）
- 2014年12月28日翡翠台、高清翡翠台：明星愛廚房（主持：麥長青、岑麗香）
- 2015年10月24日翡翠台、高清翡翠台：閨密教煮（主持：側田、梁家玉）
- 2016年5月1日翡翠台：男人食堂（主持：金剛、梁競徽、許紹雄）
- 2021年1月4日翡翠台：煮場爭霸（主持：張錦祥、黃亞保）
- 2021年8月23日翡翠台：煮戰（主持：江美儀、張錦祥、黃亞保、黃永幟、余健志、宋芝齡、梁芷珮、Catherine Wong、陳鍾鴻、楊國基、李家鼎）
- 《輝哥為食遊》系列（共四輯）
  - 2018年3月3日翡翠台：輝哥為食遊（第一代主持：吳錫輝、糖妹）
  - 2019年7月21日翡翠台：輝哥為食遊II（第二代主持：吳錫輝、林秀怡）
  - 2020年5月24日翡翠台：輝哥為食遊III（第三代主持：吳錫輝、李璧琦）
  - 2021年5月15日翡翠台：輝哥為食遊IV（第四代主持：吳錫輝、馮盈盈、吳鎮宇、米雪、張德蘭、羅家英、蔡一傑、宣萱、黎耀祥、陳凱欣、鄭子誠、劉倩怡）
- 香港美食一條街（共兩輯）
  - 2019年8月17日翡翠台：香港美食一條街（主持：糖妹、黃美棋、鄺潔楹）至2019年12月21日
  - 2019年12月22日翡翠台：美食一條街 順德篇（主持：糖妹、黃美棋、鄺潔楹）
- 食平D系列（共十一輯）（主持：肥媽、陸浩明、馮盈盈、莊子璇、宋宛穎）
  - 2013年4月29日翡翠台、高清翡翠台：食平D（第一輯）
  - 2014年4月14日翡翠台、高清翡翠台：食平DD（第二輯）
  - 2015年4月27日翡翠台、高清翡翠台：食平3D（第三輯）
  - 2015年12月28日翡翠台、高清翡翠台：暖DD·食平D（第四輯）
  - 2016年8月8日翡翠台：今個夏天食平D（第五輯）
  - 2017年4月17日翡翠台：阿媽教落食平D（第六輯）
  - 2018年5月7日翡翠台：食好D 食平D（第七輯）
  - 2018年10月29日翡翠台：肥媽優質食好D 番外篇（第八輯）
  - 2019年4月1日翡翠台：食好D 食平D（第九輯）
  - 2020年4月13日翡翠台：健康食平D（第十輯）
  - 2025年6月30日翡翠台：食好D（第十一輯）
- 我係小廚神系列（共四輯）（主持：林盛斌、黃翠如、麥美恩、黃碧蓮）
  - 2014年9月27日翡翠台、高清翡翠台：我係小廚神（第一輯）
  - 2015年8月8日翡翠台、高清翡翠台：我係小廚神（第二輯）
  - 2017年9月2日翡翠台：我係小廚神（第三輯）
  - 2017年12月22日翡翠台：我係小廚神（新加坡篇）
- 美女廚房系列（旁白：蘇強文）
  - 2006年5月28日翡翠台：美女廚房（主持：鄭中基、梁漢文、方力申、鄭裕玲、錢嘉樂、謝珊珊、黃卓慧、謝兆、孫慧雪、陳文靜）
  - 2006年10月15日翡翠台：美男廚房四大熱葷
  - 2006年10月22日翡翠台：美男廚房美點雙輝
  - 2007年2月17日翡翠台：美女廚房團年飯
  - 2009年4月5日翡翠台、高清翡翠台：美女廚房（主持：鄭中基、梁漢文、方力申、蘇永康、森美、劉俐、陳蕊蕊、王淑玲、丁樂鍶、王寶寶、陳家穎、關宛珊、梁懿晴）
  - 2018年6月2日翡翠台：美女廚房（主持：蕭正楠、林盛斌、張振朗、陳諾忠、鄧嘉傑）
- 阿爺廚房系列（共五輯）（主持：李家鼎、譚玉瑛）
  - 第一輯：2016年12月12日
  - 第二輯：2017年7月17日
  - 阿爺big big廚房：2017年8月20日（Big Big Channel篇）
  - 第三輯：2018年12月17日
  - 阿爺賀歲攻略：2019年2月3日（新年及賀歲版篇春節後時段內播出）
  - 第四輯：2019年12月9日
  - 第五輯：2020年10月12日
  - 2020年11月30日：鼎爺做節攻略
- May姐有請（共兩輯）
  - 2011年11月6日翡翠台、高清翡翠台：May姐有請（第一輯主持：馮美基、曾華倩）
  - 2013年4月21日翡翠台、高清翡翠台：May姐有請（第二輯主持：馮美基、楊思琦、沈卓盈、胡諾言）
- 吾淑吾食（共四輯）
  - 2013年11月3日翡翠台、高清翡翠台：吾淑吾食第一輯（主持：黃淑儀、黎志安）
  - 2014年1月31日翡翠台、高清翡翠台：吾淑吾食 盆滿缽滿過肥年（主持：黃淑儀）
  - 2015年5月2日翡翠台、高清翡翠台：吾淑吾食第二輯（主持：黃淑儀）
  - 2017年2月5日翡翠台：吾淑吾食澳洲、新加坡篇（主持：黃淑儀、洪天明、蘇玉華、梁嘉琪）
  - 2018年9月2日翡翠台：吾淑吾食溫哥華篇（主持：黃淑儀）
- 2023年1月2日翡翠台：做節必食18道菜（主持：黃亞保、蕭秀香、祈積奇、黎諾懿、陳敏之、蕭正楠、區永權、伍仲衡、陳自瑤、黃翠如、何依婷、劉穎鏇、何廣沛、思霆、郭子豪、譚俊彥、蔣家旻、戴祖儀、江嘉敏）
- 2023年3月6日翡翠台：健康必殺食（主持：陸浩明、鄭衍峰）
- 2023年4月24日翡翠台：肥媽李鼎（主持：肥媽、李家鼎、游嘉欣）
- 2025年3月24日翡翠台：飲茶（主持：關楓馨、馮盈盈、羅家英）
- 2025年7月19日翡翠台：《最紅大廚》煮將之爭（主持：安成宰）

### 旅遊節目
- 1970年__月__日翡翠台：港九遊踪（主持：朱維德）
- 風物誌（1982-1987）（主持：周永傑）
- 大江南北系列（英語：China's Travelogue；1979、1985-1996、1999，主持：陳美琪、魏綺清）
- 寰宇風情系列（英語：Scenic Journeys；1988-1996）（第1-4輯廠景固定主持：潘宗明）（共270集）
- 大溪地風情（1991）
- 寰宇奇觀大挑戰（由星晨旅遊贊助）（1992-1993）（第1輯主持：潘宗明、江欣燕、第2輯廠景固定主持：廖偉雄）
- 永安旅遊話你知：點解咁好玩系列（由永安旅遊贊助）（1990-2002）（遊埠篇主持：李家聲、林其欣、翁杏蘭、陳家碧、陳珮珊、陳淑蘭、陳嘉輝、廖偉雄、蔣志光，紐西蘭篇主持：張玉珊、蘇永康、江希文，新加坡篇主持：孫耀威、陳松伶、胡櫻汶，香港篇/中國篇主持：蔡嘉莉、李文標、胡櫻汶）
- 新華旅遊輕輕鬆鬆世界通（由新華旅遊贊助）（1993）（主持：潘宗明）
- 康泰最緊要好玩系列（由康泰旅行社贊助）（1994-2003）（主持：呂頌賢、江華、李克勤、馬德鐘、魏駿傑、黃日華、鄧浩光、羅嘉良、吳啟華、張家輝、林家棟、古天樂、張兆輝、張智霖、歐陽震華、林保怡、林文龍、林敏俐、胡家惠、左慧琪、嘉碧儀及蔡潔雯）
- 美妙新旅程（由康泰旅行社贊助）（1995）（主持：呂頌賢、陳法蓉、蔡少芬、吳家樂、周海媚、馬浚偉、張沅薇、江欣燕、李樂詩、曹永廉、陳浩民）
- 奇程萬里（1996）（主持：任達華、錢嘉樂、林漪娸、魏駿傑、莫可欣、朱慧珊、曾華倩、陳法蓉等）
- 軒琴寫意丹麥遊（1996）（主持：汪明荃）
- 星晨旅遊日本完全Shopping手冊（1996）（主持：阮兆祥、區海倫）
- 康泰玩玩玩、反斗遊樂場（由康泰旅行社贊助）（1996-1997）
- 寰宇風情：北海道特輯（1996）（主持：黃瑩、何寶生）
- 星晨旅遊奇趣繽紛西班牙日本遊（1997）（主持：陳曉東、王馨平、彭子晴、郭耀明、海俊傑、黃紀瑩、陳琪）
- 康泰旅遊新、特、搜（1997-1998）（主持：蔡子健、歐倩怡、祝文君、湯盈盈、李珊珊、何韻詩）
- 康泰最緊要好玩 澳洲旅遊新發現（1998）（主持：黃日華、梁珮盈、陳穎妍、何寶生）
- 永安中國遊 吃喝玩樂在福建（1998）（主持：汪明荃、袁彩雲、何寶生）
- 地球大搜索（1998）（主持：海俊傑、劉倩怡、蔡子健、李明慧）
- 旅遊大搜索（1998、2002-2003）
- 蔡瀾嘆世界（1998-1999）（主持：蔡瀾、李綺紅、李珊珊）
- 蔡瀾遨遊三藩市（1998）（主持：蔡瀾）
- 蔡瀾遨遊伊斯坦堡（1998）（主持：蔡瀾）
- 吃喝玩樂中國遊系列（1998）（主持：劉永健、劉錦玲、羅敏莊、海俊傑、姚瑩瑩、關寶慧、陳啟泰、梁婉靜、徐濠縈、駱達華、黎瑞恩、陳少霞）
- 江山如此多嬌（1998）
- 江山任我行（1998）
- 原來香港咁好玩（1998）
- 麗星郵輪海陸暢遊鬥多FUN（1998）（主持：魏駿傑、梁雪湄[16]、朱健鈞、莫家堯、莫可欣、蔡安蕎）
- 潮汕知識萬里行（1998）（主持：蔡子健、陳霽平）
- 新華旅遊反斗俱樂部（1999）（主持：蓋世寶、歐倩怡）
- 麗星郵輪豪華暢遊SUPER FUN（1999）
- 麗星郵輪海陸暢遊SUPER FUN（1999）
- 1999年9月7日翡翠台：永安旅遊至叻至嘆系列（由永安旅遊贊助）（主持：陳百祥）
- 康泰帶你36小時遊廣東（1999）
- 旅遊真的感受系列（由星晨旅遊贊助）（2000-2001）（主持：張崇德）
- 山水有傳奇（2000）（主持：曹眾、潘芳芳、趙靜儀）
- 馬來西亞非常遊（2000）（主持：盧慶輝、李珊珊、魏駿傑）
- 麗星郵輪愛情幸運號（2000）
- 香港暑假真好玩（2001）
- 精叻自遊72小時（2001）（主持：曾偉權、趙靜儀、丘凱敏、張德豪、黃翊、鍾麗淇、楊怡、蓋世寶）
- 深圳動感自遊新天地（2002）
- 歷險系列
  - 南極追蹤（1995）（主持：陶大宇、梁榮忠；監製：李慰萱）
  - 北極追蹤（1996）（主持：羅嘉良、黃智賢；監製：李慰萱）
  - 沙漠追蹤（1997）（主持：王喜、關寶慧、李家聲；嘉賓主持：黎瑞恩）TVBI網頁（页面存档备份，存于）
  - 再創高峰（1999）（主持：蔡子健、鄧健泓、鍾麗淇）
  - 勇闖恐龍島（2000）（主持：林峯、鄧健泓、趙翠儀）
  - 2005年11月7日翡翠台：神山（主持：司徒瑞祈、陳鍵鋒、陳松伶、李詩韻、高鈞賢、胡定欣）（永安旅遊特約）
    - 神山雨林四億年（濃縮版）

  - 2007年11月4日翡翠台：勇闖玉珠峰（主持：郭羡妮、崔建邦、梁榮忠）（Sony鉅獻）至2007年12月2日
  - 2008年11月3日翡翠台、高清翡翠台：冰天動地（主持：陳志雲、謝安琪、陳鍵鋒、廖碧兒）（Nikon數碼相機特約）至2008年11月21日
- 狂奔系列
  - 2001年11月17日翡翠台：熱帶雨林蜜月狂奔（主持：鄧浩光[17]、康子妮）（地點：澳洲昆士蘭，參賽者：馬德鐘、張可頤及四對準新人） TVB網頁
  - 2002年11月2日翡翠台：大學群英越野狂奔（主持：鄭嘉穎、鄧萃雯）（地點：澳洲昆士蘭，參賽者：韓君婷、王合喜及十位大學生） TVB網頁節目足本重溫 - MYTV[永久]
  - 2003年11月15日翡翠台：紀律精英怒雪狂奔（主持：王合喜、黃卓玲）（地點：芬蘭，參賽者：馬德鐘、黃安琪及八位紀律部隊人員） TVB網頁
- 深海獵奇系列
  - 大堡礁之旅（2000）（主持：陳山聰、黃佩霞、梁琤）
  - （2001）（主持：朱維德、李家聲、陳彥行、張美妮） TVB網頁
  - 香港深海獵奇（2003）
- 永安旅遊帶你嘆世界系列（2000）（主持：林曉峰、蔡子健）
- 星晨旅遊真程趣系列（2002-2004）（由星晨旅遊贊助）
- 動感自遊新天地系列（2002）
- 2002年8月25日翡翠台：小眼睛看中山水鄉（主持：麥長青、李浩林、黃安琪）
- Iki iki東京速遞系列（2002）
  - Iki iki東京速遞（2002）（主持：江芷妮、張熙傑）
  - 2002年12月19日翡翠台：Iki iki東京速遞2003
- 2002年6月11日翡翠台：夏日情牽北海道（主持：胡杏兒、何綺雲）
- 2002年9月27日翡翠台：魅力上海
- 麗星郵輪特約：飄洋愛海名家小說（2003）
- 香港非常遊系列（2003）（主持：朱維德、羅貫峰、黃紀瑩、張美妮、利嘉兒、黃泆潼）
- 探索之旅系列（2003）
- 加倍開心之旅系列（2003）
- 2003年9月19日翡翠台：開心玩樂每一區
- 中國遊精選系列（2003）
- 旅遊全面睇（2003）（主持：林保怡）
- 2002年8月13日翡翠台：自遊新天地
- 2003年10月6日翡翠台：奇妙海上旅「情」
- 關鍵中國遊精選：苗族 笙樂之鄉（2003）
- 開心自遊系列（2004）（主持：鄭子誠、丘凱敏）
- 2004年4月10日翡翠台：香港開心自遊行
- 2004年9月14日翡翠台：瀟灑走一回（主持：紀曉華）
- 江山如畫系列
  - 2005年11月23日翡翠台：張家界篇（主持：葉青霖、朱慧敏）（中航假期特約）
  - 2006年1月6日翡翠台：武夷山篇（主持：葉青霖、何綺雲）（中航假期特約）
  - 2006年3月31日翡翠台：雁蕩山篇（主持：葉青霖、曹眾）
  - 2006年7月26日翡翠台：杭州篇（主持：鄧達智、羅敏莊）
  - 2007年5月14日翡翠台：肇慶篇（主持：葉青霖、陳芷菁）
- 2005年5月26日翡翠台：開心「睇」驗大自然
- 澳門新概念（2006）（主持：李純恩、劉綽琪）
- 向世界出發（共三輯）（旁白：韋家晴）
  - 2006年4月10日翡翠台：向世界出發（DHL特約）（嘉賓：羅家英、周汶錡、林莉、羅蘭、林嘉欣、夏雨、胡杏兒、米雪、鄭伊健）
  - 2007年3月12日翡翠台：向世界出發（DHL特約）（嘉賓：謝霆鋒、曾志偉、蔡少芬、梁詠琪、廖偉雄、汪明荃、陳鍵鋒）
    - 2008年3月13日翡翠台、高清翡翠台：走進世界（部份集數由縱橫游特約）

  - 2008年6月23日翡翠台、高清翡翠台：向世界出發（DHL特約）（嘉賓：周海媚、趙雅芝、陳曉東、余慕蓮、謝賢、鄭丹瑞、方力申、林燕妮）
    - 2008年6月24日翡翠台、高清翡翠台：走進世界（金怡旅遊特約）
- 香港玩到篤（2006）（主持：吳家樂、戴夢夢）
- 江山美人（2006）（主持：林保怡、王喜、夏雨、徐淑敏）（康泰旅行社特約）
- 番禺玩樂新體驗（2006）（廣州長隆集團特約）
- 2007年1月5日翡翠台：直睹黃龍（主持：曹眾）
- 日本東北祭（共兩輯）
  - 2007年1月25日翡翠台：日本東北祭（主持：王翠玲）（EGL東瀛遊特約）
  - 2008年9月28日翡翠台、高清翡翠台：日本東北咁過祭（縱橫遊特約）（主持：麥浚龍、周國賢、龔嘉欣、王淑玲）
- 2007年2月26日翡翠台：雪映移城（主持：王翠玲、裕美）（EGL東瀛遊特約）
- 2007年8月22日生活台：潮遊泰國（永安旅遊呈獻）（主持：胡慧沖）
- 2007年12月10日翡翠台：茶馬古道逍遙遊（主持：江若琳）（香港中國旅行社特約）至2007年12月24日
- 2008年1月8日翡翠台：永安旅遊湖南篇：美景湘輝（主持：謝天華、曾華倩、米雪、吳家樂、周家蔚、吳日言、洪天明）
- 2008年2月3日翡翠台、高清翡翠台：過山車王賀新歲（主持：石修、曾華倩、安德尊、陳鍵鋒、李雨陽、黃長發、周美欣、王君馨）（廣州長隆集團特約）
- 現代塵世美（共五輯）
  - 2008年2月22日翡翠台、高清翡翠台：澳洲篇（主持：陳奕迅）至2008年3月21日
  - 2008年11月2日翡翠台、高清翡翠台：瑞士篇（主持：容祖兒）（Panasonic LUMIX數碼相機呈獻）至2008年11月30日
  - 2009年8月18日翡翠台、高清翡翠台：芬蘭篇（主持：張家輝）至2009年8月22日
  - 2009年12月2日翡翠台：韓國篇（主持：楊千嬅）至2009年12月30日
  - 2011年3月7日翡翠台、高清翡翠台：澳大利亞篇（主持：王祖藍）至2011年3月12日
- 2008年5月11日翡翠台、高清翡翠台：好友移城（主持：林保怡、蘇玉華、廖碧兒、鄭融、I Love You Boyz、胡諾言、梁榮忠、周麗淇、蘇志威、鄭伊健、林嘉欣）（EGL東瀛遊特約）
- 2008年7月25日翡翠台：戲王群英會（廣州番禺長隆旅遊特約）（主持：林嘉華、馬國明、張美妮、張嘉兒）
- 2008年11月24日翡翠台、高清翡翠台：頑遊關西（永安旅遊呈獻）（主持：鍾舒漫、周美欣、龔茜彤、蔣家旻）
- 2009年6月13日翡翠台、高清翡翠台：至尊繽紛假期 (廣州新長隆酒店)（演出：關菊英、李香琴、胡定欣、鄧上文、麥皓兒、黃浩然、蕭正楠）
- 2009年7月4日－2009年7月25日翡翠台、高清翡翠台：名園美食遊、奇妙生態遊、情迷浪漫遊、薰衣美麗遊（德慶盤龍峽特約）（主持：楊崢、葉翠翠、胡杏兒、洪天明、陳自瑤）
- 2009年8月6日翡翠台、高清翡翠台：櫻紅醉了（主持：周麗淇）
- 2009年9月6日翡翠台、高清翡翠台：世界第一長壽村（主持：曹永廉、高海寧）
- 2009年12月19日翡翠台、高清翡翠台：尋味葡萄（主持：黃宗澤、葉澍堃、郭偉信）
- 2012年11月5日翡翠台、高清翡翠台：走過烽火大地（主持：洪永城）
- 走過浮華大地系列（共兩輯）   
  - 2013年4月15日翡翠台、高清翡翠台：走過浮華大地（第一輯）（主持：洪永城、黃翠如、湯洛雯）
  - 2013年8月26日翡翠台、高清翡翠台：走過浮華大地 亞洲篇（第二輯）（主持：黃翠如、洪永城）
- 2013年9月9日翡翠台、高清翡翠台：度身訂造旅行團（主持：黃山怡、黃心穎、朱千雪、金剛）
- 2014年5月12日翡翠台、高清翡翠台：走過足球聖地（主持：黃翠如、洪永城）
- 這個聖誕不太冷系列（共三輯）
  - 2014年12月22日翡翠台、高清翡翠台：這個聖誕不太冷（主持：周奕瑋、胡鴻鈞、許廷鏗、吳若希、林欣彤、黎芷珊、黃曉明、許文軒、梁烈唯、王梓軒、陳國峰）
  - 2015年12月21日翡翠台、高清翡翠台：這個聖誕不怕冷（主持：梁嘉琪、李佳芯、麥美恩、張秀文、梁烈唯、王梓軒、陳國峰）
  - 2017年2月13日翡翠台：這個冬天不太冷（主持：鄭俊弘、何雁詩、譚嘉儀）
- 2014年11月10日翡翠台、高清翡翠台：超齡打工假期（主持：譚詠麟、鄭裕玲、彭健新、陳百祥、田蕊妮、王菀之、許紹雄、梁烈維、劉碧麗、顧芮寧）
- 2015年3月2日翡翠台、高清翡翠台：蜜月到訪（主持：王祖藍、李亞男，旁白：黃啟昌）
- 2015年5月2日翡翠台、高清翡翠台：賞遊澳門（主持：陳婉衡、何雁詩、陳潔玲、陳偉琪、歐陽巧瑩）
- 2015年5月30日翡翠台、高清翡翠台：過節（主持：陸浩明、姚子羚、洪永城、鄭俊弘、林欣彤、周奕瑋、陳智燊、崔建邦、黃智雯）
- 2015年11月9日翡翠台、高清翡翠台：Do姐去Shopping（主持：鄭裕玲；嘉賓：黃翠如、農夫、陳敏之、沈震軒、馬國明、梁競徽、鄭俊弘）
- 在那遙遠的地方系列（共兩輯）（主持：洪永城）
  - 2015年8月31日翡翠台、高清翡翠台：在那遙遠的地方
  - 2016年4月11日翡翠台：在那遙遠的地方－古巴
- 2016年5月8日翡翠台：玩盡澳門無限式（主持：朱智賢、陳偉琪、陳芷尤、劉溫馨）
- 2016年5月9日翡翠台：星星探親團（主持：麥明詩、陳庭欣、陳凱琳、麥美恩、沈震軒、苟芸慧、李施嬅、岑麗香、王貽興、蔡思貝、陳智燊、宋熙年）
- 2016年11月21日翡翠台：一屋老友去旅行（主持：歐陽震華、滕麗名、羅蘭、劉江、呂慧儀、張頴康、張彥博、盧宛茵）
- Go! Yama Girl/山系女行Yama Girl系列（共四輯）
  - 2014年5月12日J2台：（第一輯主持：李佳芯、蔡思貝、陳嘉寶、王敏奕、曹思詩、葉麗嘉、方珈悠）至2014年8月7日
  - 2014年11月24日J2台：（第二輯主持：蔣家旻、陳婉衡、張秀文、歐陽巧瑩、陳偉琪）至2015年1月1日
  - 2014年6月6日J2台：（第一輯主持：李佳芯、蔡思貝、陳嘉寶、王敏奕、曹思詩、葉麗嘉、方珈悠）至2014年9月12日
  - 2014年11月28日J2台：（第二輯主持：蔣家旻、陳婉衡、張秀文、歐陽巧瑩、陳偉琪）至2015年1月2日
- 三個四個小生系列（共兩輯）
  - 2013年11月18日翡翠台、高清翡翠台：三個小生去旅行（主持：謝賢、胡楓、Joe Junior）
  - 2015年8月17日翡翠台、高清翡翠台：四個小生去旅行（主持：謝賢、曾江、胡楓、Joe Junior）
- 2017年9月18日翡翠台：胡說八道真情假期（主持：胡杏兒、胡定欣、胡蓓蔚、姚子羚、李施嬅、黃智雯）
- 2019年6月3日翡翠台：如果這樣生活（主持：黎諾懿、袁文傑、李佳芯、張頴康、余德丞、朱千雪、楊明、陳煒、洪永城）
- 2019年8月19日翡翠台：12個夏天（英語：12 Summers，主持：劉穎鏇、張振朗、謝東閔、鄧佩儀、丁子朗、麥凱程、孔德賢、張寶兒、陳家樂、連詩雅、張曦雯、羅天宇）
- 2019年10月7日翡翠台：出走澳洲（主持：黃翠如、洪永城）
- 2020年6月1日翡翠台：兩個小生去Camping（主持：周柏豪、袁偉豪）

### 文化及教育節目
- 1967年__月__日翡翠台：英語講座（英語：ENGLISH BY TELEVISION）（主持：劉家傑、黃翠薇等）
- 19__年__月__日翡翠台：國語講座
- 196_年__月__日翡翠台：喼士頓大特寫（電影評論節目）（主持：簡而清）
- 1968年__月__日翡翠台：中國武術（主持：梁安，編導：梁偉民；副導演：陳寶珠）
- 1968年__月__日翡翠台：星辰校際盃問答比賽（中學生問答比賽）（歷任主持：許冠文、劉家傑）
- 1970年__月__日明珠台：電影介紹（主持：雲信．薛柏）
- 1970年__月__日明珠台：粵語講座
- 1970年__月__日翡翠台：日語講座
- 1970年__月__日翡翠台：校外進修講座
- 1970年6月2日翡翠台：攝影漫談（主持：熊文遇）
- 1970年9月26日明珠台：星辰校際盃英語問答比賽（中學生問答比賽）
- 1972年7月16日翡翠台：溫故知新（1972-1984）（小學生問答比賽）（歷任主持：殷巧兒(1972-1977)、羅玉琪、莫鳳儀）
- 1972年__月__日翡翠台：蒙太奇（電影評論節目）（歷任主持：狄娜、林燕妮）至1976年7月8日
- 197_年__月__日翡翠台：試映室（電影評論節目）（歷任主持：黃霑、王天林）
- 1977年3月6日翡翠台：查根問底（匯豐銀行特約之青少年節目）（主持：鄧英敏、程乃根、謝玉英）（共26輯）
- 1978年7月31日翡翠台、明珠台：明日世界（匯豐銀行特約之節目）（明珠台主持：莊威烈，翡翠台主持：石修、歐陽佩珊，編導：林麗真）
- 1979年3月4日翡翠台：每事問（匯豐銀行特約之青少年節目）（主持：陳復生、李儉禧、何其寧、張祖禧）
- 生命之源（共兩輯）
  - 生命之源（1980）
  - 生命之源續集（1985-1986）
- 永安青年通訊站（1983）
- 每日一字（1983-1987）（主持：林佐瀚）
- 動向索引（1984-1989）
- 國寶精華（1986-1988）（主持：李有毅）
- 西藏（1986）
- 常識顯像管（1987-1989）（主持：羅志強）
- 黃河（1987）
- 長城（1988）
- 無限生機（1990）
- 香港特種市民（1990）
- 超感官世界（1990）
- 神秘大接觸（1991）（主持：鄧梓峰、魏綺清）
- 現代軍備大揭秘（1991）
- 中藝京華匯寶（1991-1992）
- 感官大觸角（1992）（旁白：甄子丹）
- 不可思議的地球（1994-1995）（主持：鄭丹瑞；旁白：林尚武）
- 四字真言好易通（1994-1995）（主持：黃霑、唐基明，旁白：梁漢威）
- 文化廣場（1995-2019）（逢星期日早上播出）（主持：張錦程、吳美珩、蘇敏聰、潘芝莉、姚瑩瑩、曹眾、鄧健泓、劉綽琪、余文詩、黃宇詩、陳琪、水明琪、張美妮、朱維德、章志文、關宛珊）
- 聯中傳奇（1996）（主持：黃霑、黃悅）
- 繞著神州走（1996-1997）（主持：鄭丹瑞、張延、張錦程、湯盈盈）
- 海外龍情篇（1998）
- 九孩之家（2000）
- 犀牛俱樂部（2000）（主持：陶傑、劉天賜、劉綽琪）
- 大學之道（2001）
- 2002年10月7日翡翠台：笑談普通話（主持：利嘉兒）
- 2003年6月9日翡翠台：正字工程（主持：黃念欣）
- 2003年9月1日翡翠台：快譯通快趣學英語（主持：楊婉儀）
- 2003年12月6日翡翠台：文化新領域（逢星期六早上播出）（主持：溫裕紅、蘇敏聰、何傲兒、朱滙林、張秀文、張景淳、焦浩軒、李芷晴、莊思明、彭慧中、阮政峰）
- 2005年1月24日翡翠台：大長今短說（主持：林保怡）
- 2005年5月2日翡翠台：醫道小百科（主持：崔建邦）
- 2005年9月19日翡翠台：細說大奧（主持：胡杏兒）
- 全球搵銀攻略（2006）（日語：地球市場・富の攻防）（日本放送協會製作）
- 細說名城系列（共七輯）
  - 2006年1月25日翡翠台：英國篇（主持：陶傑）至2006年3月15日MyTV網頁[永久]
  - 2006年3月22日翡翠台：日本篇（主持：陳奕迅）至2006年4月12日MyTV網頁[永久]
  - 2006年4月19日翡翠台：芬蘭篇（主持：邵家臻）至2006年5月3日
  - 2006年5月10日翡翠台：波蘭篇（主持：陶傑）至2006年6月7日MyTV網頁[永久]
  - 2006年11月17日翡翠台：意大利篇（主持：陳慧珊）（金怡假期特約）至2006年12月29日MyTV網頁[永久]
  - 2007年12月7日翡翠台：英國篇（主持：陶傑）至2008年1月18日MyTV網頁[永久]
  - 2009年9月23日翡翠台：德國篇（主持：謝安琪）至2009年11月4日TVB網頁（页面存档备份，存于）
- 2006年9月11日翡翠台：滙財一點通（主持：馬浚偉）
- 2006年10月15日翡翠台：最緊要正字（主持：王貽興、徐淑敏、沈卓盈，嘉賓：何文匯、歐陽偉豪、康寶文、黃念欣）至2007年2月24日（金怡假期特約）TVB網頁（页面存档备份，存于）
- 2006年12月7日翡翠台：普通話通天下（語常會普通話節2006）
- 2007年1月2日翡翠台：課堂由我創
- 2007年1月12日翡翠台：第三十五屆香港藝術節巡禮至2007年2月17日
- 2007年4月26日翡翠台：大清小說（主持：鄧萃雯）
- 2008年1月2日翡翠台、高清翡翠台：合晒合尺
  - 2008年1月1日高清翡翠台：合晒合尺優先場
- 2008年2月11日翡翠台：香港筆（主持：王貽興、盧凱彤）
- 2008年1月5日高清翡翠台：世界文化遺產（日语：世界遺産 (テレビ番組)）（旁白：蕭正楠）（主持：鄧梓峰、魏綺清）
- 2008年1月5日高清翡翠台：再說長江
  - 2008年10月5日翡翠台：再說長江（主持：鍾景輝）
- 2008年7月18日翡翠台、高清翡翠台：華南城綜合物流展商機
- 2008年8月27日翡翠台、高清翡翠台：大唐西遊記（主持：黎耀祥）
- 跨越新世代系列
  - 2008年9月18日翡翠台：跨越新世代之改革三十載（主持：鄧梓峰）
  - 2008年9月25日翡翠台：跨越新世代之飛躍奧運夢（主持：曹敏莉、周柏豪）
- 2008年9月27日翡翠台、高清翡翠台：基本法全方位
- 2009年3月1日翡翠台、高清翡翠台：好戲一台（主持：王祖藍、麥秋）
- 2009年5月3日翡翠台、高清翡翠台：香港獨家（主持：元華、楊崢、李香琴、曹永廉、石修、蘇民峰、梁榮忠）
- 2020年1月5日翡翠台：藝文誌（監製：林庭玉，演員：彭慧中、阮政峰、莊思明、李芷晴、邵展鵬、黃穎君）

### 歷史節目
| 播放日期               | 中文節目名稱（英文）                                                    | 集數 | 主持/嘉賓/演出/演員/旁白或主演 | 網頁                          | 播放頻道           | 備註 |
| ---------------------- | ----------------------------------------------------------------------- | ---- | --- | ----------------------------- | ------------------ | --- |
| 12/10/1982- 18/01/1983 | 絲綢之路（第一輯） The Silk Road (Sr.1)                                 | 15   | 主要演員：陳庭威、黃秋生、許冠英、許冠武、張英才、張兆輝、林文龍、羅鎮岳、吳茜薇、何美婷、容惠雯、惠天賜、黃元申、黃樹棠、陳鴻烈、楊澤霖，前期主持：鍾景輝、羅志強；後期旁白：鄭裕玲 |                               | 翡翠台             | 紀錄片（後期製作版） 由日本NHK製作，原名《シルクロード》。                                                                                               |
| 23/07/1983- 13/08/1983 | 絲綢之路（第二輯） The Silk Road (Sr.1)                                 | 4    | 前期主持：鍾景輝、羅志強，後期旁白：鄭裕玲 |                               | 翡翠台             | 紀錄片（後期製作版） 由日本NHK製作，原名《シルクロード》。                                                                                               |
| 16/07/1984- 20/07/1984 | 絲綢之路（第三輯） The Silk Road (Sr.2)                                 | 5    | 主持：鍾景輝、羅志強、余文詩、馮雲黛 |                               | 翡翠台             | 紀錄片（後期製作版） 由日本NHK製作，原名《シルクロード》。                                                                                               |
| 08/06/1985- 27/07/1985 | 絲綢之路（第四輯） The Silk Road (Sr.3)                                 | 7    | 主持：葉特生、鄧麗盈 |                               | 翡翠台             | 紀錄片（後期製作版） 由日本NHK製作，原名《シルクロード》。                                                                                               |
| 1988- 1989             | 香港倒後鏡 (第一輯)                                                     | 18   | 主持：廖偉雄、顧樂儀，其他演員：蘇杏璇、葉德嫻、關詠荷、莫少聰、朱江、曾慶瑜、關聰、周驄 | 網頁 （页面存档备份，存于）   | 翡翠台             | |
| 1988- 1989             | 78轉話當年                                                              | ?    | 主持：陳欣健、葉麗儀 |                               | 翡翠台             | |
| 1990                   | 香港倒後鏡 (第二輯)                                                     | ?    | 主持：夏雨、黎珊，演出：彭羚、謝雪心、米雪、劉雅麗、蓋鳴暉、周慧敏、羅文、關淑怡、樓南光、關詠荷、王偉、劉家輝、顏國樑、梅小青、張華標、楊紹鴻、蕭鍵鏗等 | 網頁 （页面存档备份，存于）   | 翡翠台             | |
| 1990-1991              | 中國抗日戰爭                                                            | ?    | 嘉賓：吳綺莉、梁家輝、陳狄克、唐麗球、吳家麗、吳麗珠、陳安瑩、梁潔華、莊靜而、尹揚明、張武孝、黎小田、冼灝英 |                               | 翡翠台             | 紀錄片 |
| 07/08/1996- 21/05/1997 | 香港傳奇                                                                | ?    | 主持：張堅庭、蔡子健、楊婉儀 |                               | 翡翠台             | |
| 1997-2000              | 中國電影100年                                                           | ?    | 旁白：張炳強，演員包括：李成昌、李海生、駱達華、吳毅將、謝月美、苗金鳳、呂頌賢、金興賢、徐家傑、馮素波、馮寶寶、譚倩紅、李麗麗、陳曼娜、彭秀慧、張文慈、陳慧嫻、文偉鴻、葉鎮輝、陳耀全、歐耀興、徐子淇、溫碧霞、梁藝齡、楊玉梅、劉少君、岑建勳、楊得時、葉玉萍、甘國衛、徐錦江、鄭浩南、黎美嫻、梁佩玲、戚美珍、陳美琪、呂良偉、秦煌、韋家雄、方伊琪、黃心美、鄺業生、張乾文、梁材遠、吳海昕、張敬仁、顧嘉輝、黃霑、夏雨、鄧萃雯、歐錦棠、羅君左、張錦程、杜雯惠、潘芳芳、龍寶鈿、黃智賢、張繼聰、古明華、張預東、謝月美、黎宣、黃文慧等，編劇/編導：廖韋弦、監製：招振強；嘉賓：歐錦棠、鄧萃雯、謝月美、夏雨、張繼聰 |                               | 翡翠台             | 紀錄片 |
| 30/03/2003- 18/05/2003 | 宇宙未來報告 英語：                                                     | 8    | 主持：楊思琦、鄧健泓 旁白：招世亮 |                               | 翡翠台             | 資訊節目（後期製作版） 由日本NHK製作，原名《宇宙 未知への大紀行》                                                                                        |
| 04/02/2004- 28/04/2004 | 清宮秘檔 英語：                                                         | 12   | 主持：鍾景輝 |                               | 翡翠台             | 資訊節目（後期製作版） 由中国中央电视台製作 2004年3月10日暫停播映                                                                                        |
| 14/11/2004- 13/03/2005 | 國寶光輝五千年 The Palace Museums - Five Millennia of Chinese Treasures | 12   | |                               | 翡翠台             | 資訊節目（後期製作版） 由日本NHK製作，原名《故宮～至寶が語る中華五千年～》 2004年的11月21日和12月26日及2005年的1月16日、2月6日、2月13日和2月27日暫停播映 |
| 23/03/2005- 11/05/2005 | 复活的军团 The First Emperor's Army                                     | 8    | 主持：鄧景輝 |                               | 翡翠台             | 資訊節目（後期製作版） 由中国中央电视台製作 |
| 01/05/2005- 26/06/2005 | 晉商                                                                    | 9    | |                               | 翡翠台             | 紀錄片 |
| 13/07/2005- 31/08/2005 | 百年中国                                                                | 8    | 主持：狄娜 |                               | 翡翠台             | 資訊節目（後期製作版） 由中国中央电视台製作 |
| 07/09/2005- 05/10/2005 | 1405鄭和下西洋 Zheng He's Voyages                                       | 5    | 主持：陶傑 | 網頁（页面存档备份，存于）    | 翡翠台             | 資訊節目（後期製作版） 由中国中央电视台製作 |
| 10/04/2006- 05/06/2006 | 故宮－帝皇秘傳 Inside the Forbidden City                                | 9    | 主持：鄭少秋 | 網頁                          | 翡翠台             | 資訊節目（後期製作版） 由中国中央电视台製作 |
| 03/07/2006- 14/08/2006 | 故宮－帝皇寶藏 Inside the Forbidden City (Sr.2)                         | 7    | 主持：鄭少秋 | 網頁                          | 翡翠台             | 資訊節目（後期製作版） 由中国中央电视台製作 |
| 21/08/2006- 09/10/2006 | 世紀天道行 Railway to Tibet                                             | 8    | 主持：陶傑、蔡子健 | 網頁                          | 翡翠台             | |
| 16/10/2006- 29/01/2007 | 新絲綢之路 The Silk Road (Sr.2)                                         | 15   | 主持：王喜 | 網頁（页面存档备份，存于）    | 翡翠台             | 資訊節目（後期製作版） 由中国中央电视台與日本NHK聯合製作 2007年1月1日暫停播映                                                                            |
| 12/03/2007- 16/04/2007 | 光影流情 (第一輯) Life in Frame                                         | 6    | 主持：陳錦鴻、石修、米雪、薛家燕、郭晉安 |                               | 翡翠台             | 資訊節目 |
| 18/06/2007- 29/06/2007 | 瞬間看十年                                                              | 10   | 旁白：李司棋、陳鍵鋒 |                               | 翡翠台             | 資訊節目 香港回歸十周年短片節目 |
| 02/07/2007- 17/09/2007 | 大國崛起 The Rise of Great Nations                                      | 12   | 主持：狄娜 |                               | 翡翠台             | 資訊節目（後期製作版） 由中国中央电视台製作 |
| 26/11/2007- 10/12/2007 | 圓明園 Old Summer Palace                                                | 3    | 主持：郭晉安 |                               | 翡翠台             | 資訊節目（後期製作版） 由中国中央电视台製作 |
| 17/12/2007- 14/01/2008 | 復興之路 Road to Revival                                                | 4    | 主持：陳鍵鋒 |                               | 翡翠台             | 資訊節目（後期製作版） 由中国中央电视台製作 2007年12月31日暫停播映                                                                                       |
| 07/05/2008- 30/07/2008 | 光影流情 (第二輯) Life in Frame (Sr.2)                                  | 10   | 主持：伍詠薇、伍衛國、林姍姍、森美、米雪、郭晉安 |                               | 翡翠台 高清翡翠台  | 資訊節目 |
| 27/08/2008- 24/09/2008 | 大唐西遊記 The Master of Monkey King                                    | 5    | 主持：黎耀祥 |                               | 翡翠台             | 資訊節目（後期製作版） 由中国中央电视台製作 |
| 05/10/2008- 22/02/2009 | 再說長江 Rediscovering the Yangtze River                                | 20   | 主持：鍾景輝 |                               | 翡翠台 高清翡翠台  | 資訊節目（後期製作版） 由中国中央电视台製作 |
| 17/11/2009- 01/12/2009 | 活着 Being                                                              | 10   | 主持：何守信、宣萱、徐子珊、劉倩婷 | 網頁（页面存档备份，存于）    | 翡翠台 高清翡翠台  | 人文紀錄片 2009年11月19日暫停播映 |
| 21/09/2009- 12/10/2009 | 我們的波叔 The King of Clowns - Leung Sing Bor                          | 4    | 旁白：鄭子誠 | 網頁（页面存档备份，存于）    | 翡翠台             | 資訊節目 為紀念的梁醒波誕辰101周年 |
| 19/10/2009- 18/01/2010 | 由1967開始 That Was Then                                                | 13   | 旁白：馬浚偉 | 網頁（页面存档备份，存于）    | 翡翠台             | 資訊節目 2009年12月28日暫停播映 |
| 22/02/2010- 25/04/2010 | 敦煌 The Art of Dunhuang                                                | 9    | 主持：林保怡、每次會邀請一位《八十後》女嘉賓的是 | 網頁（页面存档备份，存于）    | 翡翠台 高清翡翠台  | 資訊節目（後期製作版） 由中国中央电视台製作 2010年4月18日暫停播映                                                                                        |
| 10/05/2010- 28/06/2010 | 頤和園 華麗背後 The Summer Palace                                       | 8    | 主持：蘇玉華 | 網頁（页面存档备份，存于）    | 翡翠台             | 資訊節目（後期製作版） 由中国中央电视台製作，原名《頤和園》                                                                                              |
| 05/07/2010- 21/11/2010 | 香港築跡 HK ARTchitecture                                               | 20   | 主持：張慧慈 旁白：陳永業 | TVB網頁（页面存档备份，存于） | 翡翠台、高清翡翠台 | 高清製作 |
| 20/03/2011- 24/04/2011 | 大三峽 Three Gorges                                                     | 6    | 主持：王喜 | 網頁（页面存档备份，存于）    | 翡翠台 高清翡翠台  | 資訊節目（後期製作版） 由中国中央电视台製作 2011年3月27日在高清翡翠台暫停播映                                                                            |
| 20/02/2012- 26/03/2012 | 黑龍江 The Amur River                                                   | 6    | 主持：敖嘉年、岑麗香 | 網頁（页面存档备份，存于）    | 翡翠台 高清翡翠台  | 自然紀錄片（後期製作版） 外購節目（韓國KBS），原名《동아시아 생명대탐사 아무르》                                                                         |

### 訪談節目
- 嘉華成功之道（1984-1986）（主持：黃霑、白韻琴）
- 熱線訴心聲（1987）（主持：白韻琴、歐陽珮珊）
- 星光背影（1988）（主持：沈殿霞）
- 零時話風情（1988）（歷任主持：白韻琴、盧大偉、關朝聰）（自稱翡翠台第一個成人節目（页面存档备份，存于））
- 週末夜遊人（1988）（主持：盧大偉、李美鳳）
- 夜班一族（英語：Night Shift；1988-1989）（主持：林立三、李慧兒）
- 周末諸色會社（1989）（主持：李美鳳、盧大偉、潘芳芳、鍾佩倫）
- 星語情濃（1989）（主持：陳敏兒）
- 1990年7月14日翡翠台：Nina Ricci 90時代精英（主持：余文詩）
- 十點半港情講趣（1990）（主持：羅慧娟、李有毅）
- 玉蘭油美的約會系列（共四輯）
  - 玉蘭油美的約會（1991）（主持：李嘉欣、袁詠儀）
  - 玉蘭油美的約會（1992）
  - 玉蘭油美的約會1995（1995）
  - 玉蘭油美的約會1996（1996）（主持：劉小慧、黎瑞恩、黃悅、童愛玲、彭子晴）
- 1991年10月__日翡翠台：佳人有約（主持：劉嘉玲、陳奕詩、樊亦敏）
- 夜半輕私語（1992）（主持：黎彼得、葉玉卿、陳奕詩）
- 1992年5月__日翡翠台：Nina Ricci 巴黎彩艷
- 鄭裕玲星夜傾情（1992）（主持：鄭裕玲）
- 蜜絲佛陀美的鍾情（1992-1993）（嘉賓：張敏、葉玉卿、林憶蓮、周慧敏、溫碧霞、周海媚、王靖雯、楊寶玲、琦琦）
- 1992年7月__日翡翠台：電視風雲廿五載（主持：何守信、劉天賜、胡楓、盧淑儀）
- 卿撫你的心（1993）（主持：葉玉卿）
- 新舊歡如夢（英語：Old Time New Glory；1993）（主持：楚原、盧淑儀）
- 1993年8月14日翡翠台：閃閃鍾情（嘉賓：袁詠儀、溫碧霞、陳淑蘭、翁杏蘭、朱茵、莫可欣、陳松伶等）
- 八美顯芳華（1993）
- 1993年12月30日翡翠台：金利來俊傑顯豪情
- 1994年2月__日翡翠台：架勢群英（主持：廖偉雄）
- 孝感動天（1996）（主持：沈殿霞）
- 今夜咀不停（1996）
- NU SKIN 創業新人類（1996）
- 星聲相識（1997）
- 深夜宣言（1997）
- 蔡瀾人生真好玩（1997）（主持：蔡瀾、譚小環）
- 回到未紅時（1997-1999）（主持：錢嘉樂、梁榮忠、李明慧）
- 第一桶金的故事（共兩輯）
  - 第一桶金的故事（1997）（主持：楊婉儀、梁婉靜、劉倩怡）
  - 第一桶金的故事II（1998）（主持：楊婉儀、梁婉靜）
- 加州紅越夜越傾心（1999）
- 活著就是精彩（共兩輯）（主持：顧紀筠）
  - 1999年__月__日翡翠台：活著就是精彩
  - 2000年__月__日翡翠台：活著就是精彩II
- 七百萬人的傳奇（2000）（主持：黎芷珊）
- 香港龍情（2001）（主持：黃霑）
  - 2006年11月12日翡翠台：香港情濃霍英東（悼念特輯，重播《香港龍情》訪問霍英東的一集，並由陶傑後續旁述）
- 情常在（2002）
- 2002年10月5日翡翠台：掌聲的背後（主持：沈殿霞）
- 開心見城（2002）
- 永不言休（2003）（主持：楊婉儀）
- 2003年1月11日翡翠台：紅星會（英語：Celebrity Close Up）
- 2003年8月11日翡翠台：不一樣的對話（主持：鄭裕玲）
- 2003年9月23日翡翠台：不一樣的時刻（主持：鄭裕玲）
- 2003年10月19日翡翠台：與陳寶珠談情說愛（主持：陳寶珠）
- 2004年1月30日翡翠台：翡翠實力派（旁白：謝卓言）
- 2004年2月3日翡翠台：向男講向女講（主持：張堅庭、伍詠薇）
- 2004年3月21日翡翠台：女人心底話（主持：毛舜筠、郭錦恩、卓韻芝）
- 翡翠偶像派（2005）（旁白：謝君豪）
- 最受歡迎的他與她（主持：李克勤、容祖兒）
- 2005年12月11日翡翠台：雛鳳重歌紫氣凝（主持：鄭裕玲）（訪問龍劍笙及梅雪詩）
- 2005年12月17日翡翠台：好在你左右（主持：湯盈盈、蔡子健）
- 志雲飯局（共四輯）
  - 2006年6月3日生活台：志雲飯局（主持：陳志雲）（節目網頁（页面存档备份，存于））
  - 2007年5月26日生活台：志雲飯局（主持：陳志雲）（卡地亞「情」獻）（節目網頁（页面存档备份，存于））
  - 2008年9月20日生活台：志雲飯局（主持：陳志雲）（由Lexus特約）（節目網頁（页面存档备份，存于））
  - 2009年3月15日翡翠台、高清翡翠台：志雲飯局三載情（主持：陳志雲）
- 2006年11月20日翡翠台：友緣相聚（主持：沈殿霞）（節目網頁（页面存档备份，存于））
- 2007年3月11日翡翠台：不是帝后不聚頭（主持：鄭裕玲）（2007年第26屆香港電影金像獎特備節目）至2007年4月1日
- 2007年6月18日翡翠台：拾年（嘉賓：蔡瀾、倪匡、歐陽天閏、佘詩曼、陳興濤、蘇民峰、胡鴻烈、鍾期榮、郭詠琴、李家文、高永文、梁紀昌、林夕、張堅庭、Twins，香港回歸十周年特備節目）
- 2007年8月11日翡翠台：心在香港四十載（無綫成立四十周年的特備節目）
- 2007年8月18日翡翠台：我係汪明荃（為紀念的汪明荃踏入娛樂圈40年）
- 三個女人一個噓（共兩輯）
  - 2008年7月8日翡翠台：阿偉與阿驄–三個女人一個噓前傳（主持：曾志偉、林敏聰）
  - 2008年7月20日生活台：三個女人一個噓（主持：林敏聰，Freeze成員包括：甄詠珊、陳樂榣及石詠莉等等）
- 2009年1月4日翡翠台、高清翡翠台：星星同學會（主持：吳君如、錢嘉樂）
- 我的2008系列（共三輯）
  - 2009年1月5日翡翠台、高清翡翠台：我的2008（嘉賓主持：曹仁超、霍震霆、李松慶、陳曹德雪、杜澤錦、黃文禹、鄭欣宜、張潤衡、高永文、陳施惠、蔡卓妍）
  - 2010年1月25日翡翠台、高清翡翠台：我的2009（嘉賓主持：任志剛、馬時亨、麥桂培、黎偉鴻、張家輝、黎耀祥、蔡曉慧、楊家誠、蔡明紹、葉鴻輝、陳兆焯、蘇培健、陳榮禮、楊孟璋、梁輝強）
  - 2011年1月23日翡翠台、高清翡翠台：我的2010（嘉賓主持：林欣彤、陳晞文、傅家俊、惠英紅、劉美詩、劉惠賢、賴倩敏、麥長青、李添勝[20]、林建明、梅小青、樂易玲、鄧萃雯、黎耀祥[21]、鍾慧冰、吳夏萍、吳安儀、陳國明、陶大宇、葉蘊妍、蘇文欣、賈思樂、廖安麗、梁靖琛、張文強、袁鎮滔）
- 2009年2月2日翡翠台、高清翡翠台：今日VIP
- 2009年11月8日翡翠台、高清翡翠台：至8女人心（主持：汪明荃、鄭裕玲、曾華倩）
- 2014年12月16日翡翠台、高清翡翠台：萬千星輝頒獎典禮 王者駕到 （主持：鄭裕玲）
- #後生仔傾吓偈系列
  - 2017年7月4日J2：#後生仔傾吓偈（主持或参與演出：馮盈盈、陸浩明、林穎彤、戴祖儀、黃美棋、鄭衍峰、孔德賢、林正峰、杜穎珊、馬景華、黃凱儀、王虹茵、劉子碩、徐文浩、曾展望、陳欣茵、黃芷欣、游嘉欣、劉頌鵬、呂靜文）
  - 2019年12月7日翡翠台：一屋後生仔（主持或参與演出：馮盈盈、陸浩明、林穎彤、戴祖儀、黃美棋、孔德賢、林正峰、杜穎珊、馬景華、黃凱儀、王虹茵、劉子碩、徐文浩、曾展望、陳欣茵、黃芷欣、游嘉欣、劉頌鵬、呂靜文）
- 2021年3月29日J2：解構心機女（主持：賴慰玲、馮盈盈、江嘉敏、劉佩玥、戴祖儀）
- 2022年2月5日翡翠台：馬時亨名人堂（主持：馬時亨、呂志和、王冬勝、陳坤耀、林子祥、楊紫芝、查史美倫、鄭志剛、李明逵、楊敏德、黃子欣）
- 2023年2月5日翡翠台：香港飯局（主持：曾鈺成、程介南、石禮謙、陳家強、林振昇、邵家輝、徐英偉、陳凱欣、姚思榮、曹王敏賢、馬時亨、江玉歡）
- 2023年4月22日翡翠台：馬時亨香港情（主持：馬時亨、張學友、張文新、薛家燕、黎耀祥、張智霖、鍾鎮濤、梁家輝、陳山聰、鄧達智、譚詠麟、區瑞強、吳錫輝、曾智華、曾志偉、陶大宇）

### 地產與物業性節目
- 1994年__月__日翡翠台：繽紛居樂部（主持：朱慧珊）
- 1997年5月__日翡翠台：樓市傳真
- 1997年9月__日翡翠台：樓轉乾坤
- 1998年__月__日翡翠台：樂樂無窮起大屋
- 2000年__月__日翡翠台：樓住精彩每一天
- 2002年7月25日翡翠台：登堂入室歎世界（主持：沈殿霞、王賢誌）
- 更上一層樓（共十一輯）
  - 2005年11月4日翡翠台：更上一層樓（主持：郭可盈、高鈞賢、朱凱婷、林莉）（美聯物業特約）
  - 2006年8月11日翡翠台：更上一層樓（主持：朱凱婷、楊崢）（碧桂園集團特約）
  - 2007年1月12日翡翠台：更上一層樓（主持：曾華倩、林莉、陸詩韻）（碧桂園集團特約） 節目網頁（页面存档备份，存于）
  - 2008年1月5日高清翡翠台：更上一層樓（主持：張可頤）（美聯物業特約）
  - 2008年1月5日翡翠台：更上一層樓（主持：張可頤、楊思琦、徐淑敏、張雪芹）（美聯物業特約）
  - 2008年8月29日翡翠台：更上一層樓（主持：李詩韻、楊崢、張雪芹）（美聯物業特約）
  - 2009年7月3日翡翠台：更上一層樓（主持：張雪芹、龔嘉欣、張雪芹）
  - 2009年10月17日翡翠台：更上一層樓（主持：姚嘉妮、陳美詩）
  - 2010年10月1日翡翠台：更上一層樓（主持：鄭裕玲、彭慧中、沈震軒、曾敏）（美聯物業特約）
  - 2010年2月11日翡翠台：更上一層樓（主持：鄭裕玲、梁嘉琪、鄧上文、楊天經、張美妮）（美聯物業特約）
  - 2012年9月22日翡翠台：更上一層樓（主持：曾華倩、龔嘉欣、許家傑）（美聯物業特約）

### 玄學節目
- 1970年__月__日翡翠台：掌相與你
- 197＿年__月__日翡翠台：六十甲子的光輝歲月
- 1994年1月__日翡翠台：財源滾滾萬家歡
- 2001年11月__日翡翠台：玄來如此（主持：苑瓊丹）節目網頁
- 2003年1月14日翡翠台：玄妙無窮（主持：苑瓊丹、車婉婉、胡諾言、陳伶俐、羅貫峰）節目網頁
- 2005年12月19日翡翠台：全講風生水起（主持：錢嘉樂、楊秀惠、李思欣）
- 2007年1月14日翡翠台：人傑地靈（主持：陶傑、陳凱怡、陳彥靜 (陳文靜)）（比華利山別墅特約）
- 玄學天王系列（共兩輯）
  - 2007年12月8日生活台：玄學天王08運程大預測
  - 2008年3月31日生活台：玄學天王
- 2008年1月25日翡翠台、高清翡翠台：開心迎戊子（主持：曾華倩、彭罡原、何傲兒）至2008年2月15日
- 2008年12月26日翡翠台：大龍鳳茶樓（主持：林敏驄、周中、鄭智恆）（張裕金獎白蘭地特約）
- 2008年12月14日翡翠台、高清翡翠台：大龍鳳茶樓新張誌慶（主持：林敏驄、周中、鄭智恆）
- 2009年1月27日翡翠台：肥牛開運（主持：李丞責）
- 2010年2月13日翡翠台、高清翡翠台：民峰學院開運班(共2集)（主持：蘇民峰、曾華倩、高海寧、陳爽、蔡淇俊等）至2010年2月20日
- 2010年10月4日翡翠台、高清翡翠台：中華福地 (共20集)（主持：李丞责、杨峥、叶翠翠）至2010年10月29日
- 2012年11月18日翡翠台、高清翡翠台：順峰順水（主持：蘇民峰、高海寧、何傲兒、袁嘉敏、彭慧中、岑杏賢、梁嘉琪）
- 2015年1月19日翡翠台、高清翡翠台：民峰而至（主持：蘇民峰、劉溫馨、李佳芯、鄧佩儀、張曦雯、林伊麗、何艷娟、朱智賢、黃欣；嘉賓：森美、小儀、馬國明、彭懷安、蔚雨芯、黃翠如、狄易達、林盛斌、張美妮、方力申、吳業坤、陳國峰、鄭俊弘、姚嘉妮、鄭丹瑞、黃長興、陳奐仁、林穎彤、陸浩明、許靖韻、甄澤權、何傲兒、彭慧中、王貽興、林子博、吳家樂、湯洛雯、高海寧、翟威廉）

### 纖體節目
- 1999年__月__日翡翠台：健美靚通GUIDE
- 2001年9月__日翡翠台：極速瘦身大激鬥
- 2003年4月15日翡翠台：秀出美麗人生（由修身堂特約）
- 2004年4月13日翡翠台：秀出美麗人生2004（由修身堂特約）
- 2004年4月25日翡翠台：Keep Fit新"型"類
- 2004年6月24日翡翠台：秀身必殺技
- 2004年9月2日翡翠台：纖姿綽約身形像
- 2007年5月8日翡翠台：跳舞纖形好Easy（由纖形22特約）
- 2008年5月6日翡翠台：妙極纖形齊舞動（由纖形22特約）

### 幽默節目
- 1971年4月23日翡翠台：雙星報喜（主持：許冠文、許冠傑，編導：周梁淑怡、吳慧萍，副編導：葉潔馨、陳家瑛、陳守強，剪接：李柏民、麥仕寧，編劇：鄧偉雄、劉天賜、李秋平、梁天，外景導演（菲林組）：譚家明，攝影：楊以和，音樂：顧嘉輝，舞蹈：梅施麗，化妝總監：陳文輝；演出：薛家燕、喬宏、謝賢、鄧碧雲、馮祿德、胡茵茵、西瓜刨、吳耀漢、馮淬帆、梁天、鄭少秋、森森、張瑛、蕭芳芳、沈殿霞、李琳琳、鳳凰女、朱牧、周吉、王愛明、馬笑英、鍾玲玲、容玉意、羅國維、許紹雄、黃允財、陳立品、茅瑛、孟莉、黃文慧、黎少芳、李美怡、陶三姑、許瑩英、許李倩雲、許冠英、陳寶珠、李香琴、譚炳文、陳寶珠、梁醒波、潘迪華、黃百鳴、狄娜、羅文、李翰祥、李司棋、許紹雄、呂有慧、郭峰、葉丽儀、陳有后、黎少芳、阮曼莉、龍剛、許英秀、何守信、李添勝、梁天、梁新、蕭山仁、黃文慧、方萍、道書英、江麗、李陶逸軒、筷子姊妹花、鄭佩佩、狄娜、喬宏、鄭孟霞、鄭少萍、鄭子敦、潘嘉德、劉仕裕、殷巧兒、陳懿德、劉緯民等。）
- 我係林亞珍（由蕭芳芳演出）
- 點只咁簡單（1976-1977）（英語：It's Not So Simple，主持：蕭芳芳，演出：吳耀漢、林亞珍、陳立品，編導：陳家蓀、張之珏，助理編導：陳家蓀、劉仕裕[22]）
- 1977年4月29日翡翠台：樂聲特輯家家笑哈哈（主持/演出：盧國雄、繆騫人、鄺君能、高妙思等）
- 1978年1月__日翡翠台：女人妙到極（主持/演出：鳳凰女，編導：陳家瑛、李瑜）
- 1978年4月19日翡翠台：論盡天堂（主持/演出：盧大偉、薰妮）
- 1978年翡翠台：又會咁嘅
- 1978年翡翠台：冤家路窄（主持/演出：夏雨、繆騫人）
- 1979年11月3日翡翠台：瘋狂世界（主持：陳玉蓮、鄭則仕）
- 1979年12月__日翡翠台：聲寶多歡笑
- 古怪人生（1986）（主持：秦沛、林建明）
- 點解咁好笑（1988）（主持：杜德偉、林敏聰）
- 健力士紀錄逐個捉（1988）
- 蝦碌大串燒（1988）（主持：廖啟智、江欣燕）
- 螢幕大整蠱（1989）
- 今夜笑不停（1989）
- 香港怪怪地（1989）
- 城市哈哈鏡（1989）
- 城市小心眼（1990）（主持：廖啟智、梅小惠）
- 情場智多星（1990）（主持：陳欣健、關寶慧、洪欣、黃靜宜、區瑞強、歐瑞偉等）
- 笑星救地球（共兩輯）（旁白：馮永和）
  - 笑星救地球（1990）（主持：廖偉雄、胡大為，演員：黃一山、林家棟、黃一飛、麥皓為、祝文君、鄧汝超、李衛民、梁樂兒、彭輝、周汶華、鄒靜、顏仟汶、黃文標、王偉樑、游飆，笑星天使：譚麗明、陳燕航、李詩敏、黎若清、何靜文、陳妙瑛）
  - 笑星救地球II（1991）（主持：廖偉雄、胡大為、黃一山）
- 開心浪漫系列（共兩輯）
  - 開心浪漫俏佳人（1990-1991）（主持：恬妞）
  - 開心浪漫俏夫人（1992）（主持：恬妞）
- 點解香港咁過癮（共兩輯）
  - 點解香港咁過癮（1991）（主持：胡楓、陳淑蘭、蔣志光）
  - 點解香港咁過癮93（1993）（主持：鄧梓峰、陳淑蘭、蔣志光）
- Beyond放暑假（英語：Beyond Summer Fever；1991）（主持：Beyond）
- I級小電影（1991）（主持：陳尚來、黃寶欣）
- 1991年9月__日翡翠台：搶錢新一代（主持：胡大為、曾華倩）
- 香港怪招（英語：Living It Up The Hong Kong Way；1992）（主持：夏雨、江欣燕）
- 娛樂反斗星（英語：Star '92 Magazine；1992）（主持：曾志偉、雷宇揚、翁慧德、區海倫）
- 1992年7月7日翡翠台：暑假玩到盡（英語：Summer Holiday）（主持：阮兆祥、梁榮忠、張衛健、李克勤、關淑怡、張智霖、許秋怡、湯寶如）
- 笑笑映字派（1992）（主持：雷宇揚、蔡少芬、劉殷伶）
- 叻人新世紀（共兩輯）
  - 叻人新世紀（1992-1993）（主持：李克勤、梁榮忠）
  - 叻人玩轉新世紀（英語：Talk of the Century (Sr. 2)；1994）（主持：李克勤、梁榮忠）
- 時事笑爆鏡（英語：From Reel to Real Laugh；1992）（主持：夏雨、阮兆祥）
- 娛樂笑爆鏡（英語：From Reel to Real Laugh；1992）（主持：夏雨、阮兆祥）
- 樂壇笑爆鏡（英語：From Reel to Real Laugh；1993）（主持：呂方、李美鳳、阮兆祥）
- 1992年12月3日翡翠台：好玩11點／瘋狂11點（第一代主持：何婉盈、蔡立兒、梁佩瑚，末代主持：阮兆祥、鄭敬基）
- 大懷舊1993（英語：Funny Yesterdays；1993）（主持：廖偉雄、鄧兆尊）
- 大緊張（1993）（主持：胡大為、陳淑蘭）
- 軟硬製造（共兩輯）
  - 軟硬製造（1993）（主持：林海峰、葛民輝）
  - 軟硬再造（生於七月三號）（1994）（主持：林海峰、葛民輝）
- 娛樂北斗星（英語：Eric Tsang and Friends；1993）（主持：曾志偉、梁漢文、江欣燕、區海倫）
- 1993年12月7日翡翠台：情場妙女郎（英語：The Legend of a Tough Cookie）（主持：吳君如）
- 新春萬事JOKE（1994）（主持：阮兆祥、梅小惠、區海倫）
- 咪當我老襯（1994）（主持：鄧梓峰、陳淑蘭、區海倫）
- 香港搞笑工程（1994）（主持：吳剛、朱咪咪、梅小惠、許秋怡、黃一山、雷宇揚）
- 真過癮時代（英語：Days of Being Ridiculous；1994）（主持：吳鎮宇、鄭敬基）
- 小小大整蠱（1995）（主持：梁榮忠、周婉儀、朱健鈞）
- 有瀛有格全女打（1998）
- 爆笑急轉彎（1999）（主持：鄭中基、阮兆祥、蔡一傑）
- 失驚無神大整蠱（1999）
- 瀛珍好玩新攪作（2000）
- 瀛珍好玩放暑假（2000）
- 和你玩得喜（2001）
- 2002年9月22日翡翠台：開心新班子（主持：鄭中基、盧巧音）
- 香港鬆一鬆（2002）（主持：廖偉雄、林敏聰、苑瓊丹）
- 2005年9月23日翡翠台：飛越大長針（短篇處境喜劇，共兩集）（演員：Twins、Boy'z、梁洛施、朱咪咪、梅小惠）劇集網頁（页面存档备份，存于）
- 有招出招（2005）（主持：鄭中基、李思捷）
- 2005年12月21日翡翠台：笑口常開（主持：湯盈盈、李家聲）
- 愚樂I Love U（共兩輯）
  - 2007年4月1日翡翠台：愚樂I Love U（主持：I Love U Boyz）
  - 2007年9月1日翡翠台：愚樂I Love U Summer（英語：Laugh Affairs；主持：I Love U Boyz）
- 2009年6月24日翡翠台、高清翡翠台：農夫小儀嬉（主持：農夫、阮小儀）
- 2017年11月11日翡翠台：我愛EYT（主持：曾志偉、汪明荃、鄧梓峰、吳家樂、洪天明、阮兆祥、江欣燕、祝文君、張美妮）

### 靈異節目
- 幻海奇情精選（共兩輯）
  - 1978年1月1日翡翠台：幻海奇情精選（《歡樂今宵》內播出）（主持：陳欣健、盧海鵬）
  - 1978年5月13日翡翠台：幻海奇情精選II（《歡樂今宵》內播出）（主持：陳欣健）
- 1985年1月19日翡翠台：夜驚魂（《歡樂今宵》內播出）
- 1992年12月13日翡翠台：極度空靈（主持：吳剛）
- 不可思議星期二（英語：Twilight Tubes）（共兩輯）
  - 1993年9月7日翡翠台：不可思議星期二（英語：Twilight Tubes）（主持：朱慧珊）
  - 1994年6月14日翡翠台：不可思議星期二II（英語：Twilight Tubes Part II）(主持：朱慧珊）
- 1994年__月__日翡翠台：一星期有第一個出奇（主持：陳百祥）
- 驚足一小時（共兩輯）
  - 2000年5月__日翡翠台：驚足一小時（演員：孟海、魯振順、黃允材、文偉鴻[23][24][25][26][27][28]、方駿釗[29][30][31][32]）
  - 2000年7月__日翡翠台：驚足一小時2（演員：孟龍、孟飛、高雄、蔡國慶、蔡立兒）
- 2001年8月3日翡翠台：異靈靈異（主持：羅蘭、陳霽平）
- 2005年2月5日翡翠台：奇幻潮（主持：鄭伊健、羅敏莊）
- 2014年7月26日翡翠台：區區有鬼故（主持：羅蘭、陸永）
- 2017年2月19日翡翠台：請勿關燈（主持：張頴康）
- 通靈之王系列
  - 2022年7月11日翡翠台：通靈字典（主持：梁思浩）
  - 2022年7月11日翡翠台：通靈之王（主持：梁思浩、王嘉慧、伍韻婷）
  - 2023年11月27日翡翠台：通靈之王2（主持：梁思浩、王嘉慧、陳懿德）

#### 其他單元劇電視節目
- 四葉草系列（共四輯）
  - 當四葉草碰上劍尖時（2003）
  - 赤沙印記@四葉草.2（2004）
  - 盛裝舞步愛作戰（2008）
  - 南華夢飛翔（2009）
- 森之愛情（2007）

### 動物或寵物節目
- 挑戰生命力（1991）（主持：陳啟泰、郭藹明）
- Waku Waku動物也瘋狂（1991）（主持：盧大偉、陳奕詩）
- Waku Waku動物再瘋狂（1992）（主持：盧大偉、袁詠儀）
- 1993年3月21日翡翠台：開心動物奇觀（主持：潘宗明、周海媚，嘉賓：成龍、鄭裕玲、張堅庭、陳欣健、郭藹明、盧淑儀）
- 人狗情未了（1993）
- PET PET也瘋狂（1997）
- Waku Waku動物又再瘋狂（1998）（主持：錢嘉樂、陳淑蘭）
- 動物也真情（1999-2000）（主持：安德尊、陳詠嫻）
- 動物也奧運（2000）
- 動物加大碼（2001）
- 猿來是這樣（2001）
- 開心動物緣（2003）（主持：林曉峰、蓋世寶）
- NUMBER 1動物奧運會（2004）
- 2006年3月6日翡翠台：內有愛犬（主持：楊思琦）
- 阿笨與阿占（共兩輯）
  - 2006年7月14日翡翠台：阿笨與阿占（主持：I Love U Boyz）
  - 2007年8月12日翡翠台：阿笨與阿占（主持：I Love U Boyz）
- 帶崽熊貓（2006）（主持：楊思琦）（講述大熊貓華美誕下雙胞胎的過程）
- 2007年3月25日翡翠台：狗狗嘆世界（主持：葉翠翠）
- 2007年4月26日翡翠台：國寶駕到（講述大熊貓606及610從四川運至香港的過程，節目於當天上午及下午現場直播，由Joy & Peace特約）
- 「我的寵物」系列
  - 2019年7月15日翡翠台：我的寵物（主持：姚子羚、陳庭欣、崔建邦、鄧卓殷、李家鼎，主演：李德良、唐嘉駿、林永鋒、張凱德）
  - 2019年8月3日翡翠台：我的寵物之夏日反斗嘉年華（第1集至第2集主持：陳庭欣、崔建邦、傅嘉莉、麥美恩）

### 青少年或年青人電視節目
- 1967年11月20日翡翠台：星報青年節目（歷任主持：許冠傑、余杏美、許冠文、泰迪羅賓、蓮花樂隊、花花公子樂隊等）
- 1970年__月__日翡翠台：青年新知
- 1973年__月__日翡翠台：青春樂（歷任主持：伍衛國、呂有慧、程可為等）
- Bang Bang 咁嘅聲系列（共八輯）
  - 1975年__月__日翡翠台：第1輯（主持：周潤發、繆騫人）
  - 1976年__月__日翡翠台：第2輯（主持：周潤發、繆騫人）
  - 1977年7月4日翡翠台：第3輯（主持：周潤發、繆騫人，編導：梁家樹；監製：吳慧萍、潘嘉德）
  - 1977年__月__日翡翠台：第4輯（主持：陳美玲、李道洪）
  - 1978年8月22日翡翠台：第5輯（主持：鄭裕玲、林子祥、譚詠麟）
  - 1979年3月6日翡翠台：第6輯（主持：陳玉蓮、賈思樂、艾迪、鮑起靜）
  - 1980年6月1日翡翠台：第7輯（主持：陳百強、廖安麗、羅志強，編導：任潔）
  - 1980年8月31日翡翠台：第8輯（主持：賈思樂）
- 1981年7月__日翡翠台：第八度空間
- 1982年__月__日翡翠台：活力十一
- 1983年7月__日翡翠台：動向新時代
- 1984年7月__日明珠台：掃描人生（主持：賈思樂、馮雲黛、莊安兒）
- 1984年__月__日翡翠台：青少年84動向之串燒啦啦隊（主持：周星馳、龔慈恩）
- 青春前線（1984-1989）（主持：黃智賢、鄭伊健、吳晶晶等）
- 潮流拍字機（1988-1989）（主持：杜德偉、李克勤、周慧敏、林敏驄、陳慧嫻）
- 陽光節拍系列（共兩輯）
  - 陽光節拍一小時：第一輯（1988-1990）
  - 陽光節拍：第二輯（1991）
- 青春百分百（1991）（主持：李懿樺）
- 週日青春派（共兩輯）(2001年前名稱為 《週末青春派》)
  - 週日青春派 (第一輯、1998-2000)（演員：何寶生、呂頌賢、邵仲衡、駱達華、吳浣儀、劉家輝、江華、吳毅將、許紹雄、金興賢、陳曼娜、馮素波、江漢、黎萱、梁珊、譚倩紅、黃夏蕙、關海山、黎漢持、麥景婷、麥翠嫻、阮兆輝、阮德鏘、吳文忻、余子明、文偉鴻、葉念琛、葉鎮輝、陳耀全、陳維冠、方駿釗、歐耀興及潘嘉德合作，客串：曾偉明）
  - 週末青春派 (第二輯、2000-2001)（演出：羅敏莊、汪琳、胡諾言）
- 激優一族（2005-2015）
  - 激優一族（2005-2006）（主持：陳堃、郭力行、Yoyo）
  - 激優一族（2006-2008）（主持：彭冠期、梁証嘉、謝珊珊、何嘉裕）（逢星期六中午播出）
  - 激優一族（2008-2011）（主持：鄭瑩瑩、陳蔚而、許文翹、姚浩政）（逢星期六中午播出）
  - 激優一族（2011-2012）（主持：羅孝勇、劉倩婷、樂瞳及周奕瑋）（逢星期六中午播出）
  - 激優一族（2012-2015）（主持：羅孝勇、杜大偉、譚嘉儀、裕美、周奕瑋、陳潔玲、劉佩玥、何廣沛、譚永浩）
- 2008年1月28日翡翠台：未來之旅：追趕跑跳闖蒙古2008年2月4日
- 2008年4月26日J2台：人氣榜
- 2008年4月27日J2台：愛情研究院（主持：楊愛瑾、周子駒）
- 2008年8月26日翡翠台：Apm一起走過放榜的日子
- 2015年1月17日翡翠台：Y Angle（主持﹕劉佩玥、司徒瑞祈、余德丞、王舒銳、陳偉琪、游莨維、何廣沛、陳潔玲、周奕瑋、鄺潔楹、林希靈、李寶君、李寶珊、譚嘉儀、譚永浩、黃庭鋒、駱胤鳴、陳約臨、蘇可欣、吳子冲、鄒兆霆、彭紀諺、胡㻗、林正峰，演出：孔德賢、林正峰、杜穎珊、黃凱儀、曾展望、羅詠怡）2019年11月30日
- 2023年4月1日翡翠台：周六聊Teen谷（主持：陳懿德、陳星妤、王菲、梁超怡、梁凱晴、文凱婷、黃瀅仴）

### 婦女/長者節目
- 196?年__月__日翡翠台：歡樂家庭（歷任主持：朱維德、李美怡、黃文慧、陳比莉等）
- 197?年__月__日翡翠台：家庭樂（主持：朱維德、陳鳳蓮）
- 197?年__月__日翡翠台：統一家庭康樂（主持：陳嘉儀、陳振華、黃韻材 (黃允財/黃允材)，編導：曾勵珍、甘國亮）
- 1981年10月5日翡翠台：婦女新姿至1992年2月3日 （歷任節目主持/客串主持：陳齊頌、森森、南紅、王愛明、李琳琳、李香琴、秦沛、朱維德、曾近榮、馬清儀、陳寶儀、翁美玲、寇鴻萍、沈金玲、夏淑敏、黃媛筠、黃明煜、李自約、馬漢琴、薛彩霞、吳凱珊、鄺佐輝、李我、李司棋、鄭裕玲、湘漪、關菊英、陳玉蓮等）
  - 1986年1月4日翡翠台：週末新姿
- 2001年7月1日翡翠台：開心老友記（每逢星期六至星期日早上播出）（主持：潘芳芳、安德尊）
- 2003年12月1日翡翠台：老友日記
- 2004年11月22日翡翠台：快樂長門人（每逢星期一至星期六早上播出）（主持：羅貫峰、陳琪、蘇敏聰、蘇晉霆、溫裕紅、關宛珊、岑杏賢、李漫芬、張美妮）

## 電視劇集
- 當參與過無綫電視的劇集演出，請參見：Category:無綫電視劇集列表及Category:無綫電視劇集系列
  - 若該演員仍有演出，請同時加入Category:香港電視男演員及Category:香港電視女演員

## 藝人參與遊戲節目
- 曾參與無綫電視的遊戲節目，將把已請加入：Category:香港男藝人、Category:香港女藝人、Category:香港男演員、Category:香港女演員及Category:無綫電視遊戲節目

### 當參與其他名人的遊戲節目
- 1987年__月__日翡翠台：笑話心中情（主持：王晶）
- 人生交叉點系列
  - 1995年3月17日翡翠台：人生交叉點第1輯（第1-15集主持：鄭丹瑞，第16-30集主持：葉玉卿）
  - 1997年1月3日翡翠台：人生交叉點第2輯（主持：鄭裕玲）
- 1995年__月__日翡翠台：至叻電視迷爭霸戰（主持：鄭丹瑞、朱慧珊）
- 獎門人系列（共十一輯，旁白：陳欣及招世亮）
  - 1995年12月20日翡翠台：超級無敵獎門人（主持：曾志偉、林曉峰、陳小春、錢嘉樂）
  - 1997年5月28日翡翠台：超級無敵獎門人之再戰江湖（主持：曾志偉、林曉峰、錢嘉樂）
  - 1998年10月18日翡翠台：天下無敵獎門人（主持：曾志偉、林曉峰、錢嘉樂）
  - 1999年8月30日翡翠台：驚天動地獎門人（主持：曾志偉、林曉峰、錢嘉樂、蘭茜、歐倩怡）
  - 2000年10月29日翡翠台：宇宙無敵獎門人（主持：曾志偉、林曉峰、錢嘉樂、劉蜀永、區綽文、岑寶兒）
  - 2002年8月10日翡翠台：吾係獎門人（主持：曾志偉、林曉峰、錢嘉樂）
  - 2004年9月26日翡翠台：繼續無敵獎門人（主持：曾志偉、林曉峰、錢嘉樂）
    - 2005年7月10日翡翠台：終極無敵獎門人十年大典（主持：曾志偉、林曉峰、錢嘉樂）
    - 2005年7月17日翡翠台：水著歡樂獎門人（主持：曾志偉、林曉峰、錢嘉樂）
    - 2005年7月17日翡翠台：興波作浪獎門人（主持：曾志偉、林曉峰、錢嘉樂）

  - 2008年3月30日翡翠台、高清翡翠台：鐵甲無敵獎門人（主持：曾志偉、錢嘉樂、阮兆祥、王祖藍）
    - 2008年3月9日翡翠台、高清翡翠台：獎門人取犀Game（主持：曾志偉、錢嘉樂、阮兆祥、王祖藍）
    - 2009年3月22日翡翠台、高清翡翠台：鐵甲無敵獎門人之絕密Encore（主持：曾志偉、錢嘉樂、阮兆祥、王祖藍）
    - 2009年3月21日翡翠台、高清翡翠台：博愛無敵獎門人（主持：曾志偉、錢嘉樂、阮兆祥、王祖藍）
    - 2009年11月1日翡翠台、高清翡翠台：無敵獎門人惡鬥美女廚房（主持：曾志偉、錢嘉樂、阮兆祥、王祖藍、鄭中基、梁漢文、方力申）

  - 2010年4月25日翡翠台、高清翡翠台：超級遊戲獎門人（主持：曾志偉、錢嘉樂、金剛、江欣燕、王志安@EO2）
    - 2010年4月18日翡翠台、高清翡翠台：超級遊戲獎門人大爆發（主持：曾志偉、錢嘉樂、金剛、江欣燕、王志安@EO2）

  - 2013年5月26日翡翠台、高清翡翠台：超級無敵獎門人 終極篇（主持：曾志偉、陳小春、錢嘉樂、林曉峰、王祖藍、阮兆祥、江欣燕、金剛、王志安及蘭茜）
  - 2022年7月31日翡翠台：開心無敵獎門人 （主持：曾志偉、錢嘉樂、阮兆祥、麥美恩、程浩駿、吳嘉儀、王祖藍、蘭茜、林穎彤、徐文浩、林秀怡、徐麟、湯之欣、周百恩、葉衍佑）
- 鬼馬禽獸哈哈Show（1996）（主持：曾華倩、陳淑蘭）
- 香港公益金系列（共六輯）
  - 公益全港智叻星（1996）（主持：陳百祥）
  - 公益開心果 (1997)  （主持：沈殿霞、阮兆祥、黎瑞恩、鍾慧儀）
  - 公益金開心大賞頭（1998）（主持：沈殿霞、林曉峰、吳家樂）
  - 公益金屋開心Show（1999）（主持：沈殿霞、洪天明、吳家樂）
  - 公益開心百萬Show（2000）（主持：沈殿霞、洪天明、吳家樂）
  - 公益開心大富翁（2001）（主持：沈殿霞、洪天明、吳家樂）
- 廣告大贏家（1996-1997）（主持：黃霑、陳淑蘭、錢嘉樂、陳芷菁）
- 世界如此多FUN（1997）（主持：黃霑、梁思浩、李珊珊）
- 運財大贏家（1998）（主持：陳淑蘭、張錦程、黃偉文）
- 無線超經典要賽（1998）（主持：梁榮忠、江欣燕、姚樂怡）
- 智尊打吡賽（1999-2000）（主持：鄭裕玲、謝天華）
- 好客香港攞滿FUN（2001）（主持：李克勤、張燊悅）
- 麗星郵輪旅遊智多星（2001）（主持：張達明、康子妮、王賢誌、梁雪湄、陳玫希）
- 15/16（共三輯）
  - 2006年3月5日翡翠台：15/16（主持：森美、阮小儀）
  - 2006年7月12日翡翠台：15/16星級加強版（星級主持：鄭裕玲、林曉峰、錢嘉樂、曾志偉、陳百祥、沈殿霞、吳家樂、梁榮忠、楊思琦）
  - 2006年11月18日翡翠台：15/16電視迷大挑戰（主持：森美、阮小儀、李綺雯）
- 心大心細（共兩輯）（以邀請藝員參與遊戲，並由臨床心理學家解釋行為心理）
  - 2006年5月28日翡翠台：心大心細（主持：林敏驄、歐倩怡）
  - 心大心細強化版（2006）（主持：林敏驄、楊思琦）
- 美女廚房（共兩輯）
  - 2006年5月28日翡翠台：美女廚房（主持：鄭中基、方力申、梁漢文）
    - 2007年2月17日翡翠台：美女廚房團年飯（主持：鄭中基、方力申、梁漢文）（由美味棧頭抽特約）

  - 2009年4月5日翡翠台、高清翡翠台：美女廚房（主持：鄭中基、方力申、梁漢文）
- 2006年9月11日翡翠台：遊戲天王（英語：What is Your Game?）（主持：林曉峰、李燦森、蘭茜、李綺雯、鄭健樂）
- 2006年11月4日翡翠台：價啱畀你（2006）（主持：杜汶澤）
- 奧運玩得叻（共二輯）
  - 2007年3月31日翡翠台：奧運玩得叻超級預賽（主持：陳百祥）
  - 2007年4月13日翡翠台：奧運玩得叻（主持：陳百祥）至2007年8月31日
- 味分高下（共兩輯）
  - 2007年8月28日翡翠台：味分高下（主持：庾澄慶、鄧健泓；演出：周麗欣、張韋怡、何卓瑩、鄭瑩瑩、賈曉晨、陳蔚而、麥皓兒、陳宛蔚）至2007年10月19日
    - 2007年10月28日翡翠台：味分高下終極踩台（主持：庾澄慶、鄧健泓）（康泰旅行社呈獻）

  - 2009年2月2日翡翠台、高清翡翠台：耳分高下（主持：庾澄慶、鄧健泓；演出：劉俐、陳蕊蕊、王淑玲、林芊妤、李婷、郭穎橋、陳艾壎、徐詩敏）
    - 2009年3月29日翡翠台、高清翡翠台：首爾分高下（主持：庾澄慶、鄧健泓）（康泰旅行社呈獻）
- 2007年9月8日翡翠台：一馬當先（主持：陳百祥）
- 2007年10月27日翡翠台：開森玩家（主持：森美、吳日言）（P&G二十週年呈獻）至2007年11月17日
- 亮相（共兩輯）（源自美國的電視遊戲節目《Identity（英语：Identity （game show））》）
  - 2008年5月5日翡翠台、高清翡翠台：亮相（主持：葛民輝）節目網頁（页面存档备份，存于）
  - 2008年8月25日翡翠台、高清翡翠台：亮相（主持：森美、阮小儀、方力申、楊思琦、丘凱敏）
- 2008年8月25日翡翠台：筋肉擂台（主持：I Love U Boyz）（第1-5輯不接受嘉賓作賽，第6輯開始每集繳請不同嘉賓參與簡單的遊戲）
- 2009年3月30日翡翠台、高清翡翠台：掌故王（主持：夏雨）
- 大咕窿（共兩輯）
  - 2009年5月9日翡翠台、高清翡翠台：大咕窿（主持：陳偉霆、梁奕倫）
  - 2009年7月16日翡翠台、高清翡翠台：大咕窿（主持：陳偉霆、梁奕倫、阮兆祥）
- 千奇百趣（共十輯）（主持：森美、阮小儀、朱智賢、馮盈盈）
  - 2009年6月19日翡翠台、高清翡翠台：千奇百趣
  - 2010年4月5日翡翠台、高清翡翠台：千奇百趣香港地
  - 2010年7月19日翡翠台、高清翡翠台：千奇百趣Summer Fun
  - 2010年12月13日翡翠台、高清翡翠台：千奇百趣Winter Fun
  - 2011年8月1日翡翠台、高清翡翠台：千奇百趣省港澳
  - 2012年2月25日翡翠台、高清翡翠台：千奇百趣高B班
  - 2012年8月20日翡翠台、高清翡翠台：千奇百趣東南亞
  - 2013年7月15日翡翠台、高清翡翠台：千奇百趣玩FREE D
  - 2014年9月15日翡翠台、高清翡翠台：千奇百趣玩HIGH D
  - 2017年2月27日翡翠台：千奇百趣特工隊
- 2010年1月10日翡翠台、高清翡翠台：逐格鬥（主持：鄭裕玲、I love you Boyz)
- 瘋狂夏水禮系列（共兩輯）
  - 2014年7月21日翡翠台、高清翡翠台：瘋狂夏水禮（主持：林曉峰、崔建邦、蔡思貝、Mandy Lieu；藝員隊/歌星隊：金剛、于淼、洪天明、魏焌皓、朱千雪、葉翠翠、陳庭欣、清穗久美子、鄭敬基、吳若希、陳山聰、謝東閔、周志文、陳嘉桓、金愛妍、雨僑，瘋狂隊/落水隊：洪天明、金剛、朱敏瀚、樂瞳、雨僑、馬賽、陳庭欣、陳華鑫、陸浩明、周志康、何君誠、鄒文正、馮允謙、Crystal、Winkie、陳偉琪、劉溫馨等）
  - 2017年7月29日翡翠台：瘋狂夏水禮2017（主持：林曉峰、林盛斌；旁白：張裕東）
- 大玩特玩系列（共兩輯）
  - 2018年2月10日翡翠台：大玩特玩（主持：區永權、林盛斌、林曉峰）
  - 2018年7月29日翡翠台：大玩特玩 消暑篇
- Sunday王者系列（共兩輯）
  - 2014年7月27日翡翠台、高清翡翠台：Sunday扮嘢王（主持：薛家燕、王祖藍，主演：陳華鑫、梁茵）
  - 2016年1月17日翡翠台、高清翡翠台：Sunday好戲王（主持：森美、陳敏之，演出：袁鎮業、盧偉文、陳俊堅、容天佑、鄭嘉豪、黃榮燊、陳婉婷、楊家寶、吳嘉儀、阮浩棕、郭子豪、黃毅進、林玥、朱斐斐、張雪瑩、楊嘉欣）
- 2015年2月1日翡翠台、高清翡翠台：今晚睇李（主持：李思捷、單立文）
- 2015年7月20日翡翠台、高清翡翠台：超強選擇1分鐘（英語：The Million Dollar Minute，主持：森美、錢嘉樂、草蜢、黃翠如；演出：陳婉衡、郭子豪、黃毅進、阮浩棕、鍾晴、Jasmine W、Fion、Katherine、Carmen、Crystal、Marjorie、Winson）
- 2016年3月7日翡翠台、高清翡翠台：Do姐有問題（主持：鄭裕玲、農夫）
- 2021年6月14日翡翠台：死因有可疑（主持：方力申、張秀文、游嘉欣、郭子豪，演出：劉佩玥、何廣沛、周柏豪、鄭融）
- 明星運動會（主持：鍾志光、陳庭欣、朱凱婷、崔建邦）
  - 2021年6月28日翡翠台：明星運動會前哨戰Fight盡（主持：崔建邦、陳庭欣、鍾志光）
  - 2021年7月4日翡翠台：明星運動會（主持：崔建邦、陳庭欣、鍾志光、朱凱婷）
  - 2021年7月23日翡翠台：全城迎奧運（主演：關浩揚、黃庭鋒）
- 2016年8月14日翡翠台：我愛香港（主持：曾志偉、錢嘉樂、林曉峰、江欣燕、吳家樂、洪天明、阮兆祥、金剛、C君、陸永、蝦頭、泰臣、黃心穎、麥美恩、何雁詩、張惠雅；演出：鄭嘉豪、盧偉文、曹思詩、楊嘉欣，旁白：張裕東）
- 思家系列（共三輯）
  - 2021年8月29日翡翠台：思家大戰（主持：李思捷）
  - 2022年8月7日翡翠台：思家大戰（主持：李思捷）
  - 2023年5月14日翡翠台：思家大戰（主持：李思捷）

### 曾觀眾參與明星遊戲節目
- 1968年__月__日明珠台：信不信由你（英語：WOULD YOU BELIEVE）
- 1968年__月__日翡翠台：過三關（主持：陳富成、劉達志等）
- 1970年__月__日翡翠台：總督妙論人生（主持：馮淬帆、劉家傑；編導：陳寶珠、羅石青）（心理學家測驗的電視節目）
- 1970年__月__日翡翠台：皆大歡喜（演員：朱維德、陳曼娜、陳比莉）
- 197_年__月__日翡翠台：信不信由你（主持：李美怡）
- 197_年__月__日翡翠台：有上有落（主持：何守信、鄧昭行等）
- 197_年__月__日翡翠台：逐秒計（主持：劉家傑、劉慧德）
- 1973年__月__日翡翠台：精打細算（主持：盧國雄、王麗蓉、馮秀蓮、易倩兒、陳喜蓮，演員包括：曾楚霖、鮑漢琳[33]、廖詠湘、黃植森、黎少芳等）
- 1975年__月__日翡翠台：各位觀眾, 鳳凰女小姐（主持：鳳凰女、劉丹）
- 1976年__月__日翡翠台：量入為出（主持：盧國雄、盧大偉、陳喜蓮等）
- 1979年__月__日翡翠台：聲寶多歡樂（主持：盧國雄、鳳凰女）
- 1981年__月__日翡翠台：三菱星空奪寶
- 勝在夠開心（1985-1988）(主持：李有毅、夏雨、韓馬利）
- 1988年7月14日翡翠台：運財福星（主持：鍾保羅、吳君如）
- 海陸空旅遊大競賽（1992）（泰國布吉拍攝，香港首個海外攝製電視競技節目）
- 無綫大寶藏（共兩輯）
  - 1993年10月7日翡翠台：無綫大寶藏（旁白：李心潔）
  - 2006年__月__日無綫收費電視TVB經典台：無綫大寶藏（旁白：林心如）
- 六六無窮（1995-1996）（主持：潘宗明、鄧梓峰、羅霖、苑瓊丹）
- 中華狀元紅（共三輯）節目網頁（页面存档备份，存于）
  - 中華狀元紅（2001）（主持：黃德如、林韋辰、簡慕華）
  - 中華狀元紅（2002）（主持：黃德如、鄧梓峰）
  - 中華狀元紅（2003）（主持：黃德如、鍾景輝）
- 殘酷一叮（共三輯）（改編自《美國偶像》的歌唱節目。參賽者可以使用自己的時間，去演繹個人/組合的作品。在台上的時間愈多，就有更多的獎金(每秒$100)，最後由最長時間的參賽者成為該集的台主。）
  - 2005年2月5日翡翠台：殘酷一叮（主持：李克勤、梁榮忠）
  - 2005年6月11日翡翠台：殘酷一叮（主持：李克勤、梁榮忠）
  - 2007年3月31日翡翠台：殘酷一叮（主持：楊千嬅、森美）
- 一擲千金（共四輯）（《一擲千金》的香港版遊戲節目）
  - 2006年10月29日翡翠台：一擲千金台慶至尊版（主持：許冠文）至2006年11月26日
  - 2006年12月3日翡翠台：一擲千金（主持：許冠文）至2007年1月21日
  - 2007年4月22日翡翠台：一擲千金（主持：張堅庭）至2007年10月21日
  - 2007年10月28日翡翠台：一擲千金金裝台慶版（主持：張堅庭）
- 2008年5月26日翡翠台、高清翡翠台：眉精眼企（主持：曾華倩、胡諾言）
- 財智達人（共兩輯）
  - 2009年3月16日翡翠台、高清翡翠台：財智達人（主持：鄭裕玲）（證監會特約）
  - 2012年2月27日翡翠台、高清翡翠台：財智達人II（主持：鄭裕玲）（證監會特約）
- 2011年11月28日翡翠台、高清翡翠台：知法守法（主持：鄭裕玲）
- 2012年5月2日翡翠台、高清翡翠台：智強積金王（主持：鄭裕玲）
- 2012年4月23日翡翠台、高清翡翠台：700萬人的數字（主持：鄭裕玲、農夫）
- 正識第一系列
  - 2009年12月7日翡翠台、高清翡翠台（第一輯主持：張繼聰、鄧健泓）
  - 2011年3月14日翡翠台、高清翡翠台（第二輯主持：馬浚偉）
- 2022年10月3日翡翠台：答得快 好世界（主持：張秀文、鄭衍峰）

### 觀眾席和藝人參與之遊戲節目
- 1967年11月25日翡翠台：花王俱樂部（英語：Pick-A-Box）（歷任主持：胡章釗、林燕妮、鍾玲玲、鍾曉薇、陳喜蓮、黃文慧、程可為、葛靄慈等）
- 1974年__月__日翡翠台：心大心細（歷任主持：胡章釗、程可為、趙雅芝等）
- 棋逢敵手（共兩輯）
  - 1984年-1985年__月__日翡翠台：棋逢敵手（主持：沈殿霞、羅銘偉）
  - 1986年-1987年__月__日翡翠台：棋逢敵手（主持：鄭裕玲、李龍基）
- 1991年7月__日翡翠台：IQ 遊樂場（主持：夏雨、黎海珊）
- 大話俱樂部（1992-1993）（主持：鄭丹瑞）
- 1994年1月20日翡翠台：江山如此多FUN（主持：黃霑、江欣燕、馬浚偉、鄒靜、劉飛飛、鍾漢良、鄧飛，旁白：源家祥）
  - 1995年7月__日翡翠台：絲路狀元爭霸戰（主持：黃霑、梅小惠、鄧梓峰、王馨平）
  - 1995年8月__日翡翠台：三峽狀元爭霸戰（主持：黃霑、梅小惠、潘宗明、陳法蓉）
  - 1995年__月__日翡翠台：西藏狀元爭霸戰（主持：黃霑、梅小惠、洪朝豐、郭藹明）
- 1994年9月29日翡翠台：開心番埋嚟（英語：Happy Family Feud）（主持：曾志偉、劉美君、江欣燕、安德尊）
- 1995年2月7日翡翠台：運財智叻星（主持：陳百祥）
- 1997年11月26日翡翠台：電視大贏家（主持：汪明荃、江欣燕、梅小惠）（考問參賽者對無綫電視節目的認識）
- 2001年8月19日翡翠台：一筆OUT消智取三百萬（惠康特約）（主持：鄭裕玲）
- 2001年8月20日翡翠台：一筆OUT消（惠康特約）（主持：鄭裕玲）（《The Weakest Link（英语：The Weakest Link）》的香港版問答遊戲節目，節目中會問參賽者各方面的問題，期間由各參賽者決定誰出局，最後剩下來的最後一位參賽者可以勝出。）
- 智在必得（共兩輯）
  - 2002年1月__日翡翠台：智在必得（主持：鄭丹瑞）
  - 2003年4月26日翡翠台：智在必得（主持：沈殿霞）
- 2002年5月27日翡翠台：一觸即發（主持：黃子華）
- 2003年9月13日翡翠台：橫掃千金（主持：鄭丹瑞）
- 百法百眾（共三輯）
  - 2005年4月25日翡翠台：百法百眾（主持：鄭裕玲）
  - 2005年9月19日翡翠台：百法百眾（主持：鄭裕玲）
  - 2006年5月20日翡翠台：百法百眾（主持：鄭裕玲）
- 2005年5月1日翡翠台：有招出招（主持：鄭中基、李思捷）
- 2006年7月16日翡翠台：智勝之道（地鐵特約）（主持：林曉峰、梁榮忠）
- 2007年1月4日翡翠台：問題娛樂圈（主持：胡諾言、江欣燕）至2007年2月23日節目網頁（页面存档备份，存于）
- 2007年7月3日翡翠台：最緊要進步（主持：王貽興、沈卓盈）
- 係咪小兒科（共兩輯）
  - 2008年10月25日翡翠台、高清翡翠台：係咪小兒科（主持：古巨基）（中國建設銀行特約）
  - 2009年10月5日翡翠台、高清翡翠台：係咪小兒科（主持：古巨基）
- 財智達人（共兩輯）
  - 2009年3月16日翡翠台、高清翡翠台：財智達人（主持：鄭裕玲）（證監會特約）
  - 2012年2月27日翡翠台、高清翡翠台：財智達人II（主持：鄭裕玲）（證監會特約）
- 2011年11月28日翡翠台、高清翡翠台：知法守法（主持：鄭裕玲）
- 2012年5月2日翡翠台、高清翡翠台：智強積金王（主持：鄭裕玲）
- 2012年4月23日翡翠台、高清翡翠台：700萬人的數字（主持：鄭裕玲、農夫）
- 2012年7月23日翡翠台、高清翡翠台：玩轉三周1/2（主持：林曉峰、吳家樂、蕭正楠、金剛及許亦妮等）
- 2012年8月13日翡翠台、高清翡翠台：迎海尋珍奪寶（主持：鄭裕玲）
- 2013年7月7日翡翠台、高清翡翠台：星夢傳奇（主持：鄭裕玲、崔建邦）
- 2014年3月24日翡翠台、高清翡翠台：年代大激鬥（主持：安德尊、呂慧儀、林盛斌，旁白：盧大偉）

## 每歷年無綫電視之兒童節目
- 1968年2月__日翡翠台：兒童樂園（英語：Children's Garden，歷任主持：丁茜、趙心妍、陳鳳蓮等）
- 196_年__月__日明珠台：兒童樂園（英語：Children's Wonderland，主持：夏思達）
- 196_年__月__日翡翠台：兒童舞蹈（主持：毛妺）
- 1970年__月__日翡翠台：兒童天才表演
- 1971年4月4日翡翠台：兒童節唱遊（主持：陳鳳蓮、陳非龍）
- 1974年__月__日翡翠台：齊齊玩（歷任主持：蔡麗貞、莊文清、温燦華、葛劍青等，編導：曾勵珍、趙仕謙）
- 1974年__月__日明珠台：齊齊玩
- 1976年9月2日翡翠台：跳飛機（第一代主持：黃汝燊、Billy仔、文仔、青蛙仔、Nancy、劉麗詩、嚴秋華，第二代主持：王愛明、黃造時、嚴秋華、馮欽河、蘇菁菁、阿Cat）
- 1976年9月5日翡翠台：開心地（主持：陳復生、錢唯一）
- 1980年__月__日明珠台：回力棒（歷任主持：狄素珊、林子祥、賈思樂、戴莉高等）
- 1980年6月2日翡翠台：跳飛機與你（主持：李青山）
- 1981年__月__日翡翠台：小音符
- 1981年__月__日翡翠台：兒童舞曲
- 1981年__月__日翡翠台：童話天地
- 1981年__月__日翡翠台：螢火蟲（主持：張晉榮、露雲娜）
- 1982年2月1日翡翠台：四三零穿梭機（主持：張國強、方嘉瑩、譚玉瑛、梁朝偉、區艷蓮、周星馳、龍炳基、曾華倩、藍潔瑛、胡渭康、黎芷珊、鄭伊健、陳嘉輝、嚴煥全、葉其美、石金華）
  - 1982年12月__日翡翠台：黑白殭屍（主演：周星馳、梁朝偉、龍炳基、曾華倩、譚玉瑛、麥大成、麥皓為）
- 1986年__月__日明珠台：JJ少年
- 1989年4月2日翡翠台：兒歌兒歌
- 1989年9月11日翡翠台：閃電傳真機（主持：譚玉瑛、麥長青、黎芷珊、黃智賢、朱茵、駱俊文、伍文生、梁詠琳、顏菁葦、張沅薇、蓋世寶、李天翔等）
- 1990年__月__日明珠台：Beezwacks
- 1990年__月__日明珠台：Zip Rap
- 1992年8月30日翡翠台：兒歌金曲頒獎典禮（主持：鄭丹瑞（1992-1995、2007，由於當時沈殿霞仍然效力亞洲電視或身體不適）、沈殿霞、安德尊、當年的香港小姐冠軍、當年的TVB兒童節大使）
- 1992年8月__日翡翠台：親親大腳板（演員：陳浩軒、鄧達智、上田莉琪、羅洛芹、劉淨然、鍾鎮濤、黎 宣、蔡國權、楊雪儀、陳秀雯）
- 1993年7月__日翡翠台：親子也瘋狂（主持：鄧梓峰、楊 羚）
- 1993年7月__日翡翠台：成長的困惑
- 1994年1月__日翡翠台：兒歌新天地至1996年7月__日
- 1995年7月__日翡翠台：孩和天與地（演出：劉佩玥、湯洛雯、呂頌賢、駱達華、吳毅將、李麗麗、譚倩紅、文偉鴻）
- 1996年7月__日翡翠台：完全智力遊戲（演出：駱達華、吳毅將、李麗麗、陳曼娜、馮素波、譚倩紅、方駿釗）
- 1996年7月__日翡翠台：寰宇親情（演出：黃美棋、王子涵、呂頌賢、駱達華、吳毅將、莊靜而、魯振順、文偉鴻）
- 1996年8月25日翡翠台：聰明伶俐主人翁（主持：容錦昌、潘冰嫦）
- 1997年1月25日翡翠台：九七兒歌之串燒向前啦啦隊（演員：郭卓樺、黎漢持）
- 1997年2月1日翡翠台：兒歌金榜
- 1999年__月__日翡翠台：咕啦咕啦超級樂園
- 開心上學記事簿（共兩輯）
  - 1997年__月__日翡翠台：開心上學記事簿（主持：鄺文珣、鄧一君）
  - 1999年__月__日翡翠台：開心上學記事簿II
- 2000年1月3日翡翠台：至Net小人類（藝員及小主持：譚玉瑛、蓋世寶、唐韋琪、許文翹、伍文生、張美妮、張潔蓮、黃樂兒、羅貫峰、李天翔、劉家聰、張國洪、李紫昕、卓兒、陳嘉露、陳佩思、杜大偉、李天翔、馮慧敏、雷子俊、韓靜怡、江君祐、原鳳君、雷芯怡、孔祺、鮑天𧙗、張裕東、李芷菁、陳婷欣、李厚賢、王文熙、余詠怡、張曼彤、林樂遙、戴天晴、區朗濠、余傲心、胡曉嵐、朱穎彥及曾朗聰等等）
- 2000年7月__日翡翠台：BB也SHOPPING之非常任務
- 2000年8月__日翡翠台：Q嘜細運會（主持：麥長青、胡杏兒、蓋世寶；嘉賓：元華、蘭茜、梁思浩、劉曉彤、洪天明）
- TVB兒童節10週年獻禮
  - 2001年__月__日翡翠台：新加坡親子樂逍遙（主持：張美妮、曹永廉、譚玉瑛）
  - 2001年7月__日翡翠台：繽FUN動感天地
  - 2001年8月__日翡翠台：小眼睛看春灣鎮
  - 2001年8月__日翡翠台：小小大挑戰
- 2001年8月__日翡翠台：72行小人類（主持：安德尊、李燕珊）
- 2001年12月__日翡翠台：週日小人類（主持：黃佩珊、馮慧敏、馮家俊）
- 2002 TVB兒童節獻禮
  - 2002年8月3日翡翠台：BILI BALA 小咀巴（主持：戴耀廷、區諾軒、趙家賢、鍾錦麟、吳政亨、袁嘉蔚、梁晃維、鄭達鴻、徐子見、楊雪盈、彭卓棋、岑子杰、毛孟靜、何啟明、馮達浚、劉偉聰、黃碧雲、劉澤鋒、黃之鋒、譚文豪、李嘉達、譚得志、胡志偉、施德來、朱凱迪、張可森、黃子悅、伍健偉、尹兆堅、郭家麒、吳敏兒、譚凱邦、何桂藍、劉頴匡、楊岳橋、陳志全、鄒家成、林卓廷、范國威、呂智恆、梁國雄、林景楠、柯耀林、岑敖暉、王百羽、李予信、余慧明）
  - 2002年8月4日翡翠台：小腳板第一旅（演員：謝宛婷、謝朗庭、潘 迪、張裕里、黃偉恆、蘇日麗）
  - 2002年8月25日翡翠台：小眼睛看中山水鄉（主持：麥長青、李浩林、黃安琪）
  - 2002年9月__日翡翠台：PET PET小兒科（主持：許智峯、黃碧雲、毛孟靜、胡志偉、譚文豪、尹兆堅、林卓廷、張超雄、涂謹申、梁耀忠、鄺俊宇、葉建源、李國麟、邵家臻、莫乃光、陳志全、陳淑莊、朱凱廸、郭榮鏗、郭家麒、楊岳橋、梁繼昌、鄭松泰及陳沛然等）
- 2003年1月18日翡翠台：開心小跳豆至2004年10月23日（主持：薛家燕、安德尊、陳凱怡、傅楚卉）
- 2003年6月22日翡翠台：精靈智多kid（主持：安德尊、杜大偉、胡家惠、關伊彤、戚黛黛、陳姿穎、張雪芹）
- 2004年6月20日翡翠台：天才智叻星（主持：杜大偉、戚黛黛、陳姿穎、張雪芹）
- 2004年10月23日翡翠台：DaDa DeDe精靈樂園（主持：王祖藍、梁麗瑩、戚黛黛）
- 2004年11月21日翡翠台：DaDa DeDe小名廚至2006年1月29日（主持：蓋世寶、何婷恩、黎諾懿、王祖藍）
- 2005年1月3日翡翠台：放學ICU（主持：蓋世寶、蕭徽勇、鄧永健、司徒瑞祈、吳綺珊、何沛霖、王東泰、鄭詠謙、林穎彤、譚玉瑛、唐韋琪、陳佩思、李霖恩、王少萍、高可慧、霍建邦、沈卓盈、羅照中、曹永廉、杜大偉、何嘉裕、關婉珊、黃澤鋒、羅天池、黃曉明、李君妍、呂熙、阮政峰、黎桐康、陳琪、陳嘉露、梁珈詠、蔡淇俊、張國洪、李泳漢、劉家聰）
- 2006年2月5日翡翠台：DaDa DeDe識多D（主持：高鈞賢、司徒瑞祈、何婷恩）
- 2006年10月1日翡翠台：追趕跑跳大中華（主持：司徒瑞祈）
- 2008年2月3日翡翠台：智激校園（主持：高皓正、余天欣、司徒瑞祈、潘曉彤、杜大偉、駱胤鳴）
- 2008年2月23日翡翠台：問問Master Joe（主演：游莨維、楊洛婷、吳業坤）
- 2009年8月29日翡翠台、高清翡翠台：動畫金曲音樂會
- 2010年8月28日翡翠台、高清翡翠台：TVB兒童節 天才大匯演（司儀：安德尊、曾華倩、龔嘉欣）
- 2014年1月5日翡翠台：猩猩補習班	（主持：韋兆嫻、孫千平、招 穰、揭詠芯、蔡愷桐、范晉瑋、姚育希、譚曉琳、林天佑）
- 2015年9月14日翡翠台、高清翡翠台：精伶童學會（嘉賓主持：黃山怡、黃智雯、葉翠翠、譚玉瑛、黃長興、楊詩敏、呂慧儀、陸永權、岑麗香、薛家燕）
- Think Big系列
  - 2015年1月12日翡翠台：Think Big 天地（各往主持：余德丞、林希靈、黃愷怡、黃碧蓮、李雯希、阮浩棕、鍾君揚、單文柔、陳雅思、馬俊傑、鍾晴、何依婷、伍樂怡、邱晴、鄧家禮、曾展望、徐文浩、王虹茵、黃芷欣、吳佩隆、陳嘉慧、梁敏巧、徐文浩、王虹茵、黃芷欣、曾展望、吳佩隆、陳嘉慧、倪嘉雯、陳楨怡、陳若思、林溥來、周奕瑋、周筠浩、黃芷晴、黃語芊、祈智犧、陳穎朗、周穎彤、祝羨欣、李嘉萍）
  - 2015年1月17日翡翠台：Think Big 大明星（各往主持：余德丞、林希靈、黃愷怡、黃碧蓮、李雯希、阮浩棕）
  - 2015年10月24日翡翠台：Think Big 遊學團（各往主持：余德丞、林希靈、黃愷怡、黃碧蓮、李雯希、阮浩棕、鍾君揚、單文柔、馬俊傑、鍾晴）
  - 2017年7月1日翡翠台：Big Big小明星（各往主持：黃碧蓮、鍾君揚、單文柔、馬俊傑、鍾晴、何依婷、伍樂怡、邱晴、鄧家禮、曾展望、徐文浩、王虹茵、周筠浩、黃芷晴、黃語芊、祈智犧、迪倫瑪沙、周穎彤、祝羨欣、何遠東、黃芷欣、梁敏巧、吳佩隆、陳嘉慧、倪嘉雯）
- 2021年8月16日翡翠台：Hands Up（主持：伍文生、關宛珊、吳佩隆、倪嘉雯、陳若思、潘靜文、呂靜文、黃浩霆、曹銦玲、黃意天、黃瀅仴、梁芷菁、周志康）
- 2021年9月4日翡翠台：兒歌金曲Summerfest（主持，表演或演出嘉賓：薛家燕、黎諾懿、丁子朗、羅毓儀、黎瑞恩、歐倩怡、菊梓喬、王灝兒、李幸倪、譚嘉儀、姚焯菲、鍾柔美、詹天文、文凱婷、曾樂彤、艾妮、滕麗名、朱凱婷、莫家淦、涂毓麟、石山街、曾比特、陳凱詠、唐嘉麟、施匡翹、伍富橋、李家仁、狄以達、袁鎮業、陳善渝、葉泓聲、方紹聰、李俊華、劉展霆、關嘉敏、譚玉瑛、黎芷珊、蓋世寶、伍文生、關宛珊、倪嘉雯、陳煦凝、呂靜文、吳佩隆、黃浩霆、潘靜文、鄧智堅、張翼東、吳嘉儀、黃頌明、袁淑珍、黃鳳英、林國雄、雷碧娜、無線藝員訓練班學員2021年等）

### 動畫節目
又指由翡翠動畫所有製作的電視節目
- 1987年3月10日翡翠台：成語動畫廊
- 1988年10月21日翡翠台：小悟空
- 1998年12月21日翡翠台：寓言學說動畫廊
- 2003年5月10日翡翠台：小天使糖糖（與日本TBS電視台聯合製作）
- 2003年7月12日翡翠台：神鵰俠侶（與日本動畫公司聯合製作）

## 大型製作節目一活動系列

### 頒獎
頒獎典禮項目系列：
- 1981年4月__日翡翠台：香港電影金像獎頒獎典禮（可參考：Category:香港電影男演員及Category:香港電影女演員）
  - 2009年4月19日：金像獎列強檢閱
- 1994年4月17日翡翠台：第一屆金彩虹演藝紅人頒獎典禮（司儀：黃霑、鄭裕玲）
- 1998年__月__日翡翠台：清潔香港稱王稱霸頒獎禮（司儀：鄭裕玲、鄭伊健、周海媚）
- 1998年__月__日翡翠台：冠軍人馬頒獎典禮
- 2004年9月11日翡翠台：邵逸夫獎頒獎典禮（司儀：鄭裕玲、陳志雲）
- 2006年11月10日翡翠台、高清翡翠台：萬千星輝頒獎典禮（司儀：鄭裕玲）
  - 2008年11月1日翡翠台、高清翡翠台：萬千星輝頒獎典禮雌雄牙骹戰
- 2007年3月20日明珠台：亞洲電影大獎
  - 2008年3月18日翡翠台：第二屆亞洲電影大獎星光盛況
- 2007年4月29日娛樂新聞台：全球華語大學生影視獎頒獎典禮
- 2007年8月5日翡翠台：TVB最受歡迎廣告頒獎典禮
  - TVB最受歡迎廣告頒獎典禮推廣節目系列
    - 2007年7月23日翡翠台：TVB最受歡迎廣告頒獎典禮2007前奏
    - 2008年6月2日翡翠台：電視廣告真力量
    - 2009年3月30日翡翠台：電視廣告真力量

### 慶典
台慶系列：
- 1981年11月19日翡翠台：群星獻技賀台慶
- 1982年11月19日翡翠台、高清翡翠台：萬千星輝賀台慶（前身為《龍鳳呈祥賀台慶》，紀念電視廣播有限公司成立的節目，每年於11月19日舉行）
  - 1992年11月19日翡翠台：銀禧星輝賀台慶
  - 2007年10月6日翡翠台：TVB四十年盛世最強迎台慶（司儀：鄭裕玲、鄧梓峰）
  - 2008年10月4日翡翠台、高清翡翠台：TVB四十一年 時刻向前迎台慶
  - 2019年11月19日翡翠台：珍惜香港 發放娛樂 TVB 52年
- 1987年6月19日翡翠台：翡翠星輝二十年
- 1987年10月18日翡翠台：翡翠群星二十年
- 1988年11月__日翡翠台：開心歡樂21年（主持：周國麟、何美婷）
- 1989年11月__日翡翠台：螢幕穿梭22年
- 1990年10月7日翡翠台：群星獻藝迎台慶（司儀：汪明荃、李司棋、潘宗明）
- 1991年10月13日翡翠台：邁向銀禧迎台慶（司儀：何守信、盧大偉、陳敏兒、朱慧珊）
- 1991年10月__日翡翠台：翡翠銀禧當年情
- 1991年11月__日翡翠台：螢幕繽紛25年（主持：何守信）
- 1991年11月16日翡翠台、高清翡翠台：翡翠歌星賀台慶（司儀：鄭丹瑞）
- 1992年__月__日翡翠台：銀禧搞笑工程（主持：胡楓、夏雨、梅小惠）

國慶系列：
- 1994年10月1日翡翠台、高清翡翠台：國慶文藝晚會（紀念中華人民共和國成立的節目，每年於10月1日舉行）
- 1997年10月__日翡翠台：紫荊吐艷慶歡騰

香港回歸祖國系列：
- 1997年6月8日翡翠台：元朗萬千風采迎回歸（迎香港回歸祖國）
- 1997年6月14日翡翠台：萬眾一心迎回歸（迎香港回歸祖國）
- 1997年6月30日翡翠台：龍的光輝-香港回歸大匯演（迎香港回歸祖國）
- 2002年6月30日翡翠台：慶祝香港回歸祖國五周年文藝晚會（紀念香港回歸中國的節目）
- 2007年6月30日翡翠台：慶祝香港回歸祖國十周年文藝晚會（紀念香港回歸中國的節目）
- 2012年6月30日翡翠台：慶祝香港回歸祖國十五周年文藝晚會（紀念香港回歸中國的節目）
- 2017年6月30日翡翠台：慶祝香港回歸祖國二十周年文藝晚會（紀念香港回歸中國的節目）
- 2022年7月1日翡翠台：慶祝香港回歸祖國二十五周年文藝晚會（紀念香港回歸中國的節目）
- 2025年7月1日翡翠台：星耀紫荊慶回歸紅館晚會

數碼地面電視廣播系列：
- 2007年12月31日翡翠台、高清翡翠台：數碼電視新紀元（與亞洲電視聯合製作）
- 2007年12月31日翡翠台、高清翡翠台：翡翠高清首映禮
- 2016年4月17日翡翠台：myTV SUPER呈獻: 萬千星輝睇多D（司儀：鄭裕玲、農夫、林盛斌）

### 選美節目
選美、選拔系列：
- 1973年6月17日翡翠台：香港小姐競選（勝出者可成為香港小姐，每年於夏季舉行）
  - 1980年6月1日翡翠台：香港小姐的誕生（主持：劉慧德）
  - 1983年11月12日翡翠台：美麗的回憶
  - 1991年6月9日翡翠台：《1991年度香港小姐競選》準決賽
  - 2004年__月__日翡翠台：香港美麗大學
  - 2004年6月19日翡翠台：港姐熱賣周刊
  - 2005年6月3日翡翠台：美麗由心開始．競艷篇
  - 2006年6月5日翡翠台：美麗友營（2006年度《香港小姐競選》首輪淘汰活動）
  - 2007年8月11日翡翠台：港姐美麗芳踪
  - 2009年7月19日翡翠台、高清翡翠台：美麗告白
  - 香港小姐候選佳麗外景活動系列
    - 2005年7月26日翡翠台：香港小姐南亞體驗篇（康泰旅行社特約）
    - 2006年__月__日翡翠台：美麗遊學團（康泰旅行社特約）
    - 2007年7月7日翡翠台：香港小姐奧運任務（康泰旅行社特約）
    - 2008年7月3日翡翠台：香港小姐加勒比海熱力派對（康泰旅行社特約）
    - 2009年8月15日翡翠台、高清翡翠台：美麗體驗北海道（主持：胡杏兒、陳倩揚）

  - 香港小姐競選推廣節目系列
    - 2007年4月19日翡翠台：美麗的奉獻
    - 2008年4月6日翡翠台、高清翡翠台：美麗啟航

  - 香港小姐面試實錄系列
    - 2007年6月2日翡翠台：香港小姐面試實錄
    - 2008年5月12日翡翠台、高清翡翠台：香港小姐面試實錄

  - 香港小姐旅遊大使推廣節目系列
    - 2008年7月10日翡翠台：旅遊大使純美檔案

  - 香港小姐領獎推廣系列
    - 2008年8月3日翡翠台：08港姐領獎全接觸廣告雜誌
- 1985年8月31日翡翠台：香港健美小姐競選（司儀：沈殿霞、鄭裕玲、何守信、周潤發）
- 1986年8月24日翡翠台：電視小姐競選（司儀：謝賢、沈殿霞、鄭裕玲）
- 1987年4月5日、1989年翡翠台：香港太太競選（第一屆司儀：甘國亮、鄭裕玲，第二屆司儀：鍾保羅、葉童）
- 1987年5月24日翡翠台：超級新星競選（司儀：何守信、鄭裕玲）
- 1987年__月__日翡翠台：全能司儀選拔大賽（司儀：汪明荃、鍾保羅、盧大偉）
- 1988年4月17日翡翠台：銀河接力大賽（司儀：沈殿霞、鄭丹瑞）
- 1988年5月15日、1993年翡翠台：香港新婚夫婦競選（第一屆司儀：鄭丹瑞、鍾保羅、邱淑貞，第二屆司儀：鄭丹瑞、陳淑蘭）
- 1988年10月2日翡翠台：國際中華小姐競選（前稱《國際華裔小姐競選》）（勝出者可成為國際中華小姐，每年於年初舉行）
  - 1991年__月__日翡翠台：華裔小姐選舉前奏（主持：陳法蓉）
  - 2007年12月15日翡翠台：國際中華小姐競選內地選拔賽
- 1989年4月16日翡翠台：世界模特兒(一九八九)香港大賽（只有一屆）（司儀：陳欣健、李美鳳）
- 1992年、1993年__月__日翡翠台：中華模特兒大賽（第一屆司儀：陳欣健、葉玉卿，第二屆司儀：黃霑、曾志偉）
- 1993年10月__日翡翠台：國際航空小姐選舉（1992年第一屆在《歡樂今宵》時段內播出，1993年起成為獨立節目至1998年後停止舉辦）
- 2005年7月24日翡翠台：香港先生選舉（勝出者可成為香港先生）（司儀：鄭裕玲）
  - 2007年7月29日翡翠台：香港先生型鬥營
  - 2007年8月5日翡翠台：香港先生型男增值班
- 2008年9月7日翡翠台、高清翡翠台：澳門威尼斯人®2008澳門小姐（勝出者可成為澳門小姐）
- 國際小姐選美大賽
  - 2008年11月8日翡翠台、高清翡翠台：第四十八屆國際小姐選美大賽2008(澳門威尼斯人®冠名贊助)（司儀：鄭裕玲、曾志偉、陳芷菁）
- 2020年12月26日翡翠台：衝上雲霄大選（主持及演出者嘉賓：鄭裕玲、林盛斌、陸浩明、陸永、C君、龔嘉欣、羅天宇、馮盈盈、安德尊、楊詩敏、朱凱婷、傅嘉莉、連詩雅、譚嘉儀、戴祖儀、林穎彤、林景程、郭子豪、黃美棋、周奕瑋、黃庭鋒、何依婷、譚永浩、鄧智堅、鄧卓殷、黃嘉雯、王菲、古佩玲、陳熙蕊、鄭衍峰、陳詩欣、蔡嘉欣、吳天佑、蘇可欣、吳佩隆、黃凱儀、游嘉欣、林正峰、陳欣茵、杜穎珊、徐文浩、呂靜文、黃芷欣、陳煦凝、何孟珊、麥詩晴、張盈悅、源菲然、謝嘉怡、陳楨怡、郭柏姸，星級航空公司乘客：黃嘉雯、蔡嘉欣、王菲、陳熙蕊、古佩玲、何依婷、鄧卓殷、陳若思、陳楨怡、何沛珈、郭柏姸、麥詩晴、謝嘉怡、源菲然、張盈悅、馮盈盈；航空界機長嘉賓：楊紹基）

### 慈善節目

#### 部份週年紀念節目系列
- 可參見：無綫電視慈善節目

籌款活動系列
- 1972年6月18日翡翠台：觀塘新區六一八雨災事件籌款晚會（為全港首個香港電視廣播歷史電視上籌款節目俱參與秀茂坪秀茂坪邨徙置區籌款，歷時約十二小時，包括：李小龍、任劍輝、陳寶珠、新馬師曾、黃曼梨等人）
- 1972年6月24日翡翠台：重賑災義演節目—無綫電視籌款賑災慈善表演大會（當進行為全港首個電視籌款節目，香港電視史上首次為馬拉松形式直播的籌款活動，長達約12小時；包括：胡章釗、張瑛、梁醒波、譚炳文、許冠文、李小龍、陳寶珠、新馬師曾、任劍輝、白雪仙連同雛鳳鳴劇團、陳錦棠、麥炳榮、鳳凰女、任冰兒、許英秀、陳嘉鳴、鄭君綿、以及與聯同的高麗等等）
- 1979年12月14日翡翠台、高清翡翠台：歡樂滿東華／愛心滿東華系列（為東華三院籌款，每年於12月舉行）
  - 1998年__月__日翡翠台：東華愛心競技大賽（農曆新年特備賀歲節目，東華愛心慶歡騰前身）
  - 1999年__月__日翡翠台：東華愛心慶歡騰（農曆新年特備賀歲節目，2007年則由Neway特約，2010年則稱東華「競」「歌」Super Show，2011年則由保多康特約）（2011年司儀：安德尊、梁嘉琪、呂慧儀）
- 1985年1月__日翡翠台、高清翡翠台：博愛歡樂傳萬家（為博愛醫院籌款，每年於3月舉行）
- 1985年9月__日翡翠台、高清翡翠台：白金巨星耀保良／星光熠熠耀保良（為保良局籌款，側才獲得能可以一般於每年9月舉行，2007年則於6月舉行，2008年則於5月舉行）
  - 1980年10月17日翡翠台：保良局慈善演唱會（《星光熠熠耀保良》前身，為保良局籌款，黃淑儀、何守信主持；楊以和編導）
  - 1981年9月5日翡翠台：星光熠熠勁爭輝（《星光熠熠耀保良》前身，為保良局籌款，每年舉行一次，林嘉華主持）
  - 2005年、2006年1月30日翡翠台：桃李爭輝耀保良（農曆新年特備賀歲節目）（2005年司儀：林盛斌、李國能、杜浚斌、羅佩怡，2006年司儀：林盛斌、黎海珊）
  - 2011年2月3日翡翠台、高清翡翠台：保良福兔喜迎春（農曆新年特備賀歲節目，莎莎新春呈獻）（司儀：吳家樂、楊思琦、宋熙年）
  - 2012年1月23日翡翠台、高清翡翠台：金龍獻瑞耀保良（農曆新年特備賀歲節目，莎莎新春呈獻）（司儀：薛家燕、吳家樂、陳倩揚）
  - 2008年__月__日翡翠台、高清翡翠台：保良繽紛教育60年（紀念保良局教育服務成立60周年特備節目）（司儀：蔡康年）
  - 2010年2月14日翡翠台、高清翡翠台：保良局開心跨越131（紀念保良局成立131周年特備節目，亦是農曆新年特備賀歲節目）（司儀：汪明荃、鄧梓峰、丘凱敏）
- 1987年10月__日翡翠台、高清翡翠台：慈善星輝仁濟夜（為仁濟醫院籌款，每年於1月舉行）
- 1988年6月26日翡翠台：群星共賀公益金（司儀：沈殿霞、盧大衛、鍾保羅、盧敏儀）
- 1989年5月27日翡翠台：民主歌聲獻中華（為八九民運籌款）
- 1990年__月__日翡翠台：慧妍光輝顯愛心（司儀：盧大偉、鄭文雅）
- 1991年3月1日翡翠台：公益金輝慈善夜（司儀：鄭裕玲、陳欣健）
- 1991年7月17日翡翠台：華東水災籌款晚會（為九一華東水災籌款）
  - 1991年7月27日翡翠台：演藝界總動員忘我大匯演（為九一華東水災籌款）
- 1992年3月1日翡翠台：群星公益大派對（司儀：盧大偉、鄧梓峰、朱慧珊）
- 1992年4月12日翡翠台：志蓮演藝同心獻關懷（司儀：曾志偉、陳欣健、汪明荃、潘宗明、朱慧珊）
- 1993年3月7日翡翠台：公益金輝廿五年（司儀：鄭裕玲、曾志偉）
- 1993年3月__日翡翠台：溫情冧歌嘉年華（司儀：陳欣健、李美鳳）（為加拿大溫哥華聖若瑟醫院籌款）
- 1993年4月18日翡翠台：減災扶貧創明天
- 1993年10月17日翡翠台：減災扶貧閉幕匯演（司儀：曾志偉、陳欣健、汪明荃、鄭裕玲）
- 1994年6月27日翡翠台：華南水災籌款之夜
- 1994年__月__日翡翠台：無限愛心獻關懷演唱會（司儀：鄭丹瑞、周海媚）
- 1994年10月9日翡翠台：加港愛心連線大行動（司儀：鄭丹瑞、曾志偉、鄭裕玲）（為加拿大溫哥華聖若瑟醫院籌款）
- 1994年11月__日翡翠台：萬顆善心耀志蓮（司儀：曾志偉、曾華倩）
- 1995年1月__日翡翠台：星光燦爛仁愛堂/善心滿載仁愛堂
- 1995年5月__日翡翠台：萬眾同心公益金（為香港公益金籌款，每年於5月舉行）
- 1995年7月__日翡翠台：助殘扶貧獻愛心（司儀：曾志偉、汪明荃、沈殿霞）
- 1995年__月__日翡翠台：無限關懷演唱會（司儀：鄭丹瑞、周海媚）
- 1995年11月__日翡翠台：公益金百萬行二十五週年之名人群星競技大賽（主持：朱慧珊、陳淑蘭、陳啟泰、安德尊）
- 1996年8月26日翡翠台：明愛暖萬心（為香港明愛籌款）
- 1996年__月__日翡翠台：奧比斯愛心獻光明（司儀：曾志偉、汪明荃、鄭裕玲）
- 1996年__月__日翡翠台：愛心同行愛之夜（為香港愛滋病基金會籌款）
- 1996年__月__日翡翠台：四海一心加港情（為加拿大中僑互助會籌款）
- 1996年9月__日翡翠台：愛心獻再生（1996年司儀：曾華倩、鄧梓峰，1997年司儀：顧紀筠、鄧梓峰、丘凱敏、王賢誌）
- 1997年2月__日翡翠台：助人自助樂施夜（司儀：鄧梓峰、朱慧珊）
- 1997年4月20日翡翠台：瑪麗醫院光輝飛越60年（司儀：鄭丹瑞、黎耀祥、李蕙敏）
- 1997年12月__日翡翠台：群星獻技慈善SHOW
- 1998年1月17日翡翠台：健康快車光明之旅[34]
- 1998年__月__日翡翠台：健康快車光明之旅
- 1998年__月__日翡翠台：保良金輝120年（為保良局籌款）
- 1998年__月__日翡翠台：仁濟愛心創未來（為仁濟醫院籌款）
- 1998年8月15日翡翠台：齊心同抗長江水災大行動
- 1999，2000，2004年翡翠台：護苗基金星輝夜（為護苗基金籌款）
- 1999年9月__日翡翠台：送暖到台灣
- 1999年__月__日翡翠台：活得精彩慶新生（司儀：鄧梓峰、顧紀筠）
- 2000，2003，2004年翡翠台：加港星輝耀頤康（2000年司儀：錢嘉樂、顧紀筠，2003年司儀：顧紀筠、鄧梓峰、丘凱敏、王賢誌，2004年司儀：林曉峰、丘凱敏、顧紀筠）
- 2000年8月__日翡翠台：敦煌佛蹟結善緣（司儀：劉德華、李克勤、顧紀筠、楊婉儀、郭羨妮）
- 2000年9月__日翡翠台：愛心善心美港心連心（司儀：劉德華、李克勤、顧紀筠、楊婉儀、郭羨妮）
- 2001年6月__日翡翠台：公務員同心協力為公益金
- 2002年__月__日翡翠台：政府公務員為齊齊協助公益金
- 2000、2003年__月__日翡翠台：無綫愛心傳萬里（為美國紐約大學下城醫院特設的福安康寧華人社區保健計劃籌款）（1996及1998年首兩屆在《勁歌金曲》時段內播出，其後兩屆成為獨立節目）（2000年司儀：鄧梓峰、蔡慧敏，2003年司儀：林曉峰、張可頤）
- 2001年6月__日翡翠台：獅子會真情服務獻關懷（司儀：李蘢怡、王嘉明、黃伊汶）
- 2001年__月__日翡翠台：佛善同頌結善緣（司儀：曾志偉、梅小惠、伍詠薇）
- 2001年__月__日翡翠台：萬誠保險健康延續獻再生
- 2001年__月__日翡翠台：聖約翰群星同獻救護心（司儀：汪明荃、石修、丘凱敏）
- 2002年__月__日翡翠台：萬里傳情關懷大行動（司儀：顧紀筠、歐錦棠、丘凱敏）
- 2003年5月31日翡翠台：公益金疫境同心為仁濟社群（司儀：曾志偉、顧紀筠、王賢誌、梁思浩、林敏俐、韓君婷）
- 2005年1月2日翡翠台：四海同心送關懷
- 2005年1月7日翡翠台：愛心無國界演藝界大匯演（為2004年南亞海嘯籌款）（司儀：鄭裕玲、曾志偉、鄭丹瑞）
- 2006年10月7日翡翠台：獅子會新生命工程籌款夜
- 2006年10月__日TVB8：秋霞知音樂滿城（為紀念陳秋霞的娛樂圈30年回顧）
- 2007年6月10日翡翠台：聯合國兒童基金會LOVEDAY心愛日音樂會
- 2008年2月17日翡翠台、高清翡翠台：雪中送暖（為2008年中國大陸雪災籌款）
- 2008年5月17日翡翠台、高清翡翠台：眾志成城抗震救災（為2008年汶川四川大地震籌款）（司儀：鄭裕玲、曾志偉、張小燕、吳小莉）
  - 2008年5月18日翡翠台、高清翡翠台：眾志成城抗震救災 - 七百萬人的愛心（為四川大地震籌款）
- 2009年8月17日翡翠台、高清翡翠台：8.8水災關愛行動籌款晚會（司儀：鄭裕玲、曾志偉、鄭丹瑞、吳小莉）
- 2011年4月1日翡翠台、高清翡翠台：愛心無國界311燭光晚會籌款晚會（司儀：鄭裕玲、鄭丹瑞）

## 特備節目
- 1982年__月__日翡翠台：碧波競逐樂融融（司儀：蔡楓華、翁靜晶、鄺美雲）
- 1984年9月1日翡翠台：巨星霹靂群英會（司儀：何守信、馬倩衡、楊雪儀、高麗虹）
- 中秋節特備節目
  - 1984年9月10日翡翠台：幻彩群星慶團圓
  - 1986年9月18日翡翠台：漫天星輝迎彩月
  - 1987年10月7日翡翠台：漫天星輝迎彩月1987
  - 1988年9月25日翡翠台：漫天星輝迎彩月1988
  - 1989年9月14日翡翠台：勁力星輝迎彩月
  - 1990年10月3日翡翠台：漫天星輝迎彩月1990
- 1985年3月__日翡翠台：100000小時慶祝盛典（司儀：何守信、汪明荃）
- 1986年4月20日翡翠台：香港女童軍七十週年慶典之金鑽群星相輝映（司儀：沈殿霞、鄭裕玲）
- 清潔香港系列
  - 1987年5月15日翡翠台：清潔香港之夜（司儀：李麗珍、李若彤、潘迪華、樓南光、何守信、狄波拉、鍾保羅）
  - 1990年3月__日翡翠台：清潔香港之夜（司儀：沈殿霞、萬梓良）
  - 1992年＿月__日翡翠台：清潔香港巨星拱照20年（司儀：汪明荃、車淑梅、曾智華、潘宗明、鄧梓峰）
  - 1993年＿月__日翡翠台：清潔香港邁向光輝21年（司儀：潘宗明、朱慧珊、鄧梓峰、陳敏兒）
- 1988年__月__日翡翠台：視聽穿梭傳歡樂
- 1989年10月21日翡翠台：管弦樂韻金曲夜（在香港文化中心落成後首次演出）（司儀：沈殿霞、盧大偉、葉童）
- 動物愛心嘉年華 (共兩輯)
  - 1989年3月5日翡翠台：動物愛心嘉年華（司儀：鍾保羅、陳敏兒）
  - 1990年＿月＿日翡翠台：動物愛心嘉年華II
- 全港奇趣設計大賽系列
  - 1989年__月__日翡翠台：全港奇趣設計大賽1989（司儀：盧大偉、廖偉雄、陳奕詩）
  - 1990年__月__日翡翠台：全港奇趣設計大賽1990（司儀：廖啟智、翁慧德）
- 任劍輝逝世系列
  - 1989年11月29日翡翠台：任劍輝之死
  - 1989年11月30日翡翠台：永遠懷念您．任劍輝女士逝世特輯
  - 1989年12月1日翡翠台：任姐、任劍輝告別儀式
- 1989年12月31日翡翠台：齊心同步創90系列
  - 香港新里程開幕典禮
  - 香港新里程嘉年華會
  - 演藝同歡新里程（司儀：陳欣健、汪明荃、夏雨、陳敏兒）
- 1990年3月23日翡翠台：電視先鋒群星會（司儀：沈殿霞、林嘉華、潘宗明）
- 媽媽真的愛您系列
  - 1990年5月__日翡翠台：媽媽真的愛您（司儀：沈殿霞、陳敏兒、溫兆倫）
  - 1991年5月__日翡翠台：媽媽真的愛您（司儀：陳敏兒、陳秀雯、梁朝偉）
  - 2001年5月__日翡翠台：媽媽真的愛您（司儀：沈殿霞、薛家燕）
- 1990年8月17日翡翠台：乜太今夜VERY GOOD（主持：盧大偉、李司棋）[35]
- 1991年__月__日翡翠台：龍翔星輝競展能（司儀：鄭丹瑞、盧敏儀）
- 香港健康家庭競選系列
  - 1991年__月__日翡翠台：香港健康家庭競選（司儀：鄭丹瑞、郭藹明）
  - 1992年__月__日翡翠台：香港健康家庭競選（司儀：鄭丹瑞、周海媚）
- 1991年10月31日翡翠台：皇室金輝群星會（慶祝愛丁堡公爵獎勵計劃在港30週年，愛丁堡公爵和愛德華王子親自出席）（司儀：何守信、劉家傑）
- 1992年3月8日翡翠台：萬紫千紅囍迎親（現場直播前無綫電視藝員萬梓良與恬妞的婚禮，已離婚）（司儀：汪明荃、曾志偉、潘宗明）
- 1992年6月__日翡翠台：環球匯演競爭輝
- 1992年6月25日翡翠台：國際群獅鑽禧耀香江（司儀：陳欣健、葉麗儀）
- 1992年12月27日翡翠台：魅力萬千在獅城（演出：劉德華、葉蒨文、鍾鎮濤、呂方、劉錫明、何婉盈）
- 1993年__月__日翡翠台：反斗群星碧波大挑戰（司儀：鄭丹瑞、陳淑蘭）
- 1993年9月23日翡翠台：二千群星迎奧運（主持：汪明荃、曾志偉、潘宗明、朱慧珊）
- 1993年10月__日翡翠台：深愛着你陳百強（主持：鄭丹瑞、朱慧珊、梁榮忠、江欣燕）
- 1993年10月__日翡翠台：食物衞生 名人勁鬥星輝夜（司儀：鄭丹瑞、周海媚）
- 1994年3月__日翡翠台：全港反翻版唱片大行動（司儀：鄭丹瑞）
- 1994年3月__日翡翠台：超級樂壇創世紀（司儀：鄭丹瑞）
- 1994年4月12日翡翠台：復活奇蛋嘉年華（司儀：鄭丹瑞、蔡少芬）
- 1994年5月__日翡翠台：親親媽咪愛心大喜宴（司儀：黃霑、周慧敏、李美鳳）
- 1994年7月24日翡翠台：香港超級寵物大賽（主演：莫少聰、呂頌賢、楊玉梅、張家輝、駱達華、吳毅將、談泉慶）
- 1994年__月__日翡翠台：龍騰虎躍群英會（司儀：曾志偉、潘宗明、江欣燕、安德尊）
- 1994年__月__日翡翠台：戀戀獅城（演出：張學友、草蜢、關淑怡、湯寶如、王馨平、黎瑞恩、鄭嘉穎、譚小環、鄭丹瑞）
- 1994年10月__日翡翠台：富士超能巨星格鬥爭霸戰（司儀：潘宗明、陳淑蘭、梅小惠、江欣燕）
- 1994年10月23日翡翠台：陳百強金曲紀念演唱會（司儀：陳欣健、劉德華）
- 1994年12月24日翡翠台：普世歡騰創明天（司儀：陳百祥、陳秀雯、鍾鎮濤）
- 1994年12月31日翡翠台：萬人紅星勁唱除夕迎95（司儀：潘宗明、朱慧珊、劉倩怡）
- 1995年3月23日翡翠台：霑霑自喜三十年（司儀：陳欣健、曾華倩、周慧敏）
- 1995年4月23日翡翠台：翡翠粤劇團之金鑽群星帝女花（演員：彭羚、謝雪心、鄭伊健、伍詠薇、蓋鳴暉、周慧敏、米雪、劉雅麗、鄭少秋、汪明荃、羅文、關淑怡）
- 1995年__月__日翡翠台：全港名廚群英會
- 1995年3月__日翡翠台：95飛越通訊新世界
- 1995年5月__日翡翠台：真情流露頌親恩（司儀：廖偉雄、汪明荃）
- 1995年__月__日翡翠台：港日巨星大聯盟
- 1995年8月27日翡翠台：群星童聚非常夜（司儀：鄭丹瑞、周華健）
- 一個世紀的婚禮系列
  - 1995年9月18日翡翠台：一個世紀的婚禮（司儀：黃霑、葉玉卿、朱慧珊）
  - 1996年9月__日翡翠台：一個世紀的婚禮（司儀：黃霑、朱慧珊、曾華倩）
- 1995年__月__日翡翠台：都會星輝海南島之夜（司儀：鄭丹瑞、朱慧珊）
- 1995年12月31日翡翠台：共建香港好明天（司儀：汪明荃、潘宗明、洪朝豐、羅霖）
- 1996年__月__日、1998年__月__日翡翠台：共創平等新紀元（1996年司儀：楚原、潘宗明）
- 1996年__月__日翡翠台：美國香港九六巡禮之香江燦爛荷里活（司儀：鄧梓峰、李珊珊）
- 1996年5月5日翡翠台：最真最親媽媽心（司儀：黃霑、陳敏兒）
- 1996年6月16日翡翠台：1996東南亞標準舞拉丁舞大賽（司儀：黃霑、周慧敏）
- 1996年9月18日翡翠台：穿梭丹麥夢幻國（司儀：汪明荃、林曉峰、李珊珊）
- 1996年9月28日翡翠台：香江燦爛耀悉尼（司儀：陳百祥、楊婉儀）
- 1996年__月__日翡翠台：搶灘越嶺大行動
- 1996年12月31日翡翠台：共創香港美好明天（司儀：曾華倩、鄧梓峰）
- 1997年4月27日翡翠台：青嶼幹線創建新紀元（司儀：鄧梓峰、朱慧珊）
- 息息相關基本法（共兩輯）
  - 1997年__月__日翡翠台：息息相關基本法
  - 1999年__月__日翡翠台：息息相關基本法II
- 1997年12月21日翡翠台：龍騰金禧耀社聯（司儀：鄧梓峰、劉倩怡、黃澤鋒）
- 1998年3月23日翡翠台：無線30週年經典大匯演（司儀：汪明荃、沈殿霞、趙雅芝）
- 1998年4月25日翡翠台：星光閃耀新里程 新機場竣工慶典（司儀：葉麗儀、鄭丹瑞、陳慧珊、翁嘉穗）
- 1998年7月__日翡翠台：青少年暑期活動跨越光輝30年（司儀：朱慧珊、黃偉文）
- 1998年__月__日翡翠台：視到如今友料SHOW（司儀：沈殿霞）
- 1998年__月__日翡翠台：童心靜待黎明演唱會
- 1998年__月__日翡翠台：香港童心開幕嘉年華（司儀：鄧梓峰、劉倩怡）
- 1998年__月__日翡翠台：香港動感之都 與星同遊大匯演
- 1998年12月31日翡翠台：飛躍99年國際舞蹈大賽
- 1999年__月__日翡翠台：動感動心慈善演唱會
- 1999年__月__日翡翠台：羅文俄羅斯創世紀音樂會
- 1999年1月__日翡翠台：齊倡廉跨紀元（司儀：曾志偉）
- 1999年3月21日翡翠台：精彩邁向2000年（司儀：鄭裕玲、李克勤）
- 1999年4月11日翡翠台：勇創紀錄真人SHOW（司儀：羅冠聰、游蕙禎、區諾軒、梁頌恆、鄭松泰、楊岳橋、郭榮鏗、劉小麗、范國威、姚松炎、梁繼昌、郭家麒、梁國雄）
- 1999年10月__日翡翠台：2000小時迎千禧之光輝紀元出狀元（司儀：黃霑、顧紀筠）
- 1999年11月__日翡翠台：任劍輝女士逝世十週年紀念專輯（司儀：沈殿霞、薛家燕）
- 1999年__月__日翡翠台：紫荊花開匯春城（司儀：曾志偉、顧紀筠、李怡蓉）
- 1999年__月__日翡翠台：清潔香港清王清霸迎千禧（司儀：薛家燕、鄧梓峰、阮兆祥、譚小環）
- 1999年12月31日翡翠台：跨世紀錄香港同心齊共創（司儀：沈殿霞、鄧梓峰、阮兆祥、顧紀筠、楊婉儀、郭羨妮、安德尊、向海嵐）
- 2000年1月1日翡翠台：一個新世紀的誕生（司儀：顧紀筠、吳家樂、林曉峰、洪天明）
- 2000年__月__日翡翠台：東方之珠耀珠城（司儀：沈殿霞、顧紀筠、劉冰）
- 2000年7月2日翡翠台：肥肥開心影視情懷四十年（司儀：陳欣健、曾志偉）
- 2000年7月__日翡翠台：青少年暑期活動活力奔騰新一代（司儀：鄭松泰、梁家榮、吳克儉、馬時亨、梁錦松、梁君彥、梁家傑、梁家輝）
- 2000年__月__日翡翠台：六合彩繽紛廿五年（旁白：鄭希怡）
- 2000年__月__日翡翠台：支持申辦亞運大行動（旁白：張艾嘉）
- 2000年__月__日翡翠台：積金籌謀樂明天（演員：戴耀明、張家輝）
- 2000年__月__日翡翠台：九巴縱橫多面睇（主持：鄧梓峰、丘凱敏）
- 2000年__月__日翡翠台：強積金全力以『付』智激戰（主持：鄧梓峰、顧紀筠）
- 2000年12月__日翡翠台：資訊科技展新姿（司儀：劉佩玥、湯洛雯、徐子淇、梁家榮、吳克儉、馬時亨、梁錦松、梁君彥、梁家傑、梁家輝）
- 2001年4月__日-10月__日翡翠台：香港工業獎之才來自有獎（司儀：陳凱琳、蔡思貝、劉佩玥、湯洛雯、梁家榮、吳克儉、馬時亨、梁錦松、梁君彥、梁家傑、梁家輝）
- 2001年4月1日翡翠台：動感之都：就是香港！啟動儀式（司儀：劉佩玥、湯洛雯、區諾軒、范國威、梁頌恆、游蕙禎、劉小麗、姚松炎、梁國雄、羅冠聰）
- 2001年4月1日翡翠台：2001 私隱權益全面 SHOW
- 2001年__月__日翡翠台：博愛任賢齊 SUMMER 愛心演唱會（主演：任賢齊）
- 2001年__月__日翡翠台：舞台劇今夜真情流露
- 2001年__月__日翡翠台：王傑演唱會2001（主演：王傑）
- 2002年5月__日翡翠台：媽媽有您終生美麗
- 2002年__月__日翡翠台：葉楓歌星與唱家班演唱會（主演：葉麗儀、葉振棠、蔡楓華）
- 2002年10月19日翡翠台：獅子山下歌聖殞落-羅文先生（主持：汪明荃、曾志偉、陳百祥）
- 2003年3月24日翡翠台：一廠最美的一夜（司儀：沈殿霞、汪明荃、鄧梓峰、錢嘉樂、梁思浩、吳家樂、朱凱婷、洪天明、鍾沛枝、吳家樂、鄺文珣）
- 張國榮、梅艷芳逝世系列
  - 2003年4月1日翡翠台：張國榮逝世特輯
  - 2003年4月2日翡翠台：永遠愛慕-張國榮（主持：陳松伶、林曉峰）
  - 2003年4月3日翡翠台：追憶-張國榮（主持：丘凱敏）
  - 2003年4月5日翡翠台：獅子山下之永遠懐念張國榮
  - 2003年12月30日翡翠台：梅艷芳逝世特輯
  - 2004年1月3日翡翠台：獅子山下之永遠懐念梅艷芳
  - 2004年1月4日翡翠台：梅艷芳-最后美麗的集體回憶（主持：鄭裕玲）
  - 2004年1月11日翡翠台：永遠懷念您 不朽的舞臺傳奇梅艷芳
- 2004年11月18日翡翠台：星星回憶－劍說浮生任劍輝（主持：鍾景輝）（為紀念的任劍輝逝世十五週年特輯）節目介紹
- 2004年11月24日翡翠台：滄海一聲笑別霑叔（主持：鄭丹瑞）
- 2004年11月27日翡翠台：獅子山下永遠懷念霑叔（主持：汪明荃、顧紀筠）
- 2005年9月11日翡翠台：香港迪士尼樂園開幕慶祝晚會（司儀：沈殿霞、鄧梓峰）
- 2005年11月27日翡翠台：歡迎神舟六號航天代表團訪港大匯演（司儀：沈殿霞、陳芷菁、李浩林、鄧梓峰、楊婉儀）
- 2006年3月25日翡翠台：往事只能回味 - 劉家昌
- 2006年5月1日翡翠台：2006世界杯-頂CUP好波 世界盃列強林立
- 2006年5月1日翡翠台：2006世界杯-頂CUP好波 世界盃星級戰將
- 2006年6月9日翡翠台：2006世界盃－頂CUP好波 晚晚有德FUN（主持：李克勤、伍晃榮、林尚義、郭家明、鍾志光、湯家驊、李家仁、潘文迪、麥玲玲、官恩娜、饒家輝、袁彩雲）
- 2006年6月10日翡翠台：2006世界盃-頂CUP好波
- 2006年6月10日翡翠台：2006世界盃-頂CUP好波 世界盃德FUN速遞
- 2006年11月4日翡翠台：中國功夫之星全球大賽
- 2006年11月26日翡翠台：香港女童軍90週年大會操（司儀：陸詩韻、李浩林） （節目程序表）
- 2008年2月19日翡翠台、高清翡翠台：肥姐 - 我們永遠懷念您（主持：鄭裕玲）
- 2008年2月21日翡翠台：開心果笑聲忘不了
- 2008年4月1日翡翠台：我．張國榮
- 2008年4月3日翡翠台：情迷一夜劉美君
- 2008年12月7日翡翠台、高清翡翠台：全港歡迎神舟七號載人航天飛行代表團大匯演 節目網頁（页面存档备份，存于）
- 2009年7月1日翡翠台：香港特別行政區成立十二周年「團結自強慶回歸」大巡遊1[永久]2(主持：陳芷菁、鄧梓峰、丘凱敏、祝文君)
- 2009年8月29日翡翠台：香港東亞運動會2009暨火炬接力傳遞開幕儀式（演出：李浩林、陳芷菁、鍾志光、周子駒及李思雅）
- 2009年8月29日翡翠台：活力迎東亞2009（司儀：陳凱琳、蔡思貝、劉佩玥、湯洛雯、鄭松泰、徐子淇、梁家榮、吳克儉、馬時亨、梁錦松、梁君彥、梁家傑、梁家輝）
- 2009年8月29日翡翠台、高清翡翠台：邁向香港2009東亞運動會晚會（主演：李浩林、周子駒與楊思琦）
- 2009年9月27日翡翠台：鑽禧繽紛賀國慶巡遊嘉年華（司儀：陳凱琳、蔡思貝、劉佩玥、湯洛雯、鄭松泰、徐子淇、梁家榮、吳克儉、馬時亨、梁錦松、梁君彥、梁家傑、梁家輝）
- 2009年10月1日翡翠台：澳門特別行政區政府國慶體藝匯演（司儀：陳凱琳、蔡思貝、劉佩玥、湯洛雯、鄭松泰、徐子淇、梁家榮、吳克儉、馬時亨、梁錦松、梁君彥、梁家傑、梁家輝）
- 2009年10月1日翡翠台：盛世歡騰賀國慶（主持：鄭裕玲、李浩林）
- 2013年3月31日翡翠台、高清翡翠台：歌星迷影 張國榮
- 2013年6月1日翡翠台、高清翡翠台：開心果永遠欣想妳演唱會
- 2016年3月6日翡翠台：別了，Gag王盧大偉（為紀念的盧大偉逝世系列）
- 2017年6月25日翡翠台：TVB 50周年 Big Big戲劇列陣（演出及節目嘉賓：鮑起靜、陳山聰、歐陽震華、陳豪、張繼聰、李佳芯、江美儀、胡蓓蔚、龔嘉欣、譚凱琪、莊思敏、江嘉敏、苗僑偉、袁偉豪、李司棋、關菊英、岑麗香、王浩信、張振朗、王祖藍、蔡瀚億、曹永廉、胡鴻鈞、劉家豪、蘇萬聰、羅永賢[36]、林志華、黃偉聲、陳維冠、方駿釗和伍立光等等）
- 2017年11月18日翡翠台：汪明荃五十週年世紀盛宴（司儀/演出/歌星/嘉賓：鄭裕玲、曾志偉、鄧梓峰、阮兆祥、林曉峰、姚珏、趙增熹、王君馨、張德蘭、陳潔靈、李克勤、容祖兒、楊千嬅、王祖藍、王梓軒、唐英年、周梁淑怡、高永文、田北俊、田北辰、劉松仁、夏雨、秦沛、苗僑偉、伍衛國、森森、斑斑、江欣燕、杜平、林建明、賈思樂、陳欣健、蔡和平、胡楓、羅蘭、宣萱、羅家英、鄺美雲、薛家燕、米雪、商天娥、陳慧珊、岑麗香、龍劍笙、鄭國江、黃偉文、蓋鳴暉、謝雪心、尤聲普、李奇峰、李龍、王晶、劉天賜、甘國亮、葉潔馨、禤素霞、蘇潔賢、黃楚穎等，監製：何小慧、編審：黃翠華；旁白：潘文柏）
- 2017年12月16日翡翠台：燦爛一生 邵方逸華（為紀念方逸華的逝世特輯）
- 2019年9月14日翡翠台：香港唱好演唱會（司儀：汪明荃、陳貝兒）
- 2021年2月28日翡翠台：無可比擬的演藝泰斗 永遠懷念吳孟達（主持及節目嘉賓：汪明荃、鄧梓峰、黎芷珊、陳貝兒、陸浩明、羅冠蘭、麥鎮江、伍潤泉、甄懋強、余家倫、吳麗珠、鄧英敏、戴志偉、關禮傑、杜德偉、王晶、苑瓊丹、馬海倫、田啟文、林子聰、曾志偉）
- 2022年6月23日翡翠台：香港25個第一（嘉賓：洪永城）
- 2024年__月__日翡翠台：澳門25個第一（嘉賓：洪永城、宋宛穎）
- 2025年3月1日翡翠台：啟德體育園開幕典禮

## 音樂節目

## 賀年節目

## 外購

### 参見
- 無綫電視外購節目列表
- 無綫電視外購劇集列表
- 無綫電視外購美國劇集列表
- 無綫電視外購韓國劇集列表
- 無綫電視外購日本劇集列表
- 無綫電視外購台灣劇集列表
- 無綫電視外購中國劇集列表
- 無綫電視外購動畫列表
- 無綫電視外購紀錄片列表
- 無綫電視海外首發劇集列表
- MyTV SUPER無綫電視劇集列表

## 電視電影

### 参見
- 無綫電視電影列表

## 電影

### 参見
- 無綫電視相關電影列表

## 體育節目

### 参見
- 無綫電視體育節目列表

## 廣告機構贊助節目及團體主辦

### 商業機構贊助團體主辦
- 1979年__月__日翡翠台：萬寶路特輯之年年好景
- 1979至1993年翡翠台：生力啤集團香港競飲大賽（每年一屆，1981年除外）（1979至1980年主持：何守信，1981年主持：何守信、鄭裕玲，1982年主持：何守信、黃淑儀，1983年主持：何守信、沈殿霞，1984年主持：何守信、劉敏儀，1986-87年主持：何守信，1988年主持：沈殿霞，1989年主持：陳欣健、劉嘉玲，1990年主持：潘宗明，1991年主持：陳欣健，1992年主持：陳欣健、葉玉卿，1993年主持：陳百祥、陳淑蘭）
  - 1985年9月14日翡翠台：1985年生力啤啤酒香港競飲大賽（1985年主持：何守信；監製：羅鎮岳、曾勵珍）
- 1980年4月20日翡翠台：百寶膠吹波大賽（主持：鄭裕玲、任達華）
- 1984年10月12日翡翠台：黑色輝煌夜（主持：林燕妮）
- 1985年12月8日翡翠台：美國運通特輯（主持：曾江、鄺美雲）
- 1986年__月__日翡翠台：傾下講下大家樂（主持：俞琤）
- 1989年5月7日翡翠台：Nina Ricci時代女性（主持：余文詩）
- 1990年__月__日翡翠台：Levi's創意集中型（主持：周慧敏、林敏驄、雷宇揚、楊羚）
- 1990年__月__日翡翠台：維他歡樂賀金禧
- 1991年8月18日翡翠台：利舞臺今夜星光燦爛（司儀：何守信、葉麗儀）
- 1991年11月__日翡翠台：翡翠求職廣場分類廣告
- 1991年12月__日翡翠台：包羅萬有電視分類廣告
- 1992年8月__日翡翠台：生活多樂趣分類廣告
- 1992年__月__日翡翠台：周創發分類廣告（司儀：謝偉俊、白韻琴）
- 1993年__月__日翡翠台：八爪魚電視分類廣告
- 1993年__月__日翡翠台：金利來金光閃耀25年（司儀：陳欣健、汪明荃）
- 1993年__月__日翡翠台：四海華商耀香江
- 1993年11月__日翡翠台：信興香港40年 巨星輝煌慈善夜（司儀：鄭丹瑞、汪明荃、陳淑蘭、葉玉卿）
- 1993年__月__日翡翠台：匯豐知心歲月
- 1993年__月__日翡翠台：好介紹電視分類廣告
- 1994年__月__日翡翠台：愛彼情懷金曲夜（司儀：陳欣健、伍詠薇）
- 1994年__月__日翡翠台：生力男人本色豪情話（主持：江欣燕、陳法蓉、郭可盈）
- 1995年__月__日翡翠台：富士彩色人生顯真情
- 1995年2月__日翡翠台：皇冠群星金輝夜（司儀：陳欣健、伍詠薇）
- 1995年7月2日翡翠台：軒琴倩影匯群星（司儀：汪明荃、鄧梓峰、譚小環）
- 1995年12月__日翡翠台：潘婷健康護髮魅力SHOW
- 1996年4月14日翡翠台：將軍澳有樓有FUN奪萬金
- 1996年__月__日翡翠台：皇冠車行30年（司儀：陶大宇、曾華倩）
- 1996年__月__日翡翠台：新麗銀禧閃耀繽紛夜（司儀：鄧梓峰、朱慧珊）
- 1996年__月__日翡翠台：海運繽紛30年
- 1996年8月6日翡翠台：宣傳易
- 1997年__月__日翡翠台：海馬群星玩野智激鬥（司儀：汪明荃、鄧梓峰）
- 1997年11月__日翡翠台：廉政全接觸
- 1998年__月__日翡翠台：九鐵88新領域（司儀：黃霑、汪明荃、鄧梓峰）
- 1999年__月__日翡翠台：廉政全接觸之非賣品
- 2000年__月__日翡翠台：廉政全接觸之防貪秘笈
- 2000年__月__日翡翠台：廉政全接觸之至FIT選民選賢能
- 2000年__月__日翡翠台：九鐵愛心動力九十載（司儀：鄭裕玲、楊婉儀、鄧梓峰）
- 2000年__月__日翡翠台：香港人在太平的日子（由東莞虎門富民花園特約）
- 2000年__月__日翡翠台：電腦軟硬睇（由UNISOFTNET.COM特約）
- 2000年__月__日翡翠台：生活新方式（由生活易特約）
- 2000年8月26日翡翠台：東鐵支線傳真
- 2000年11月__日翡翠台：九巴縱橫多面睇（司儀：鄧梓峰、丘凱敏）
- 2001年__月__日翡翠台：馬灣大自然全接觸（由新鴻基地產特約）
- 2001年__月__日翡翠台：大馬戲樂園（由番禺長隆夜間動物世界特約）
- 2001年__月__日翡翠台：葆露絲玲瓏曲線美
- 2001年__月__日翡翠台：芭啦芭啦櫻之花製作特輯
- 2001年__月__日翡翠台：搭得安全答滿 FUN
- 2001年__月__日翡翠台：狗出奇謀放暑假
- 2001年__月__日翡翠台：放榜路路通（由遵理學校特約）
- 2002年__月__日翡翠台：姿采無限樟木頭
- 2002年__月__日翡翠台：姿采繽紛樟木頭
- 2002年__月__日翡翠台：我也可活得精彩（由香港老年痴呆症協會特約）
- 2003年2月23日翡翠台：情繫地鐵
- 2003年3月7日翡翠台：優質生活派（主持：丘凱敏、曹敏莉)
- 2003年7月25日翡翠台：活力動感樟木頭
- 2004年7月13日翡翠台：南非美鑽激程 探索天然寶藏（主持：鄭裕玲)
- 2006年__月__日翡翠台：加勒比海盜：決戰魔盜王製作特輯
- 2006年__月__日翡翠台：週末猜情尋（由中山雅居樂新城特約）（演出：于洋、白茵、黃德斌、湯盈盈、劉家聰、陳思齊 (陳凱怡)）
- 2006年__月__日翡翠台：愛上他‧愛上家（由中山凱茵新城特約）（演出：陳錦鴻、向海嵐、阮兆祥、康華、張松枝、陳自瑤）
- 2006年__月__日翡翠台：西藏尋寶冬蟲夏草（主持：鄭丹瑞、袁彩雲）（由位元堂特約）
- 2006年__月__日翡翠台：追求生活至愛（由貝沙灣特約）
- 2006年5月15日翡翠台：區區食樂好路線（由九巴特約）（主持：李雨陽、林莉）
- 2006年8月20日翡翠台：健髮有法（由維新烏絲素特約）（主持：黃德斌、張美妮）
- 2006年8月22日翡翠台：碧桂園集團：一起走過的日子
- 2006年8月24日翡翠台：澳門濠庭都會：愛上澳門（由濠庭都會特約）
- 2006年9月5日翡翠台：滋陰廚房（由維特健靈知音蟲草特約）
- 2006年9月7日翡翠台：夜宴電影製作特輯
- 2006年9月12日翡翠台：樓按創商機（由康業信貸快遞特約）
- 2006年9月14日翡翠台：陳慧琳點石成金（由金至尊珠寶特約）（主持：陳慧琳）
- 2006年9月21日翡翠台：貝沙灣：生活、藝術、家（由貝沙灣特約）（主持：顧紀筠）至2006年10月19日節目網頁（页面存档备份，存于）
- 2006年12月4日翡翠台：玩盡香港國際賽馬節（由香港賽馬會特約）
- 2006年12月12日翡翠台：閃耀女人心（由周大福英語：特約）
- 2006年12月14日翡翠台：愛在完美鑽石中（由英語：Estrella特約）
- 2006年12月24日翡翠台：四洲美食濃情35載
- 2006年12月31日翡翠台：全城狂歡邁向2007（由奧海城特約）
- 2006年12月31日明珠台：香港除夕巨星派對（由英語：特約）
- 2007年1月4日翡翠台：祝君健康（由2036靈芝孢子特約）
- 2007年2月27日翡翠台：我愛葡萄園（由新鴻基地產特約）
- 2007年3月13日翡翠台：飲食天王頒獎典禮2007前奏（主持：鄭裕玲、鄭丹瑞）
- 2007年3月17日翡翠台：飲食天王頒獎典禮2007（主持：鄭裕玲、鄭丹瑞）
- 2007年4月15日明珠台：英語：越野電單車花式大激鬥2007
- 2007年4月26日翡翠台：從香港第一到世界第一（介紹「爪皇凌雨」參與2007年愛彼錶女皇盃的情況，由香港賽馬會特約）
- 2007年5月10日翡翠台：有覺好瞓（由英語：特約）
- 瑞士名錶展（共兩輯）
  - 2007年5月12日翡翠台：2007瑞士名錶展（由太子珠寶鐘錶特約）
  - 2008年5月11日翡翠台：2008瑞士名錶展（由太子珠寶鐘錶特約）
- 2007年6月14日翡翠台：我愛騎馬（由金伯樂馬術學府特約）
- 2007年10月18日翡翠台：美好生活有其事
- 2007年11月15日翡翠台：新綠茵情緣（由中山凱茵新城特約）（演出：楊思琦、孫耀威、陳山聰、陳穎妍）
- 2008年7月14日翡翠台、高清翡翠台：東方．家．智慧（由方圓集團特約）（主持：鄭丹瑞）
- 2008年8月25日翡翠台、高清翡翠台：越食越好味（由大班冰皮月餅特約）
- 2008年8月25日翡翠台：Max Fun購玩樂（由EMax特約）
- 2009年3月23日翡翠台、高清翡翠台：康業信貸快遞：物業貸款周轉易
- 2009年3月23日翡翠台、高清翡翠台：至醒打印全攻略 (由Canon PIXMA特約)
- 2009年4月20日翡翠台、高清翡翠台：將軍澳新支綫 (由港鐵特約)
- 2009年4月27日翡翠台、高清翡翠台：OSIM健康美夢顯親情

### 慈善機構團體主辦
- 1995年4月2日翡翠台：陽光之家黎明慈善夜
- 1999年2月21日翡翠台：核桃樹的故事（由樂施會特約）
- 2000年9月16日翡翠台：垃圾山下的日子（由樂施會特約）
- 2003年3月8日翡翠台：農家女的故事（由樂施會特約）
- 2006年8月1日翡翠台：不一樣的貧窮（由樂施會特約）（主持：胡杏兒）
- 2006年10月10日翡翠台：救援最前線（由無國界醫生特約）
- 2006年10月17日翡翠台：耆康護老樂無憂（由耆康會特約）節目網頁（页面存档备份，存于）
- 2006年11月2日翡翠台：童夢齊實現（由宣明會特約）
- 2006年11月9日翡翠台：主動獻仁心（由仁濟緊急援助基金特約）
- 點滴是希望（共兩輯）
  - 2006年11月21日翡翠台：點滴是希望（由樂施會特約）
  - 2007年5月3日翡翠台：點滴是希望（由香港華光功德會特約）
- 2006年11月26日翡翠台：滅癌獻愛心（由泰山公德會特約） 節目網頁（页面存档备份，存于）
- 2006年11月28日翡翠台：苗圃行路上廣州2007（由草姬靈芝孢子特約）
- 2006年12月2日翡翠台：童心滿希望（由聯合國兒童基金會兒童之友特約）
- 2007年2月1日翡翠台：分分鐘需要您（由一線通平安鐘特約）
- 2007年2月8日翡翠台：助養給孩子飽足（由宣明會特約）
- 2007年2月22日翡翠台：助人自助樂無窮（由樂施會特約）
- 2007年3月22日翡翠台：愛意滿甘肅（由聯合國兒童基金會特約）
- 點滴是生命（共兩輯）
  - 2007年5月4日翡翠台：點滴是生命（由香港華光功德會特約）
  - 2008年4月22日翡翠台：點滴是生命：甘肅平涼篇（由香港華光功德會特約）
- 2007年5月6日翡翠台：香港青少年慶祝回歸十周年大巡遊
- 2007年5月22日翡翠台：脫貧從環保開始（由樂施會特約）（主持：胡杏兒）
- 2007年5月29日翡翠台：吉布提的兒童（由聯合國兒童基金會特約）
- 2007年6月12日翡翠台：十載光明行（由健康快車特約）（主持：鄭嘉穎、胡杏兒）
- 2007年10月16日翡翠台：陳奕迅農村光明行（由奧比斯特約）
- 2007年11月22日翡翠台：與愛同行（由香港癌症基金會二十周年特約）（主持：黃子雄，演出：唐寧、陳山聰）
- 2008年4月15日翡翠台：助養拯救飢餓孩子（由宣明會特約）
- 2008年6月3日翡翠台：四川重建新希望（由樂施會特約）
- 2008年6月17日翡翠台：袁詠儀越南童望之旅（由奧比斯特約）
- 2008年7月29日翡翠台：健康快車光明之旅（由健康快車特約）
- 2008年8月28日翡翠台：普世基督徒關懷差會 情繫柬國（主持：蒙嘉慧、謝天華）
- 2008年9月9日翡翠台：助養給孩子新開始（由宣明會特約）
- 2008年9月16日翡翠台：尼泊爾的孩子（由聯合國兒童基金會特約）

### 宗教信仰團體主辦
- 1993年12月29日翡翠台：天壇大佛開光盛典
- 2006年10月3日翡翠台：嗇色園普世恩澤85載 節目網頁（页面存档备份，存于）
- 2007年4月12日翡翠台：賞‧識‧道德經（由香港道教聯合會特約）
- 2007年10月10日翡翠台：孔聖誕環球慶祝大典
- 2007年10月12日翡翠台：孔聖誕環球祭孔盛典
- 2007年12月25日翡翠台：福臨香港報佳音
- 2007年12月30日翡翠台：新生命‧新動力 - 福臨香港佈道會

### 香港政府官員或部門機構團體主辦
- 1996年__月__日翡翠台：罪惡剋星勁爆SHOW
- 1996年__月__日翡翠台：滅罪先鋒耀葵青
- 2000年__月__日翡翠台：十八區香港滅罪嘉年華（主持：錢嘉樂、顧紀筠）
- 2000年7月__日翡翠台：罪惡剋星勁爆SHOW 2000（演出：布偉傑）
- 2000年__月__日翡翠台：職業英語路路通
- 2000年__月__日翡翠台：我的屋邨我的家
- 2000年__月__日翡翠台：僱傭條例檔案
- 2000年__月__日、2010年2月6日、2011年12月3日、2014年11月1日翡翠台：全城響應助更生（2000年司儀：王賢誌，2010年司儀：鄧梓峰、陳芷菁，2011年司儀：鄧梓峰、曾華倩，2014年司儀：鄧梓峰、陳芷菁、陳貝兒）
- 2001年__月__日翡翠台：職安資訊速遞
- 2001年__月__日翡翠台：樓宇管理通勝
- 2001年__月__日翡翠台：精明駕駛路路通
- 2002年__月__日翡翠台：優質教育青雲路（由職業訓練局特約）
- 2002年__月__日翡翠台：職安全為你
- 2004年__月__日翡翠台：仁愛更生獻關懷
- 2004年8月6日翡翠台：滅罪精英展才能
- 2006年12月21日翡翠台：道路安全零意外
- 2007年3月3日翡翠台：攜手唱和基本法
- 2007年6月9日翡翠台：適飲適食至有營（主持：鄭丹瑞、譚小環）
- 2007年6月9日翡翠台：輕裝·節能為藍天[37][38]
- 2011年7月2日、2012年2月6日、2013年12月3日翡翠台：救護精英愛心SHOW（2011年主持：李浩林、朱凱婷，2012年主持：陳芷菁、吳家樂、陳庭欣，2013年主持：陳貝兒、陳智燊）
- 2011年11月11日翡翠台：消防安全進萬家（主持：鄧梓峰、陳芷菁）
- 2016年4月23日翡翠台：樂韻警聲為公益（與香港公益金合辦）（主持：麥美恩、香子健）
- 守城系列
  - 2021年1月23日翡翠台：守城（為香港警務處2021年的宣傳片）（主演者：鄧炳強、蕭澤頤、陳健國，導演：林超賢）
  - 2023年6月24日翡翠台：守城前傳（為香港警務處2023年的宣傳片）（主演者：蕭澤頤、陳健國；導演：林超賢）
- 2022年11月20日翡翠台、J2、無綫新聞台、無綫財經體育資訊台：警聲百二秒（為香港警務處警察公共關係科、入境事務處2022年的宣傳片）
- 不可能任務系列
  - 2022年3月27日翡翠台：第一輯（主持，錢嘉樂、林迪安）
  - 2023年5月14日翡翠台：第二輯（主持，錢嘉樂、林迪安）

### 香港市政局或區域市政局團體主辦
- 1990年__月__日翡翠台：區局節90之超級競技大挑戰
- 開心都市系列
  - 1992年__月__日翡翠台：開心都市（主持：陳奕詩、蔣志光、楚原）
  - 1993年__月__日翡翠台：開心都市 第2輯（主持：胡楓、李國祥、湯寶如）
  - 1994年__月__日翡翠台：陽光都市
- 1992年11月14日翡翠台：九二香港區域市政局節開幕巡遊（司儀：潘宗明、朱慧珊、李美鳳）
- 1992年12月13日翡翠台：92區局節閉幕匯演 張學友雷霆勁爆今晚夜（司儀：盧敏儀）
- 1994年__月__日翡翠台：霹靂至尊雙響炮 九四區局節閉幕典禮（司儀：鄭丹瑞）
- 1996年__月__日翡翠台：區局歌舞飛揚十週年（司儀：溫兆倫、江欣燕）
- 1996年12月__日翡翠台：煙花璀璨雷霆夜 區局十週年慶典（司儀：雷宇揚、楊婉儀）

### 香港區議會及鄉議局團體主辦
- 1997年12月__日翡翠台：萬家同歡樂沙田（司儀：鄧梓峰、朱慧珊、張錦程）
- 2003年9月11日翡翠台：沙田圓月樂安居（2004年起更名為沙田月滿樂安居）
- 2006年11月7日翡翠台：獅子山下人·情·事至2006年11月14日（為配合於2006年黃大仙區節等）
- 2006年11月30日翡翠台：萬燈輝映沙田節
- 2007年2月13日翡翠台：葵青風物誌
- 2007年2月15日翡翠台：沙田歡聚過肥年
- 2007年2月20日翡翠台：喜氣洋洋在葵青
- 2007年3月10日翡翠台：沙田好景大巡遊
- 2007年3月24日翡翠台：賀回歸國民教育問答比賽
- 2007年6月2日翡翠台：香港之最中西區
- 2007年6月30日翡翠台：離島心連心佛光慶回歸
- 全港同心迎奧運系列
  - 2008年4月10日翡翠台：全港同心迎奧運之綠色奧運在大埔
  - 2008年4月17日翡翠台：全港同心迎奧運之荃心全意動起來
  - 2008年4月24日翡翠台：全港同心迎奧運之奔向昂坪智多Fun
  - 2008年5月1日翡翠台：全港同心迎奧運元朗田徑齊響應
  - 2008年5月8日翡翠台：全港同心迎奧運手舞足動油尖旺
  - 2008年5月22日翡翠台：全港同心迎奧運動感沙田全攻略
  - 2008年5月29日翡翠台：全港同心迎奧運動力凝聚深水埗
  - 2008年6月5日翡翠台：全港同心迎奧運繽紛躍動在離島
  - 2008年6月10日翡翠台：全港同心迎奧運全情投入在南區
  - 2008年6月12日翡翠台：全港同心迎奧運活力無限中西區
  - 2008年6月19日翡翠台：全港同心迎奧運勁力澎湃滿西貢
  - 2008年7月13日翡翠台：全港同心迎奧運動感東區展活力
  - 2008年7月15日翡翠台：南區同心迎奧運
  - 2008年7月31日翡翠台：全港同心迎奧運龍騰獅躍匯荃灣及葵青區
- 2011年8月27日翡翠台、高清翡翠台：香港新界鄉議局85載 與民同樂

## 新型冠壯肺炎及抗力性疫情節目
- 2020年4月10日翡翠台：疫境同行2
- 2022年2月17日翡翠台：爭分奪秒同抗疫
- 2022年2月19日翡翠台：獅子山下 同心抗疫